# Museo Nacional de Antropología (México)
El Museo Nacional de Antropología (MNA) es uno de los recintos museográficos más importantes de México y de América. Está concebido para albergar y exhibir el legado arqueológico de los pueblos de Mesoamérica, así como para dar cuenta de la diversidad étnica actual del país. El edificio actual del MNA fue construido entre 1963 y 1964 en el Bosque de Chapultepec por instrucción del presidente Adolfo López Mateos, diseńado por Pedro Ramírez Vázquez y asistido por los arquitectos Rafael Mijares y Jorge Campuzano. El presidente Adolfo López Mateos lo inauguró el 17 de septiembre de 1964. Actualmente, el edificio del MNA posee 22 salas de exposición permanente, dos salas de exposiciones temporales y tres auditorios. En su interior se encuentra la Biblioteca Nacional de Antropología e Historia.
La colección del Museo Nacional de Antropología está conformada por numerosas piezas arqueológicas y etnográficas provenientes de todo México. Entre algunas de las piezas más emblemáticas de la colección se cuenta la Piedra del Sol —que es el corazón mismo del museo—, las cabezas colosales de la cultura olmeca, las monumentales esculturas teotihuacanas dedicadas a los dioses del agua, la tumba de Pakal, las ofrendas funerarias de Monte Albán, las estelas de Xochicalco, así como un atlante tolteca traído desde Tollan-Xicocotitlan y el Monolito de Tláloc que custodia la entrada al museo.
El MNA constituye uno de los principales sitios de interés turístico de México. Atrae cada año a más de dos millones de visitantes. El museo es uno de los museos más grandes del continente.
En 2025 fue galardonado con el Premio Princesa de Asturias de la Concordia

## Historia

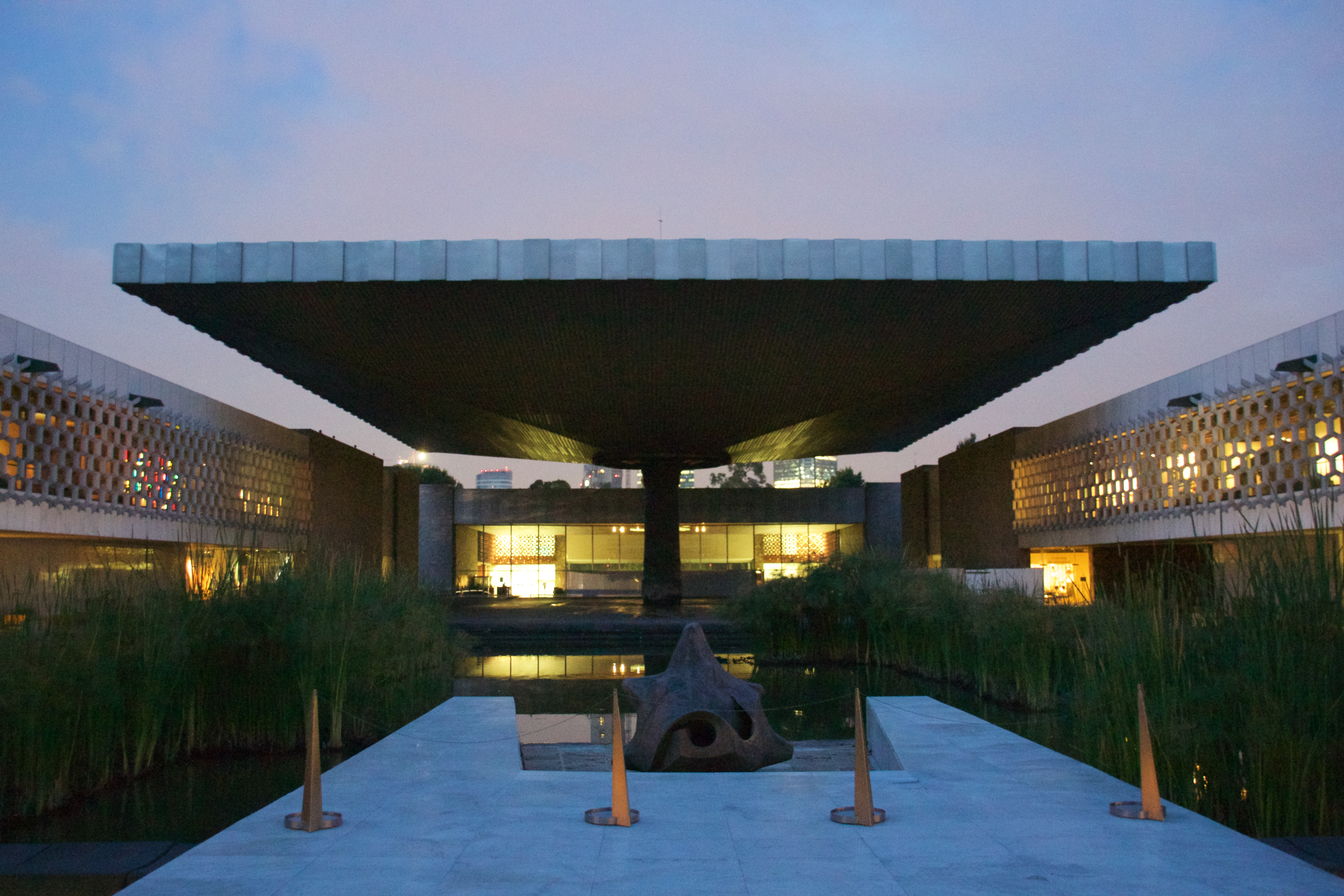
Patio del museo, inspirado en el Cuadrángulo de las Monjas de Uxmal.

Desde la época prehispánica, los nahuas se interesaron por las civilizaciones que les precedieron. Por ello, se acercaban a sitios arqueológicos y pirámides, realizaban excavaciones y recuperaban objetos, estatuillas o máscaras. Además, las transformaban y reutilizaban, puliéndolas, pintándolas o añadiéndoles otros elementos característicos de su propia cultura o religión.
A finales del siglo XVIII los documentos que formaban parte de la colección de Lorenzo Boturini fueron depositados, por orden del virrey de Bucareli, en la Real y Pontificia Universidad de México. Allí se albergaron también las esculturas de la Coatlicue y la Piedra del Sol, lo que inició la tradición museográfica en México.
El 25 de agosto de 1790 fue inaugurado el primer Gabinete de Historia Natural de México, montado por el botánico José Longinos Martínez (ese gabinete ya desaparecido es el actual Museo de Historia Natural de México) y fue en medio de este ambiente que surgió la idea que constituir una junta de antigüedades con la finalidad de proteger monumentos históricos.
El antecedente de preservar el patrimonio cultural nacional se dio tras la Independencia, cuando México fue visitado por hombres ilustres de ciencia como fue el caso del barón Alejandro de Humboldt, quienes difundieron el valor artístico e histórico de los monumentos prehispánicos. El ministro de Relaciones Interiores y Exteriores, Lucas Alamán, propuso a los congresistas la fundación de un museo para evitar “la dispersión y pérdida de la antigüedad cultural mexicana”.: 147  Así, en 1825 por decreto del presidente Guadalupe Victoria nació el Museo Nacional Mexicano como una institución autónoma. Su relevancia consistió en la colección de piezas representativas mexicanas, para lo que se reunieron “testimonios históricos, antropológicos, arqueológicos y etnográficos, en su condición de patrimonio nacional”.
En su inicio, el Museo se instaló en un salón de la Real y Pontificia Universidad de México. Para reunir su colección de historia natural se reunieron donaciones de particulares, mientras que para la colección de historia se otorgaron piezas arqueológicas halladas en la plaza Mayor de la Ciudad de México. La colección del Museo Nacional se formó por medio de adquisiciones y donaciones, como los códices y documentos de Lorenzo Boturini, dibujos, manuscritos y antigüedades del Seminario de Minería, de las colecciones de Guillermo Dupaix y el dibujante José Luciano Castañeda, antigüedades mexicanas y diversos objetos propios de la nación. Seis años después, el museo se dividió oficialmente en tres ramas: antigüedades, historia natural, jardín botánico, y productos de la industria. Con base en la inestabilidad política de mediados del siglo XIX, y la lucha entre el bando de liberales y conservadores, el museo sufrió varios cambios: su nombre a Museo Nacional, el aumento de sus colecciones y el cambio de clasificación y catalogación.

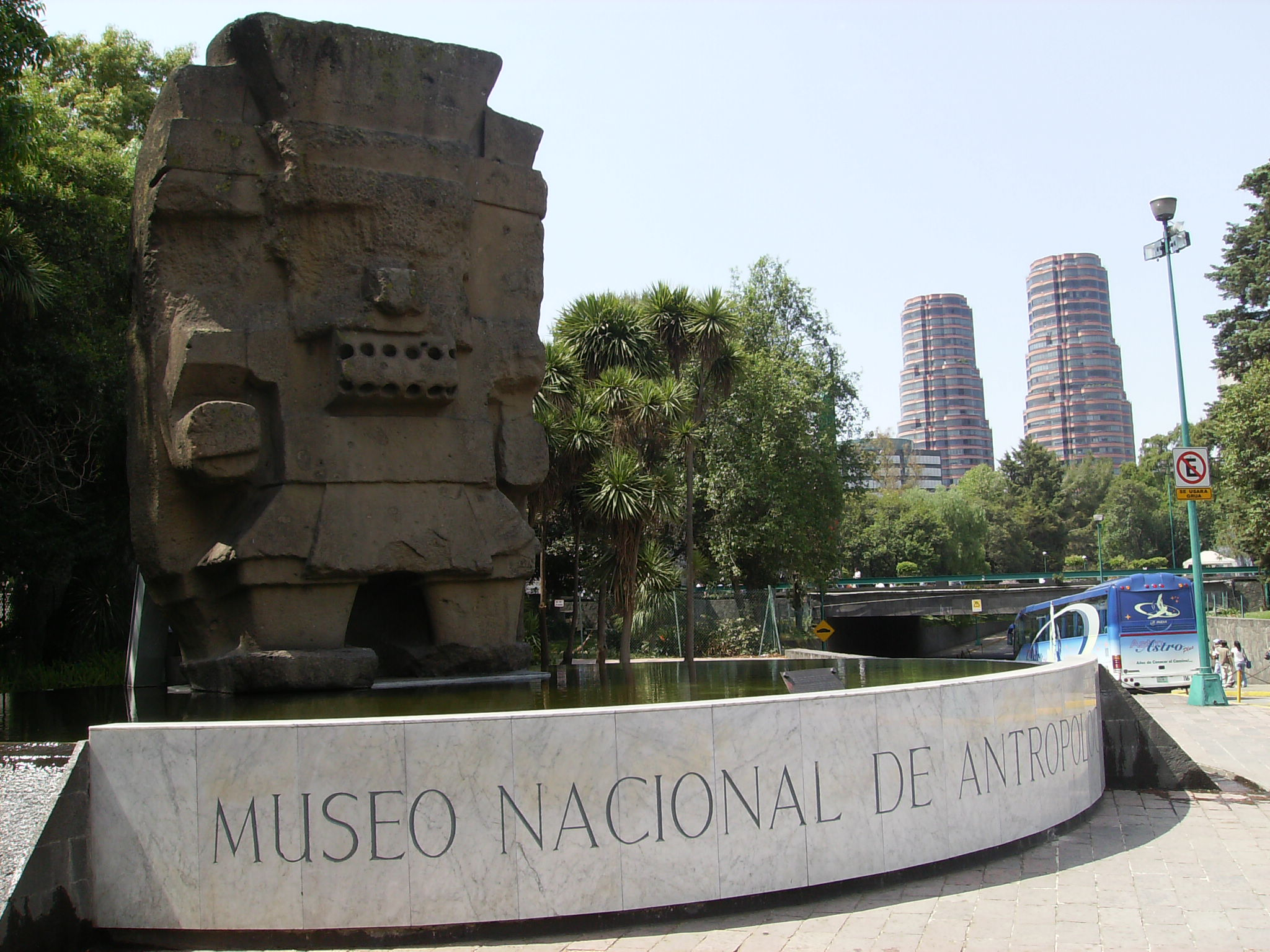
Monolito de Tláloc sobre la avenida paseo de la Reforma

Para el año de 1865, el emperador Maximiliano de Habsburgo ordenó el traslado del Museo al edificio ubicado en la calle de Moneda 13 en el centro de la ciudad, donde había estado la Casa de Moneda. A partir de 1906 el crecimiento de las colecciones alentó a Justo Sierra para dividir el acervo del Museo Nacional, fue así como las colecciones de historia natural pasaron al hermoso edificio del Chopo, construido especialmente para albergar exposiciones permanentes. Esto sería el origen del Museo de Historia Natural.
El Museo recibió entonces el nombre de Museo Nacional de Arqueología, Historia y Etnografía y fue reabierto el 9 de septiembre de 1910, en presencia del presidente Porfirio Díaz. En el año de 1924 el acervo del Museo se había incrementado hasta 52 mil objetos y se había recibido a más de 250 mil visitantes, por lo que se le concedió el derecho de voto para la adjudicación del Premio Nobel y se le consideró uno de los museos más interesantes y de mayor prestigio del mundo.
El 13 de diciembre de 1940, por decreto, se trasladaron las colecciones de historia al Castillo de Chapultepec, lo que actualmente es el Museo Nacional de Historia. Las piezas arqueológicas permanecieron en la Casa de Moneda, y el Museo cambió su nombre por el actual: Museo Nacional de Antropología.
La construcción del actual Museo se inició en febrero de 1963, en el Bosque de Chapultepec. Como ya se mencionó en el apartado de Arquitectura, el proyecto estuvo coordinado por el arquitecto Pedro Ramírez Vázquez y asistido por los arquitectos Rafael Mijares y Jorge Campuzano. Con motivo de la inauguración del Museo Nacional de Antropología, la Secretaría de Educación Pública (SEP) encargó al compositor Carlos Chávez la creación de una pieza musical que se tituló "Resonancias" y fue estrenada el mismo día de la inauguración del Museo Nacional de Antropología. La construcción del proyecto duró 19 meses y el 17 de septiembre de 1964 fue inaugurado por el presidente Adolfo López Mateos, quien declaró:
"El pueblo mexicano levanta este monumento en honor de las admirables culturas que florecieron durante la era Precolombina en regiones que son, ahora, territorio de la República. Frente a los testimonios de aquellas culturas, el México de hoy rinde homenaje al México indígena en cuyo ejemplo reconoce características de su originalidad nacional."

## Función del MNA

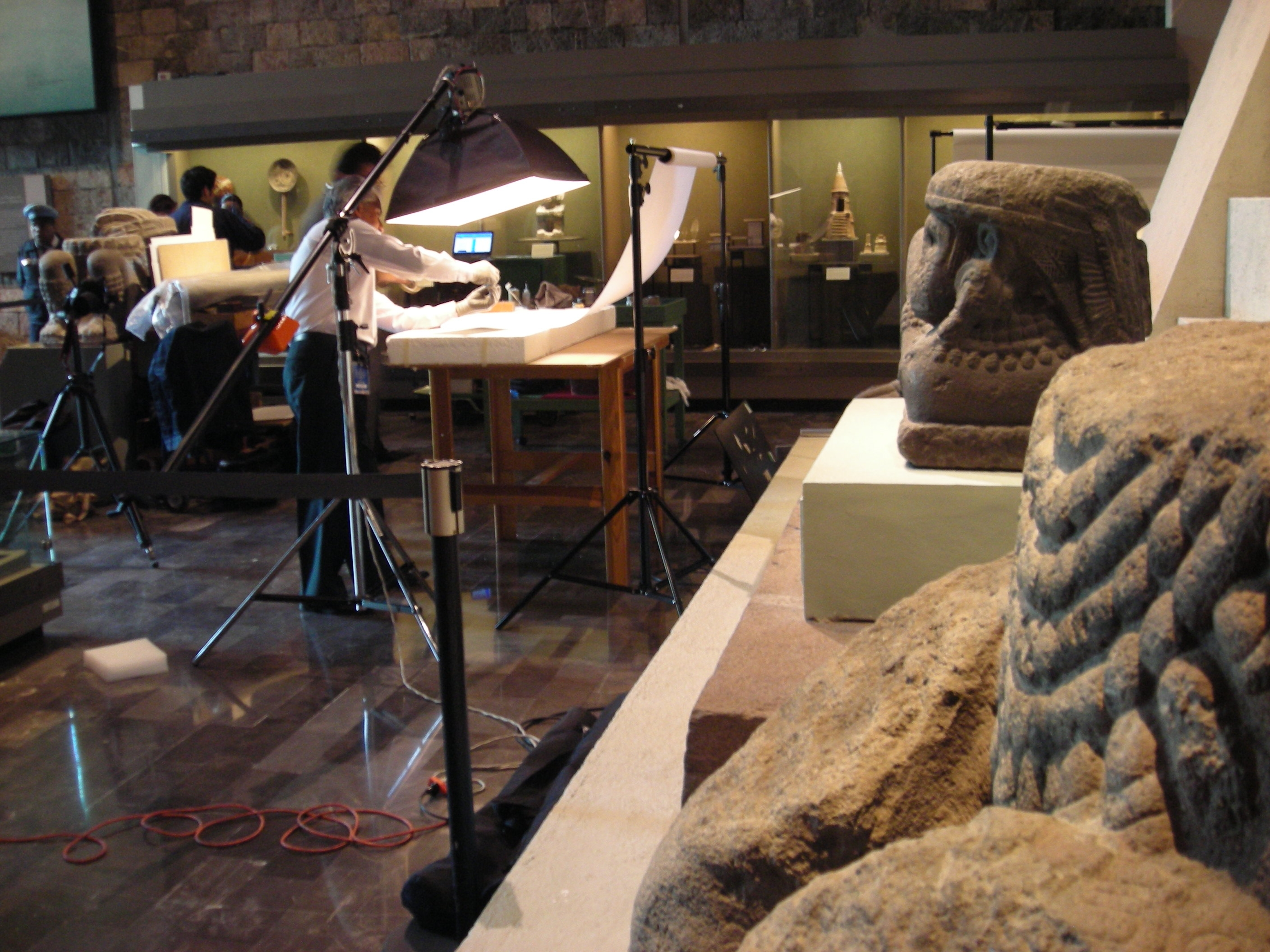
Antropólogos trabajando en la sala Mexica.

La importancia del Museo Nacional de Antropología, vive en sus objetivos, que son:
1. La difusión de la cultura prehispánica y la de los pueblos originarios actuales entre la población nacional e internacional, por medio de la exposición de las piezas de los acervos arqueológicos y etnográficos.
2. La difusión, en forma accesible, de todo lo relativo a la antropología en México mediante las exhibiciones, conferencias, así como por las visitas guiadas.
3. La conservación, registro y restauración de las colecciones arqueológicas y etnográficas, que se encuentran entre las más valiosas de México y el mundo.
4. El enriquecimiento del acervo cultural mexicano por medio de la investigación, publicación y difusión de los diferentes estudios que llevan a cabo dentro del Instituto Nacional de Antropología e Historia (INAH).

## Arquitectura

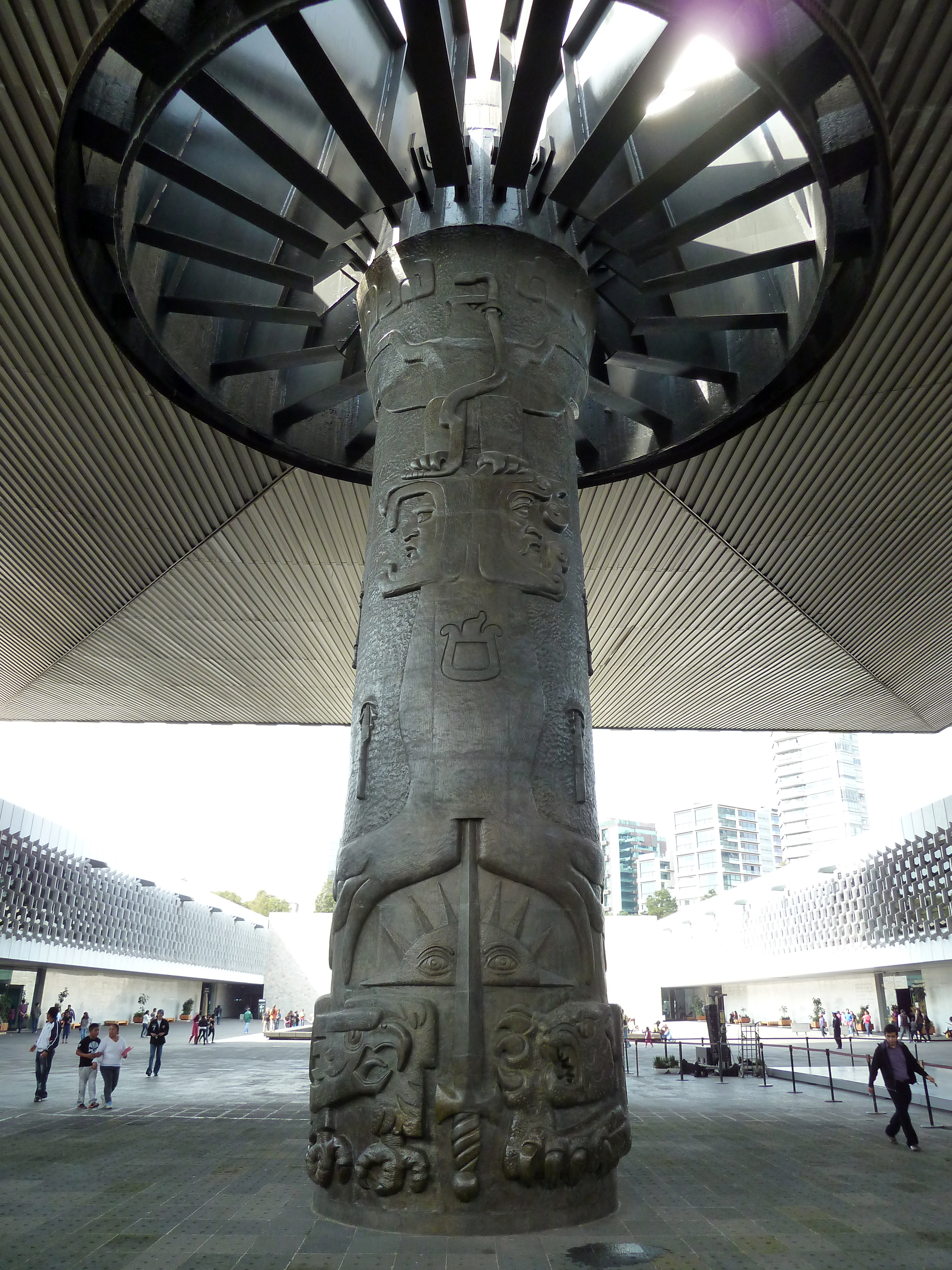
Estructura del paraguas

Originalmente el museo se encontraba en la antigua Casa de la Moneda, ubicada en la calle del mismo nombre en el centro histórico, hasta que el presidente Adolfo López Mateos decide cambiar la colección a un recinto nuevo, el cual se emplazó en “un terreno triangular y deforestado perteneciente al Ministerio de Comunicaciones y ubicado en los márgenes del Bosque de Chapultepec...”.
A instancias de Jaime Torres Bodet, quien entonces era secretario de Educación Pública, se asigna el proyecto arquitectónico al Arq. mexicano Pedro Ramírez Vázquez, cuya obra fue ejecutada por los arquitectos Ricardo de Robina, Rafael Mijares y Jorge Campuzano Fernández.
Se inauguró el 17 de septiembre de 1964, un mes y medio antes de que López Mateos dejara el cargo, en el marco del Programa Nacional de Museos planteado por Torres Bodet, donde paralelamente también se inauguró el Museo de Arte Moderno.
En la museografía se contemplaron la organización sociopolítica, arte, magia, religión, matemáticas, astronomía, medicina, escritura, urbanismo e ingeniería de las diferentes culturas.

### Diseño

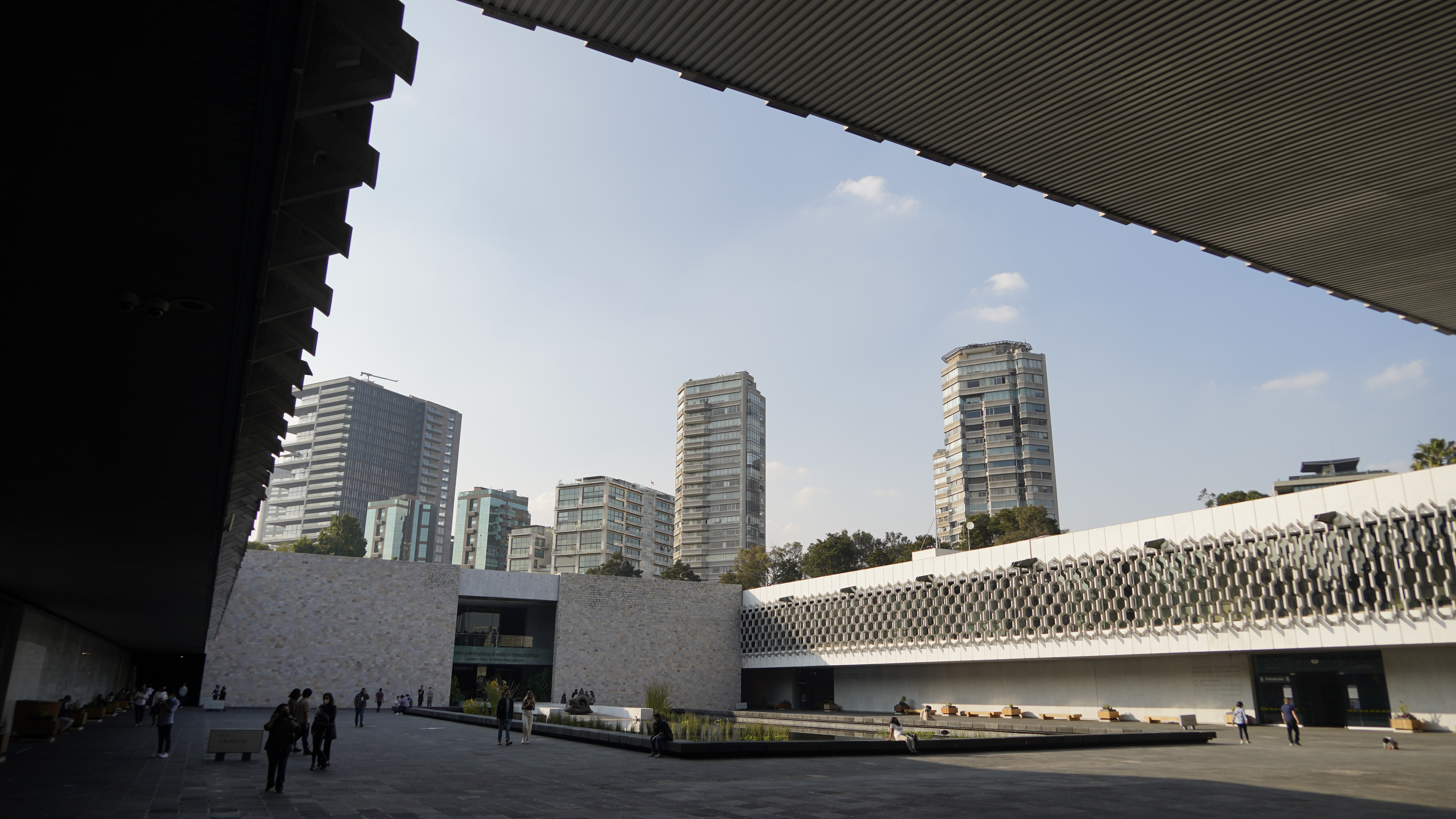
Vistas a los alrededores desde el exterior del museo.

El museo comprende 45 mil metros cuadrados de construcción, de los cuales solo 30 mil corresponden a las áreas de exhibición, los demás están destinados a múltiples servicios como el área académica, biblioteca, talleres de restauración, de conservación, de montajes de dioramas, almacenes y bodegas, etc. El área total del predio es de 79.700 metros cuadrados (casi 8 hectáreas). Cuenta con 23 salas y 35.700 metros cuadrados de áreas descubiertas que incluyen el patio central, la plaza de acceso y algunos patios hundidos a su alrededor.
En la etapa conceptual se buscaba que el edificio se integrara como una unidad a la extensa área jardinada. “En el museo, la arquitectura no debe imperar sobre el contenido, …”. La distribución del emplazamiento está inspirada en la solución abierta de la arquitectura maya, donde la arquitectura se incorpora al entorno y a las áreas exteriores.
El edificio se abre al atrio principal con una entrada totalmente de cristal la cual conecta al vestíbulo de 45 metros de claro libre.
En el patio, la proporción y textura volumétrica se deriva de la observación de la ciudad de Uxmal. El estanque ubicado dentro de este patio y frente a la sala Mexica hace alusión a los antecedentes lacustres de ésta cultura. Dicha sala y el espejo de agua se unen a través de una plataforma de mármol blanco en cuyo remate se representan los cuatro elementos: el agua, la tierra, simbolizada por la piedra ocre sobre la que descansa la escultura del caracol (diseñada por Iker Larrauri) y que representa el viento, y el fuego (anteriormente se solía quemar copal en una parrilla en días de ceremonia).
Para mantener la libertad de movimiento dentro del patio en época de lluvias, se dotó de un paraguas que cubre una superficie de 84 por 54 metros. Este elemento es el único con pilotes de concreto que trabajan a manera de anclaje al terreno; la distribución de cargas se resolvió con una cimentación de zapata aislada y se recubrió con un elemento escultórico en bronce diseñado por el escultor José Chávez Morado.
La celosía, ubicada en la planta alta al interior del patio, fue diseñada por Manuel Felgueréz donde reinterpreta una serpiente geometrizada y materializada en aluminio anodizado. El efecto era tener esta planta con un detalle formal como el característico de la arquitectura Puuc y contrastando con la planta baja libre de decoración, marcando solo los accesos.
“Originalmente se pensó instalar a la entrada sobre el Paseo de la Reforma y Avenida Gandhi, una gran estela maya proveniente de la zona arqueológica de Edzna” pero por su materialidad de cantera caliza, sería fácil mente deteriorada por las condiciones climáticas y de contaminación de la Ciudad de México. Finalmente se mandó traer desde las cercanías de Coatlinchan, cerca de Chapingo, el monolito teotihuacano del dios Tlaloc.

### Construcción
El recinto tiene dos sistemas constructivos, estructura de acero y de concreto. El volumen frontal tiene una de acero que se inició a producir en fábrica para, posteriormente, armarse en sitio y dar tiempo al requerimiento de fácil y rápido acceso de maquinaria pesada para el armado de la cubierta del paraguas. Simultáneamente se hizo la construcción de estructura de concreto.
La construcción llevó 19 meses, 6 fueron de construcción y 13 de áreas exteriores y la instalación de las colecciones.
De acuerdo a lo mencionado por el Arq. Pedro Ramírez Vázquez: “La gestación, proyecto y construcción del Museo Nacional de Antropología tuvo un costo de 160 millones de pesos cubierto por el CAPFCE, incluyendo los salarios de su personal y los correspondientes del INAH conforme a los tabuladores de le época.”

## Archivo histórico
El Archivo Histórico del MNA está a cargo del resguardo, conservación y restauración de los documentos históricos generados por el propio museo para fomentar la investigación académica. Sus fondos resguardan materiales impresos, manuscritos y publicaciones académicas.

### Historia
Los documentos generados durante los primeros años del museo, desde su creación en 1964, se encontraban en cajas cuando fueron trasladados a la nueva sede. Sin embargo, hubo documentos que se quedaron en la antigua sede del museo o que se repartieron a otras instituciones, por lo que se considera que conservó un 10% de la documentación original registrada, la cual permaneció sin catalogar durante veinte años. En 1984, y por iniciativa del entonces director del Museo, el museógrafo Mario Vázquez, comenzó a planearse la organización del archivo a cargo de María Trinidad Lahirigoyen. Un año después, bajo la dirección de Marcia Castro, Lahirigoyen comenzó con las labores de clasificación y descripción del archivo en el INAH, a donde se había trasladado la documentación, bajo la dirección de la arqueóloga Cristina Bonfil. Tiempo después, el director Roberto García Moll creó un espacio, dentro de las instalaciones del museo, dedicado al archivo. Lahirigoyen identifica los años 1821-1964 como primera etapa de la historia del MNA

## Laboratorio de Conservación
El Laboratorio de Conservación se encarga de conservar y restaurar el acervo bajo custodia del museo. Entre los años 2009 y 2013, el trabajo de esta área cambió de enfoque y pasó de ser un taller a un laboratorio para atender integralmente todas las colecciones. También se dedica a elaborar planes y proyectos para asegurar la conservación e investigación del patrimonio cultural; mediante la documentación de técnica de manufactura de los objetos, levantamiento de estado de conservación y elaboración de propuestas de intervención de acuerdo a criterios vigentes, se realizan intervenciones buscando facilitar la comprensión las piezas. Algunos de los procesos más comunes que los especialistas desarrollan son: conservación preventiva, investigación científica aplicada e histórica, registro, dictámenes e intervenciones directas sobre los objetos. Los restauradores trabajan en colaboración con las áreas de museografía y curaduría en la actualización y renovación de salas, para mejorar las condiciones de exhibición, y con el archivo histórico para consulta.
Esta área atiende las colecciones de: arqueología, etnografía, archivo histórico, obra moderna y contemporánea y elementos arquitectónicos artísticos. De manera general la misión del laboratorio es estar a la vanguardia en investigación de materiales constitutivos y materiales de restauración para la mejor atención de los bienes patrimoniales. Para eso se procura impulsar la investigación científica, la cual también se logra a través de colaboraciones interinstitucionales nacionales e internacionales con la Universidad Nacional Autónoma de México (UNAM), la Coordinación Nacional de Conservación del Patrimonio Cultural (CNCPC), el Instituto Nacional de Investigaciones Nucleares (ININ), la Universidad Politécnica del Valle de México (UPVM), la Escuela Nacional de Conservación, Restauración y Museografía (ENCRyM), la Universidad de Florencia, Universidad de Harvard, el Centro Internacional de Estudios para la Conservación y la Restauración (ICCROM), entre otras.
Algunos de los proyectos de conservación-restauración más relevantes que se han llevado a cabo por el Laboratorio de Conservación son: la restauración de la máscara funeraria de Pakal, investigación de La Ofrenda 4 de La Venta, la intervención e investigación de la técnica de manufactura del Monolito de Tláloc, el cual recibe al público sobre Av. de la Reforma; la intervención integral de elementos artísticos del Patio Central y la restauración del huipil atribuido a La Malinche.

## Salas de exhibición

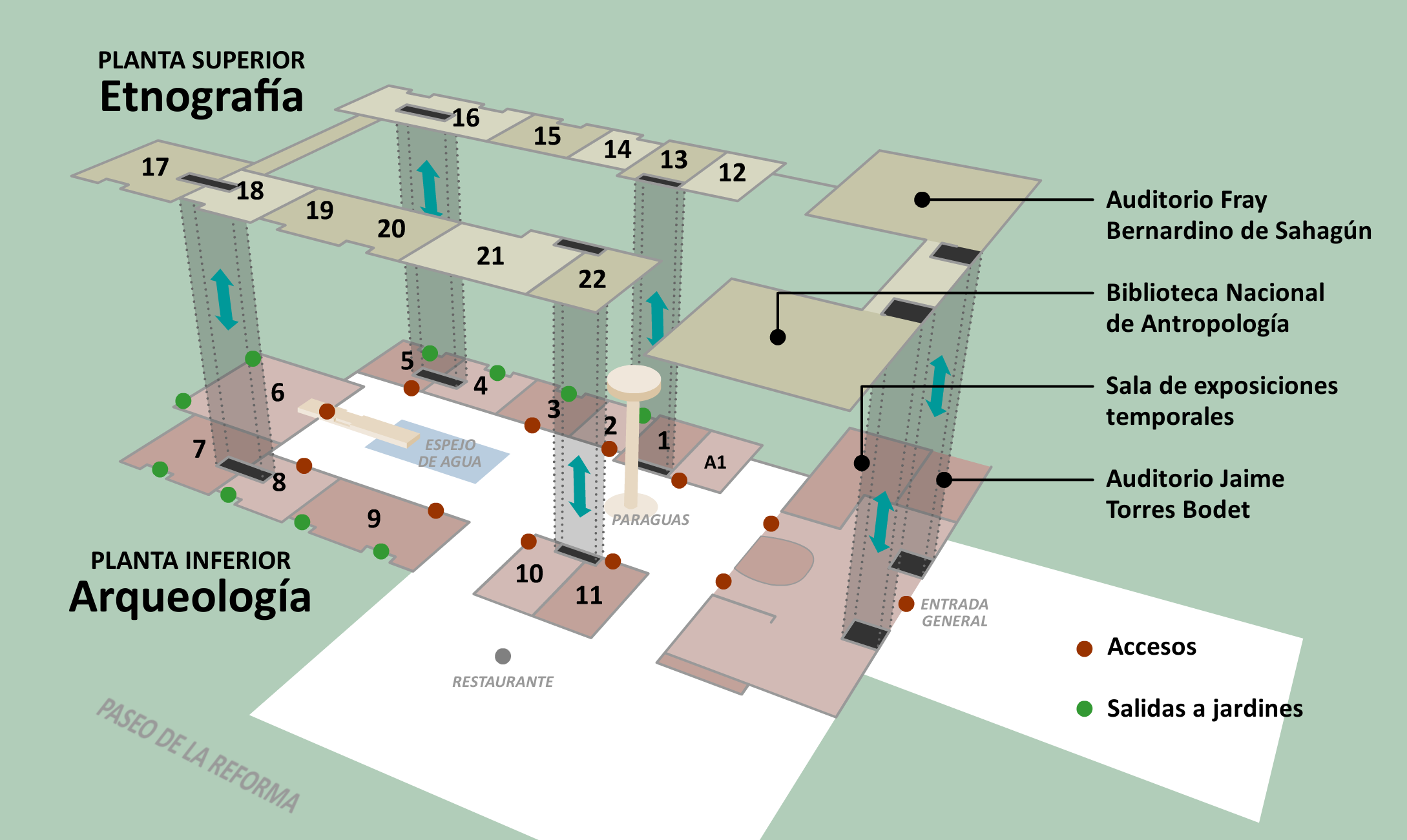
Plano del museo.

El Museo Nacional de Antropología (MNA) cuenta con 24 salas de exhibición, de las cuales 23 son permanentes y una está destinada a exposiciones temporales, que en ocasiones son muestras museográficas provenientes de diversos museos del mundo.
Las salas permanentes se encuentran distribuidas en las dos plantas del edificio. En la planta baja se localizan las salas dedicadas a la antropología y a las culturas prehispánicas del territorio mexicano, desde el Poblamiento de América hasta el Período Posclásico mesoamericano. En el segundo nivel se encuentran las 11 salas de etnografía, donde se exponen muestras de la cultura material de los pueblos indígenas que viven en México en la actualidad. A partir del año 2020 las salas etnográficas iniciaron un proceso de remodelación, en 2024 se abrieron los primeros dos espacios que se dividieron en Sala de Textiles y Sala de Fiestas, juntas exponen más de 1,300 piezas. El 7 de enero de 2025 se permitió el acceso a otras tres salas remodeladas divididas en los ejes: Historias, identidades y resistencia; Pueblos, lenguas y territorios; Maíces, milpas, la tierra y el alimento, en total, las salas etnográficas suman cerca de 6,000 objetos en exhibición y el trabajo de 300 artesanas y artesanos.
Las salas de arqueología están dispuestas alrededor de la parte descubierta del patio central, que es donde se encuentra el estanque, y están ordenadas según un criterio cronológico comenzando por el lado derecho hasta llegar a la sala Mexica. A partir de la sala de las culturas de Oaxaca, el orden de presentación es geográfico. Cabe destacar que la sala de culturas del norte está dedicada a pueblos que pertenecieron a la zona conocida como Aridoamérica, región que se extiende al norte de los límites de Mesoamérica.

### Sala 1: Introducción a la Antropología

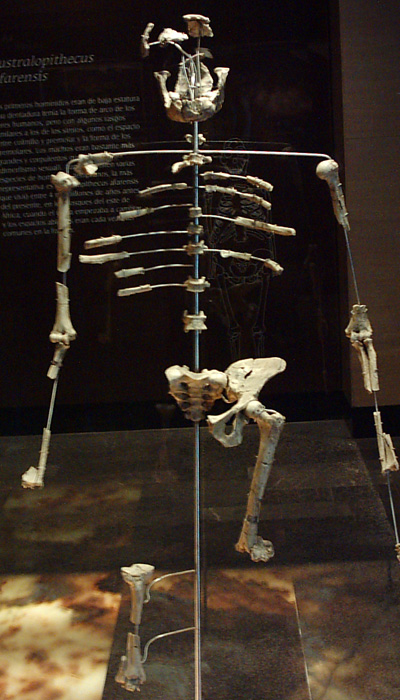
Reproducción de Lucy. Sala Introducción a la Antropología, MNA, México.

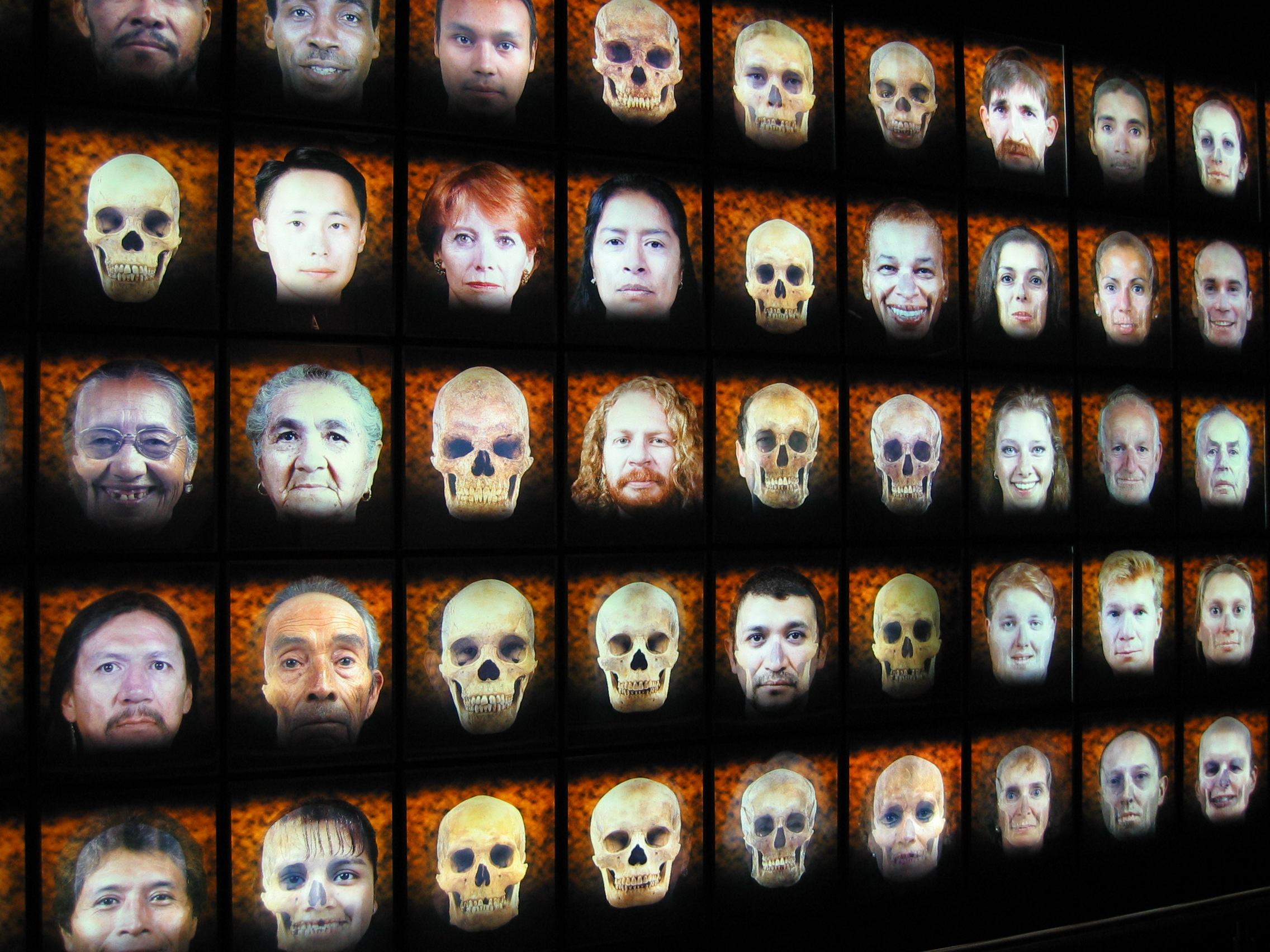
Mosaico de la diversidad humana. Sala Introducción a la Antropología, MNA, México.

La primera sala del MNA corresponde a una introducción a la actividad de la Antropología.
Originalmente se concibió como un espacio para acercar a los visitantes a las cuatro ramas en que se divide clásicamente a la Antropología —antropología física, antropología social, etnología y lingüística—. A partir de la reestructuración del museo iniciada en 1998 se consideró que los contenidos pedagógicos de esta sala estuvieran dedicados a dar cuenta de la evolución socio-cultural del ser humano, su diversidad y las relaciones entre el medio ambiente y las sociedades humanas. Es decir, en este espacio, el visitante se encuentra ante un recorrido por los procesos que concluyeron con la hominización de los antropoides y con la humanización de nuestros ancestros.
En esta sala se encuentra una reproducción del esqueleto fósil de Lucy, el primer ejemplar conocido del Australopithecus afarensis, descubierto por Donald Johanson en 1974. En el corredor final de la sala se encuentra un mosaico de hologramas con los rostros de personas originarias de diversas partes del planeta, dependiendo del punto de vista del visitante, también es posible observar la forma de los cráneos de los hombres que habitan en cada una de las regiones representadas en el mosaico.

### Sala 2: Poblamiento de América
Esta sala de arqueología está dedicada al desarrollo de los primeros seres humanos que llegaron a América. Al igual que la sala Introducción a la Antropología, esta también fue objeto de la reestructuración del museo realizada entre 1998 y 2000. En este proceso recibió el nombre que lleva en la actualidad entre 1964 y 1998 se llamó sala de los Orígenes y se orientó hacia la evolución de las culturas indígenas americanas desde las primeras migraciones hasta la diferenciación de los pueblos mesoamericanos respecto al resto de las sociedades paleoindias

Hueso Sacro de Tequixquiac, una pieza importante del arte prehistórico en América.

La sala Poblamiento de América adopta la teoría del poblamiento temprano de América, que ubica las migraciones a través del estrecho de Bering alrededor de 40 000 años antes del presente. Por lo tanto, el guion museístico acepta como válidos los datos que ubican la presencia del ser humano en territorio mexicano alrededor de 30 000 años antes del presente. De acuerdo con algunos críticos como Christian Duverger, esta tendencia de la historiografía oficial mexicana está basada en pruebas débiles o tienen un propósito político.
Como quiera que sea, en la sala Poblamiento de América se exhiben maquetas que recrean el modo de vida de los primeros grupos humanos cazadores y recolectores que ocuparon lo que hoy es México y acerca al visitante a los procesos que concluyeron con la diferenciación de los pueblos mesoamericanos —entre otros, el desarrollo de la industria lítica; la domesticación de la calabaza, el maíz y otros cultivos; la sedentarización y el descubrimiento de la alfarería—. Entre otras cosas, la sala cuenta con una colección de puntas de lanza confeccionadas en diversos materiales y procedentes de diversas partes de México y otros países adyacentes.

### Sala 3: Preclásico en el altiplano central

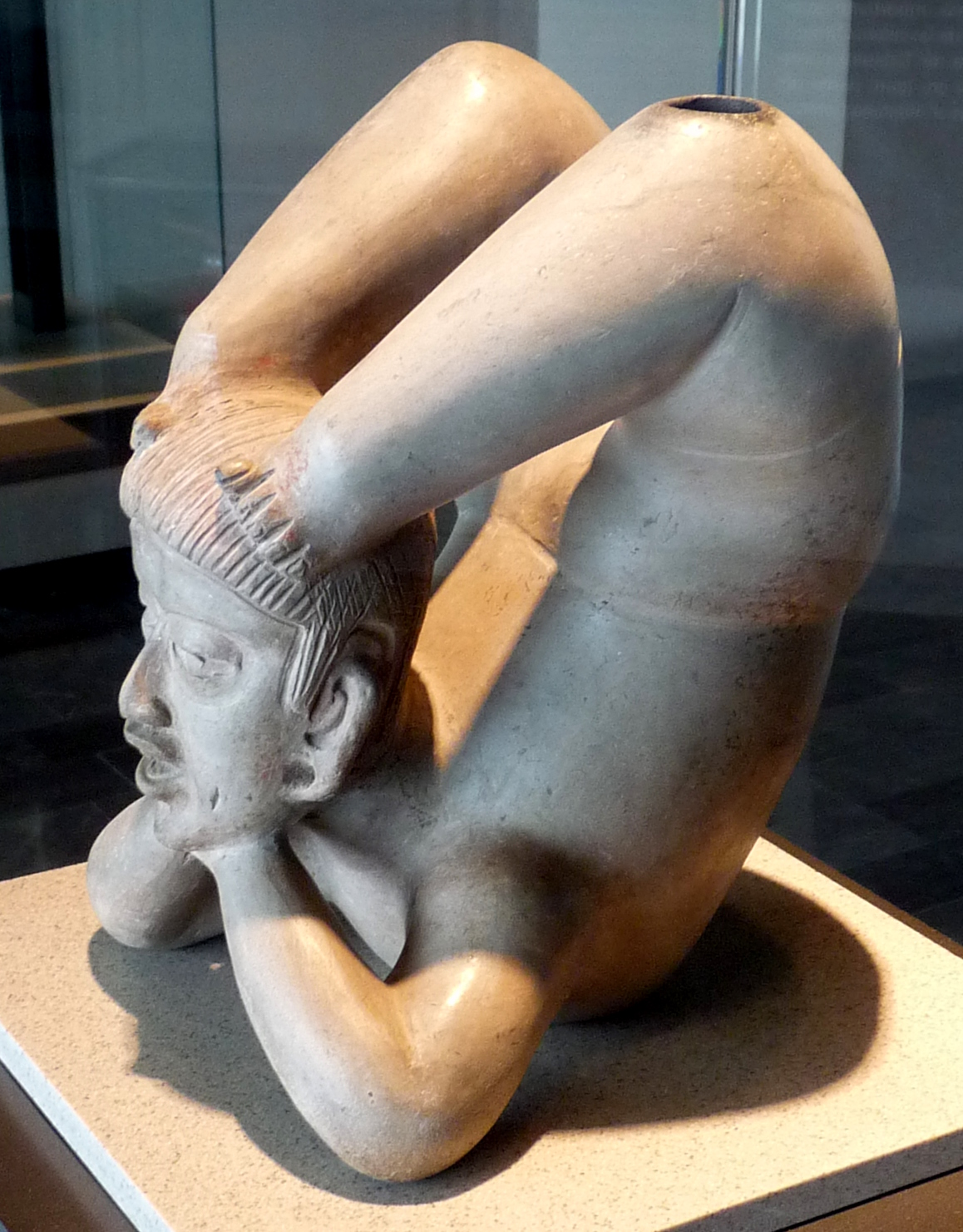
El Acróbata es una pieza que muestra las influencias olmecas en algunos asentamientos preclásicos en el valle de México. Procede del Entierro 154 de Tlatilco (estado de México). Preclásico Medio (-

La tercera sala del museo está dedicada a los pueblos que vivieron en el Eje Neovolcánico y zonas aledañas durante los primeros siglos de la civilización mesoamericana, en el Período Preclásico mesoamericano. En otras palabras, posee objetos elaborados entre el siglo XIII a. C. y [el siglo I d. C., de acuerdo con la cronología mesoamericana empleada mayoritariamente en México. Se trata de piezas encontradas en excavaciones en sitios como Zohapilco, Tlapacoya, Tlatilco (estado de México), Cuicuilco y Copilco (Distrito Federal).
Las piezas en exhibición en esta sala dan cuenta de la evolución cultural de los pueblos del centro de México durante el Preclásico. Este fue el período más largo de la historia mesoamericana, tiempo en el que los diversos pueblos de la región fueron desarrollando sus rasgos más característicos y las redes de intercambio internacional. Las piezas procedentes del altiplano central que corresponden a esta etapa ponen en evidencia la importancia del contacto de los pueblos altiplánicos —de supuesta filiación otomangueana— con las dos regiones mesoamericanas de mayor desarrollo en ese tiempo: el Occidente y la región olmeca. Así lo revelan casos como el de Tlatilco, cuya primera cerámica comparte rasgos con la producida en sitios como El Opeño (Michoacán); posteriormente, Tlatilco recibió una fuerte influencia olmeca, uno de cuyos testimonios más importantes es la pieza conocida como El Acróbata. Por su parte, las piezas procedentes de Cuicuilco aparentan una influencia más prolongada de los pueblos de Occidente, desde su florecimiento hasta su abandono.

### Sala 4: Teotihuacán
La cuarta sala del museo está dedicada a Teotihuacán, el cual constituye uno de los sitios arqueológicos más grandes e importantes de la América Precolombina. Fue construido durante más de 651 años, desde fines del Preclásico (100-200 a. C.) hasta fines del Clásico temprano o el inicio del periodo Epiclásico (650 d. C.), característico del Altiplano Central. Las pirámides del Sol y la Luna, la Pirámide de la Serpiente Emplumada -también conocida como Templo de Quetzalcoatl- y la Calzada de los Muertos, constituyen el grupo de edificios ceremoniales principales que sirvieron como puntos de referencia para orientar, trazar y construir la ciudad .
Su extraordinaria arquitectura con una distribución espacial simétrica, planeada de acuerdo a los rasgos orográficos del valle y a su visión como centro del cosmos, constituía un espacio mágico que comunicaba a los seres humanos con el universo. En las construcciones, podemos ver la gran influencia y poder político que tuvo el gobierno sobre la población, no solamente en la misma ciudad y pueblos del Altiplano Central, sino también hacia otras regiones lejanas desde el Occidente de México hasta Centroamérica. El cálculo aproximado de personas que vivieron en la ciudad durante la época de mayor apogeo (400-600 d. C.), es aproximadamente más de 100.000 habitantes y el tamaño de la ciudad (mancha urbana) cercano a los 25 kilómetros cuadrados.
Los miembros del gobierno teotihuacano desarrollaron un sistema político que les permitió mantener una sociedad estratificada, dividida en diferentes sectores que participaban con la mano de obra en las actividades productivas. Están los sacerdotes, poseedores del conocimiento y encargados de transmitirlo a la sociedad siguiendo normas y parámetros establecidos. La base de la pirámide social se conformaba por sectores de artesanos, constructores en general, expertos en obtener, transportar los materiales y materias primas, los agricultores “campesinos”, sector fundamental para el mantenimiento del sistema político y los comerciantes, encargados del transporte de corta y larga distancia “importación y exportación” de los bienes de intercambio. Parte elemental del poder económico y la hegemonía ideológica estaba basado en la producción de cerámica y en el control y explotación de los yacimientos de obsidiana, otros de basalto y andesita. Piezas elaboradas en estos materiales corresponden a objetos utilitarios y otros de uso ornamental, que representan símbolos religiosos y políticos. También deben incluirse los objetos elaborados en "piedras verdes" que tenían un enorme valor simbólico. En Teotihuacán se han encontrado objetos suntuarios manufacturados en conchas de moluscos, entre ellos destacan las almejas rojizas de las especies Spondylus princeps, Spondylus calcifer y Chama echinata, y caracoles Turbinella angulata. También existió la industria de artefactos elaborados en huesos de animales y de seres humanos; debido a que el hueso presenta grandes cualidades de dureza, flexibilidad y potencial de transformación, lo utilizaron como materia prima para confeccionar adornos, útiles y herramientas. A través de la pintura mural podemos interpretar algunos elementos presentes en la cosmovisión y las jerarquías sociales existentes en esta capital. El repertorio iconográfico es muy extenso, por lo general muestra rituales donde se encuentran animales y seres humanos ataviados de manera suntuosa con numerosos símbolos. Todo esto indica que en Teotihuacán existía una sociedad muy bien organizada con una estratificación social marcada que conformó una unidad política religiosa multiétnica y pluricultural que conllevó a tener relaciones socioculturales complejas.
En la sala, el visitante podrá apreciar diversos ejemplos de la cultura teotihuacana: los incensarios tipo teatro, reproducciones de los murales hallados en los complejos habitacionales, la reproducción de una parte de fachada del Templo de las Serpientes Emplumadas, la cerámica Anaranjado Delgado y varios objetos de piedra.

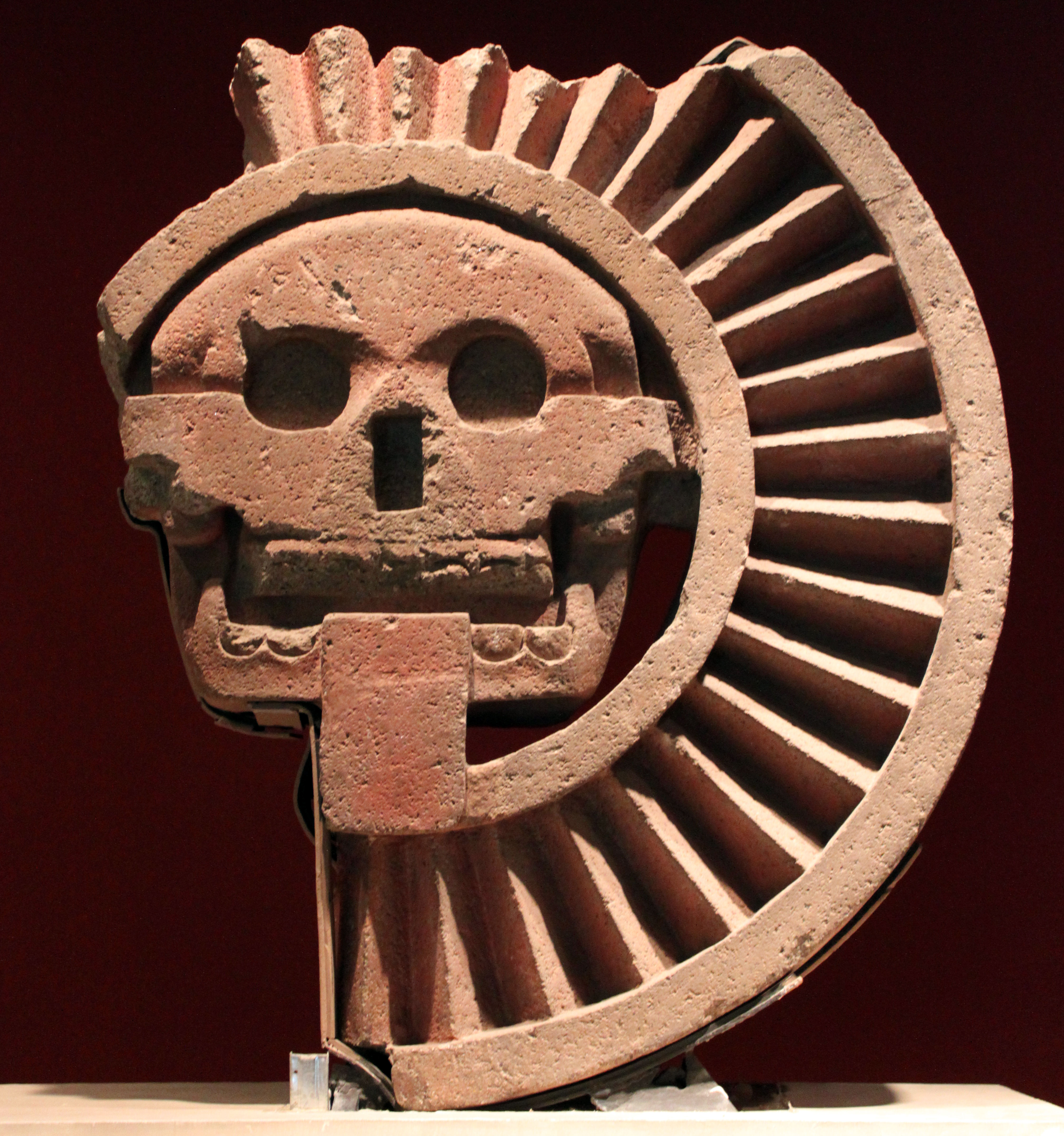
Disco de Mictlantecuhtli
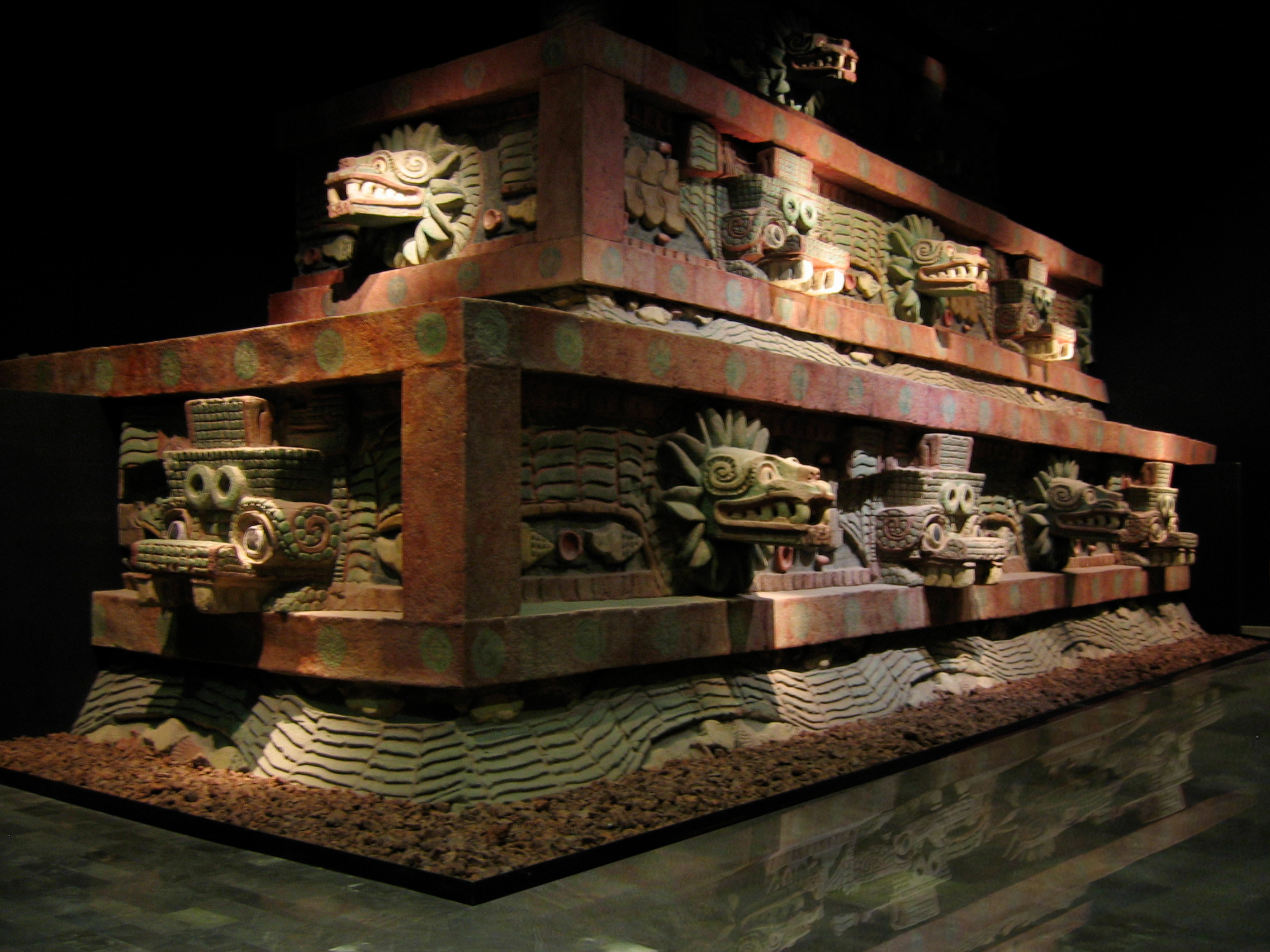
Reproducción del Templo de la Serpiente Emplumada
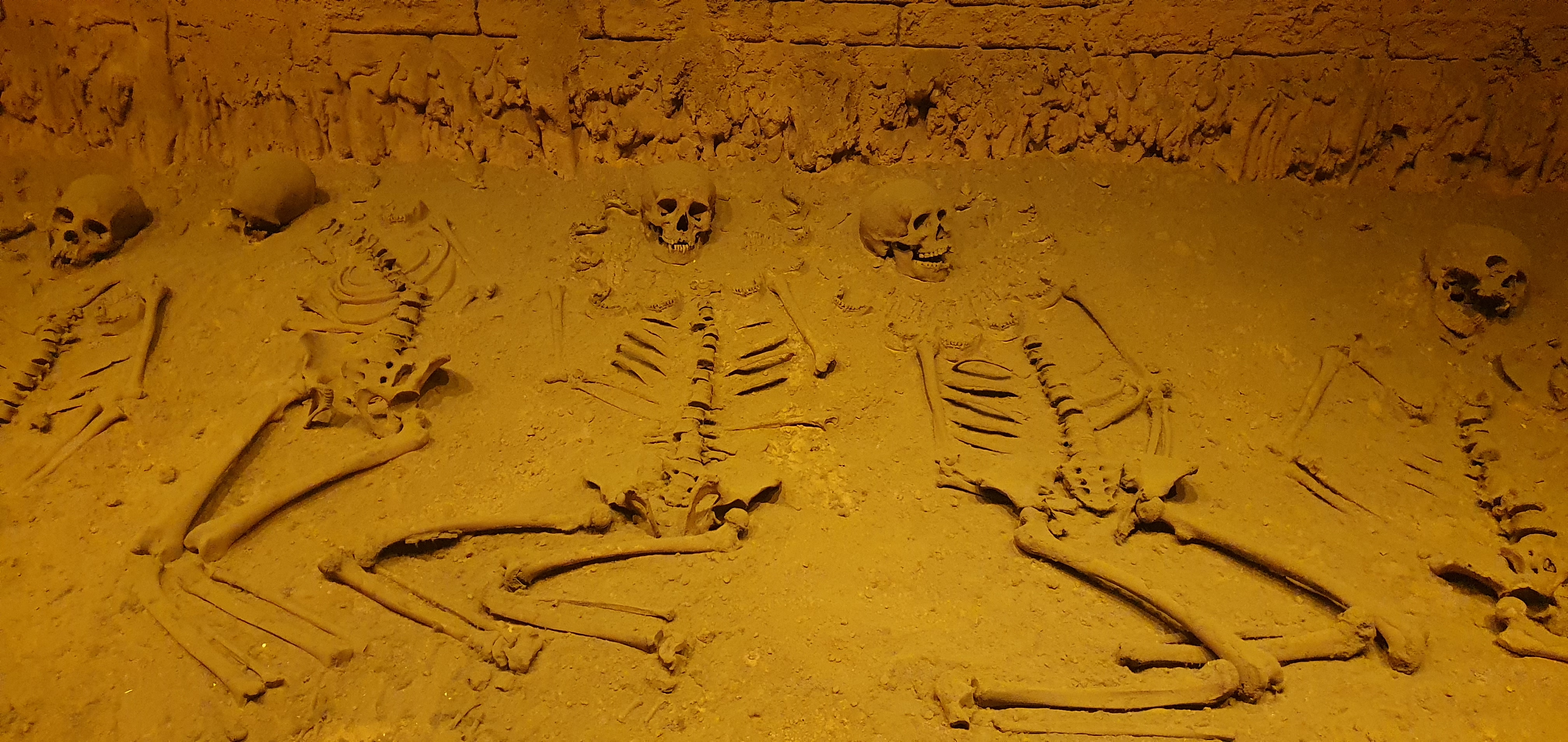
Reconstrucción de uno de los entierros en el Templo de la Serpiente emplumada
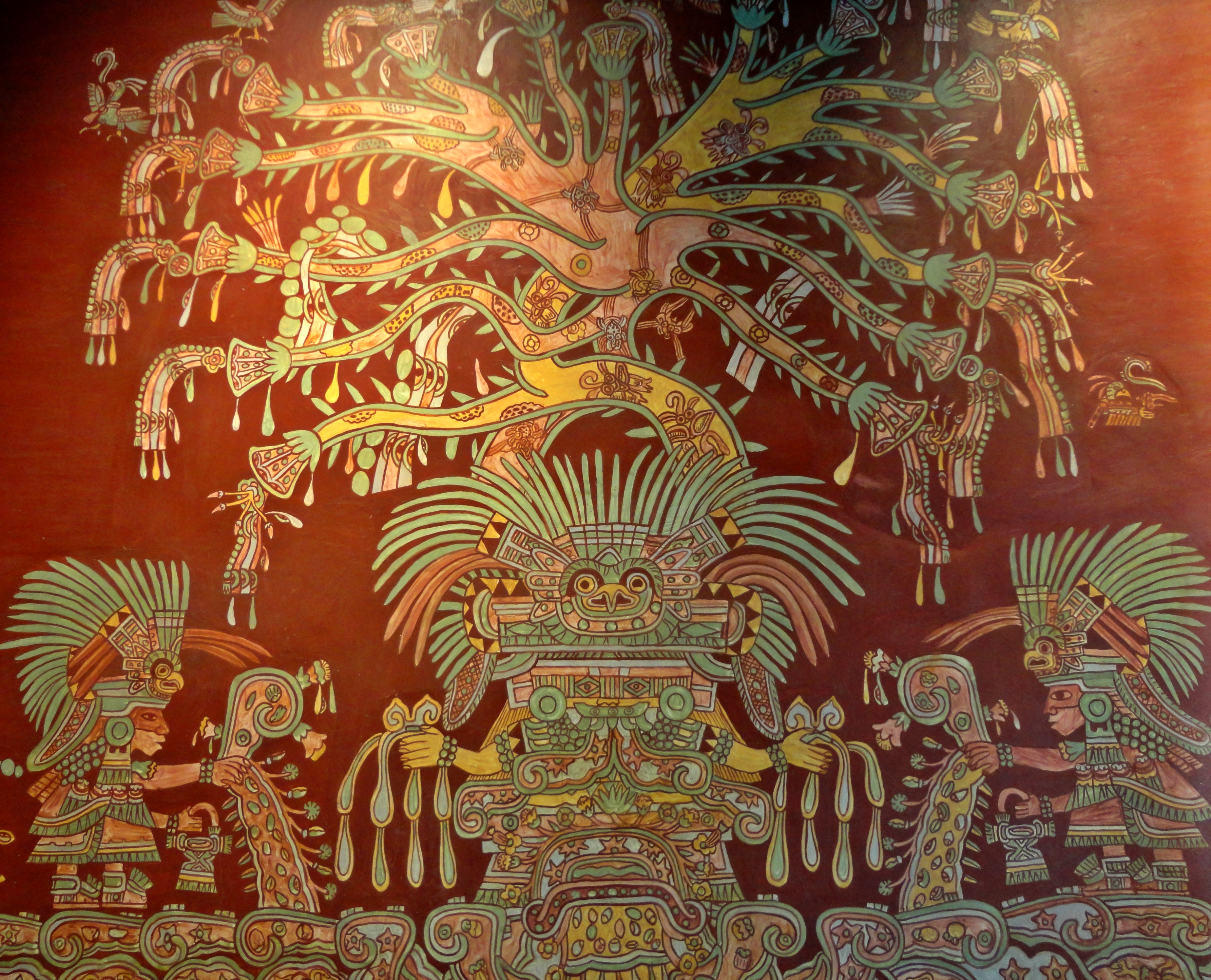
Reproducción del mural en Tepantitla
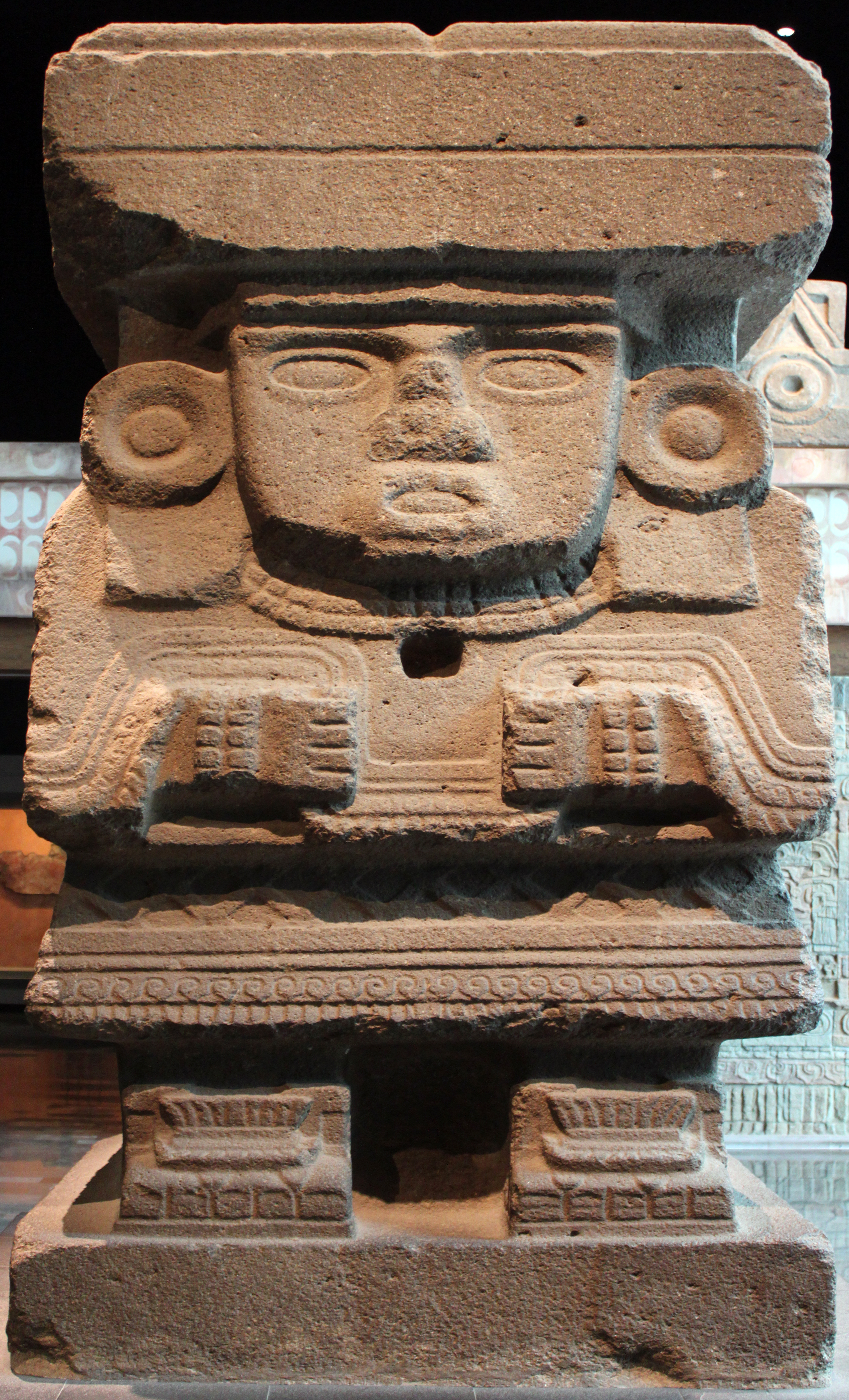
Monolito de Chalchiuhtlicue
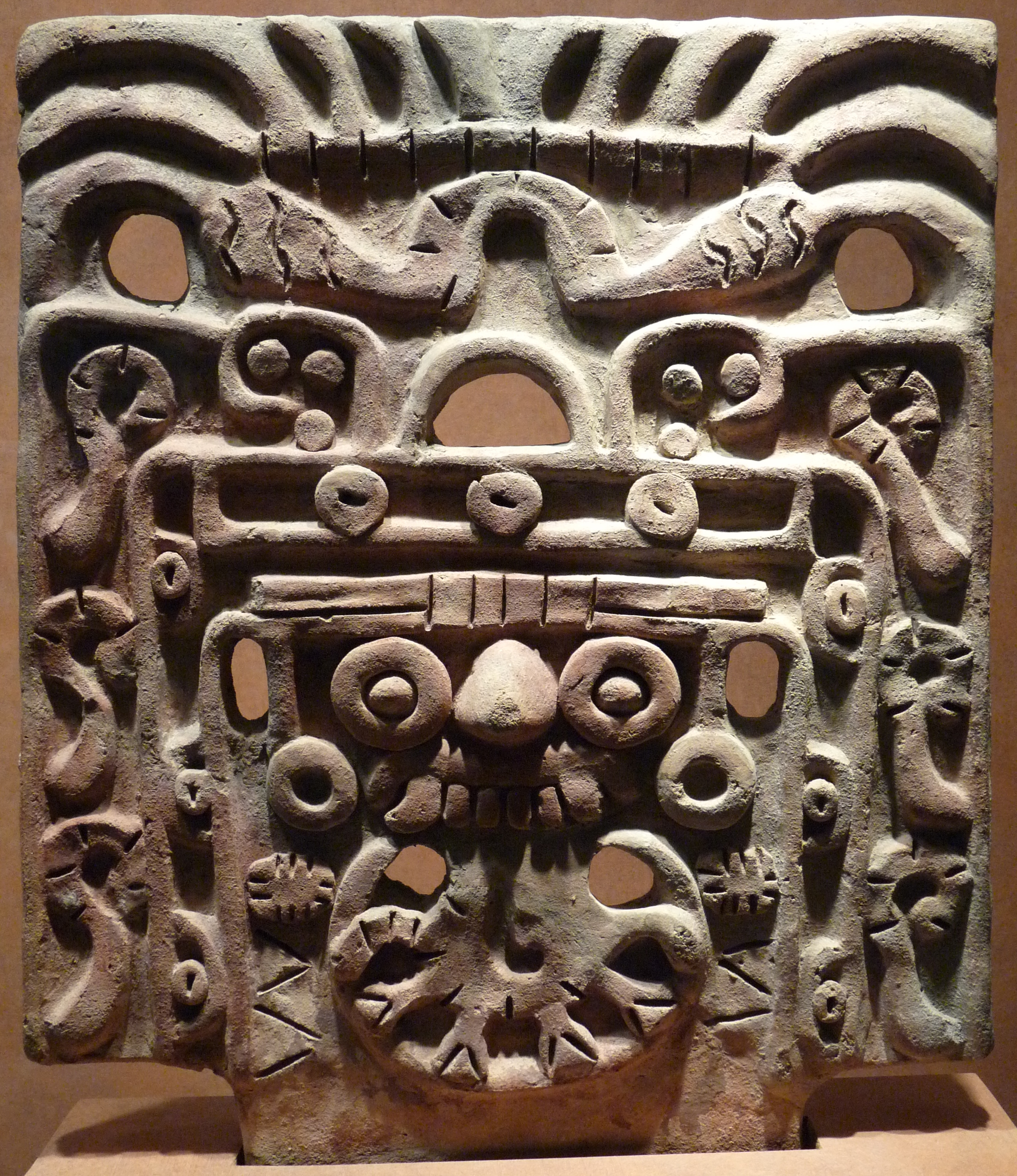
Mascarón de Tláloc
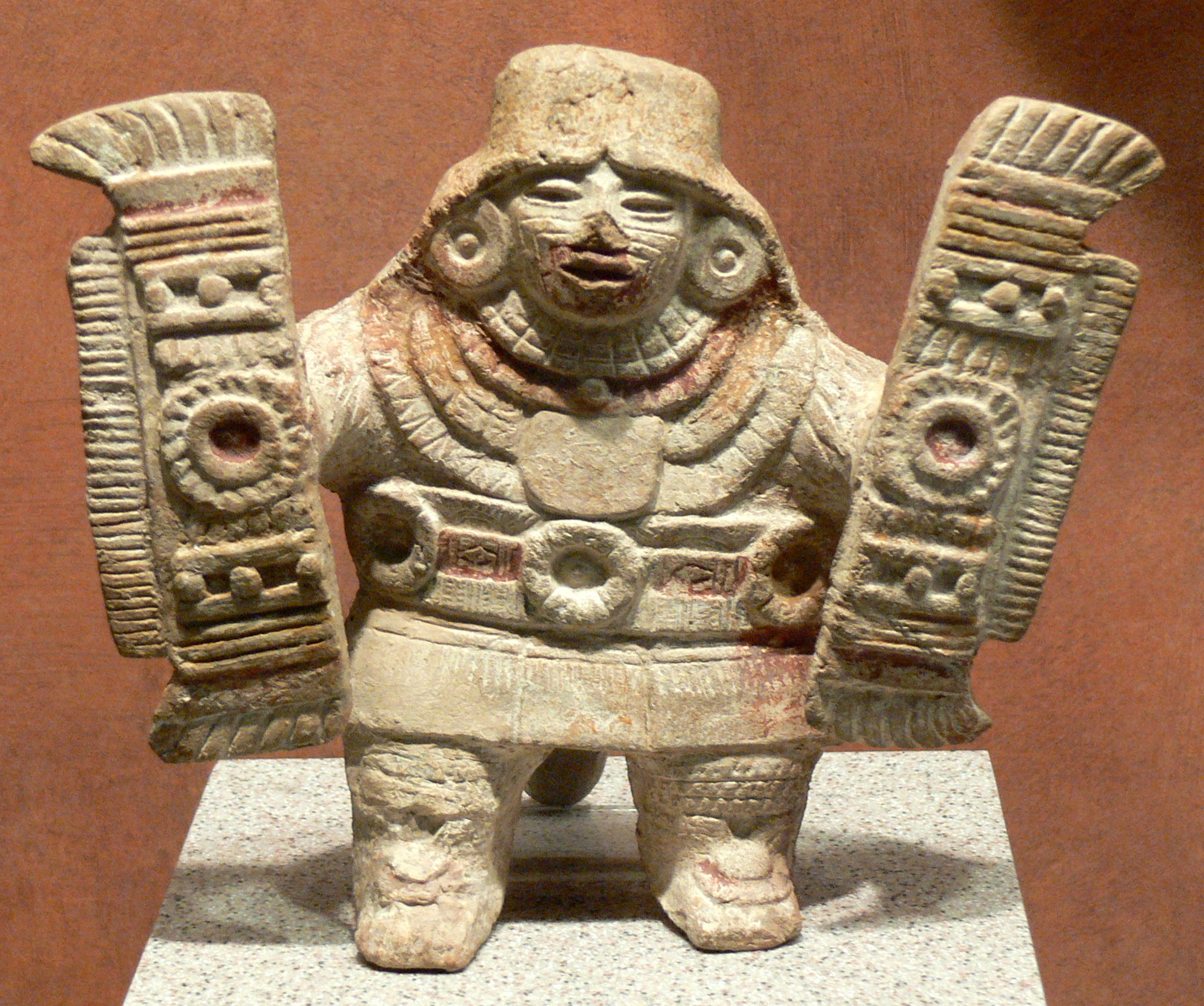
Figurilla

### Sala 5: Los Toltecas y el Epiclásico
Tras la caída de Teotihuacán se presentó un vacío de poder en el Altiplano
Central, el cual fue aprovechado por distintos grupos que fundaron nuevas
ciudades; sobresalen Cacaxtla, ubicada en el actual estado de Tlaxcala; Xochicalco, en Morelos y Tula, en Hidalgo, capital de los toltecas. La competencia por controlar las antiguas rutas comerciales teotihuacanas generó un ambiente político y bélico, que se refleja en la disposición de los nuevos
centros, en su arte e iconografía y en otras expresiones culturales. La mayoría de las nuevas ciudades se caracterizaron por tener una población pluriétnica, producto de los movimientos poblacionales propios del periodo Epiclásico (600- 900 d. C.). La sala recibe al visitante con la reproducción de las famosas pinturas murales de Cacaxtla, obras extraordinarias de la pintura mesoamericana. La iconografía
que aparece en dichos murales muestra la conjunción de diversos grupos étnicos en aquel sitio. El simbolismo plasmado en tales obras es propio de las culturas teotihuacana, maya y zapoteca. Se perciben signos calendáricos que combinan el sistema propio del centro de México y del sureste de Mesoamérica; iconografía maya y teotihuacana que se entrelaza en una combinación de imágenes de un colorido excepcional. A continuación se observan piezas de Xochicalco, sitio que destaca por su famosa pirámide de la Serpiente Emplumada, cuya reproducción puede apreciarse en la sala. El tema central de la sala es la cultura tolteca, pueblo procedente del norte de México que ingresó al Altiplano Central hacia el siglo X d. C. Las fuentes
documentales describen a los toltecas como grandes artistas, expertos en las
artes plásticas, el trabajo en metal, la pluma y la lapidaria. Su ciudad, Tula, fue considerada una de tantas réplicas de la arquetípica y divina Tollan, así como Teotihuacán, Cholula, México-Tenochtitlán y, quizá, Chichén Itzá. De orígenes chichimecas según las fuentes documentales, estos pueblos adquirieron la cultura mesoamericana rápidamente. Dentro de su complejo cultural destaca el
uso del tzompantli, estructura donde se colocaban los cráneos de los cautivos de guerra; el chac mool, escultura de un personaje semirecostado con las piernas recogidas y con un cuenco en el pecho para depositar las ofrendas; las columnas en forma de serpientes emplumadas descendentes; las lápidas con representaciones de animales devorando corazones; los famosos "atlantes" y los portaestandartes. Los toltecas lograron consolidarse como uno de los pueblos más importantes de Mesoamérica durante el periodo Posclásico Temprano (900-1200 d. C.). Dominaron un amplio territorio del Centro de México y extendieron su influencia a territorios lejanos como Chichén Itzá y la costa del Pacífico de Chiapas y Guatemala. Lo anterior les permitió controlar ciertos recursos cuyo intercambio monopolizaron: la cerámica Plumbate, procedente del Soconusco chiapaneco y la cerámica Anaranjado Fino de la zona de Veracruz. Entre las piezas más representativas de esta sección se encuentran: un "Atlante"; la reproducción del templo de Tlahuizcalpantecuhtli, con algunas de las lápidas de animales carnívoros originales; la coraza elaborada con cuentas de concha, localizada en el Palacio Quemado de Tula; un chac mool, restos de una columna en forma de serpiente emplumada; la figurilla en forma de
guerrero coyote y varios ejemplos de cerámica, entre los que destacan los tipo
Plumbate.

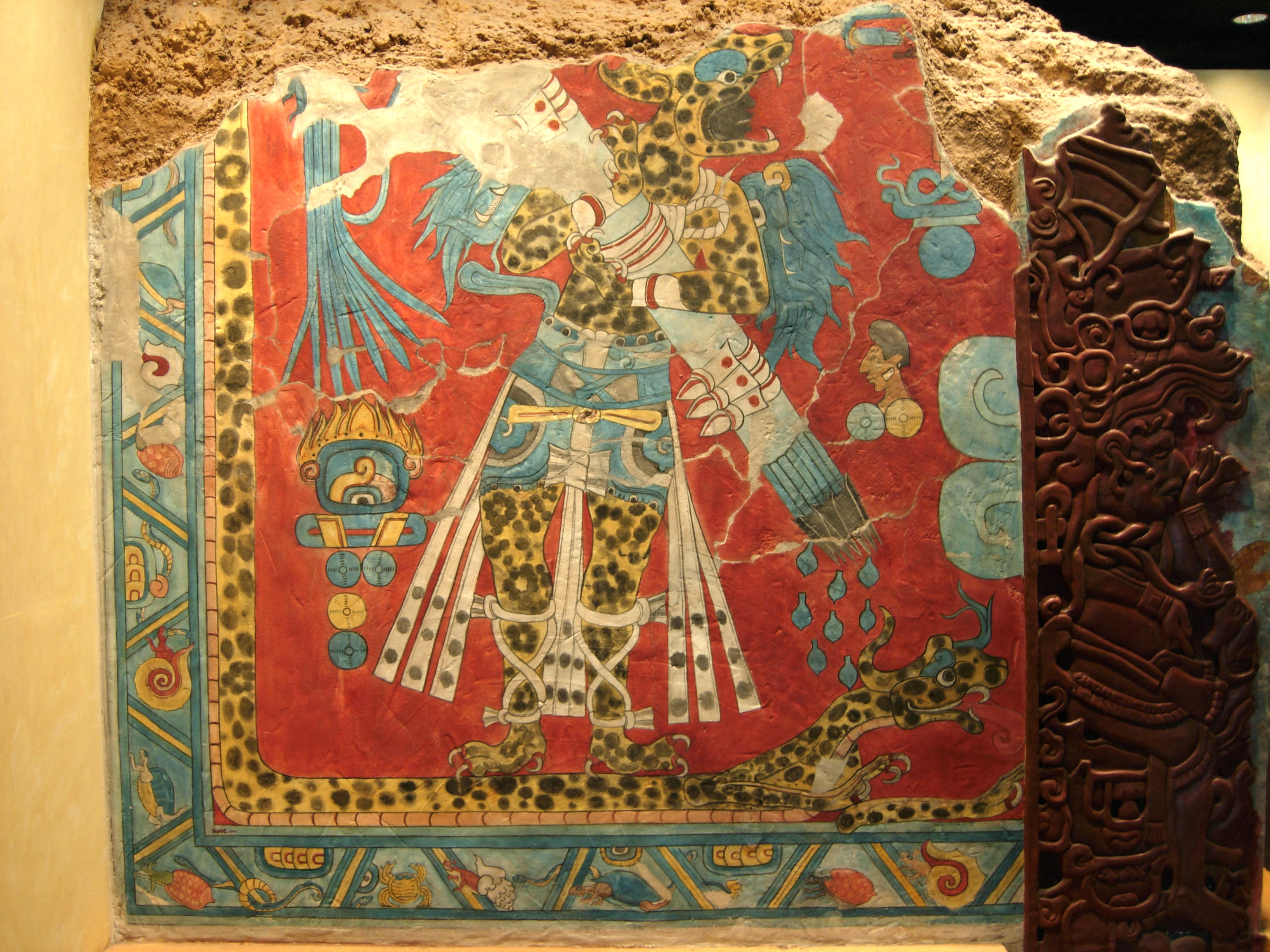
Reproducción del Mural del Hombre-Jaguar en Cacaxtla
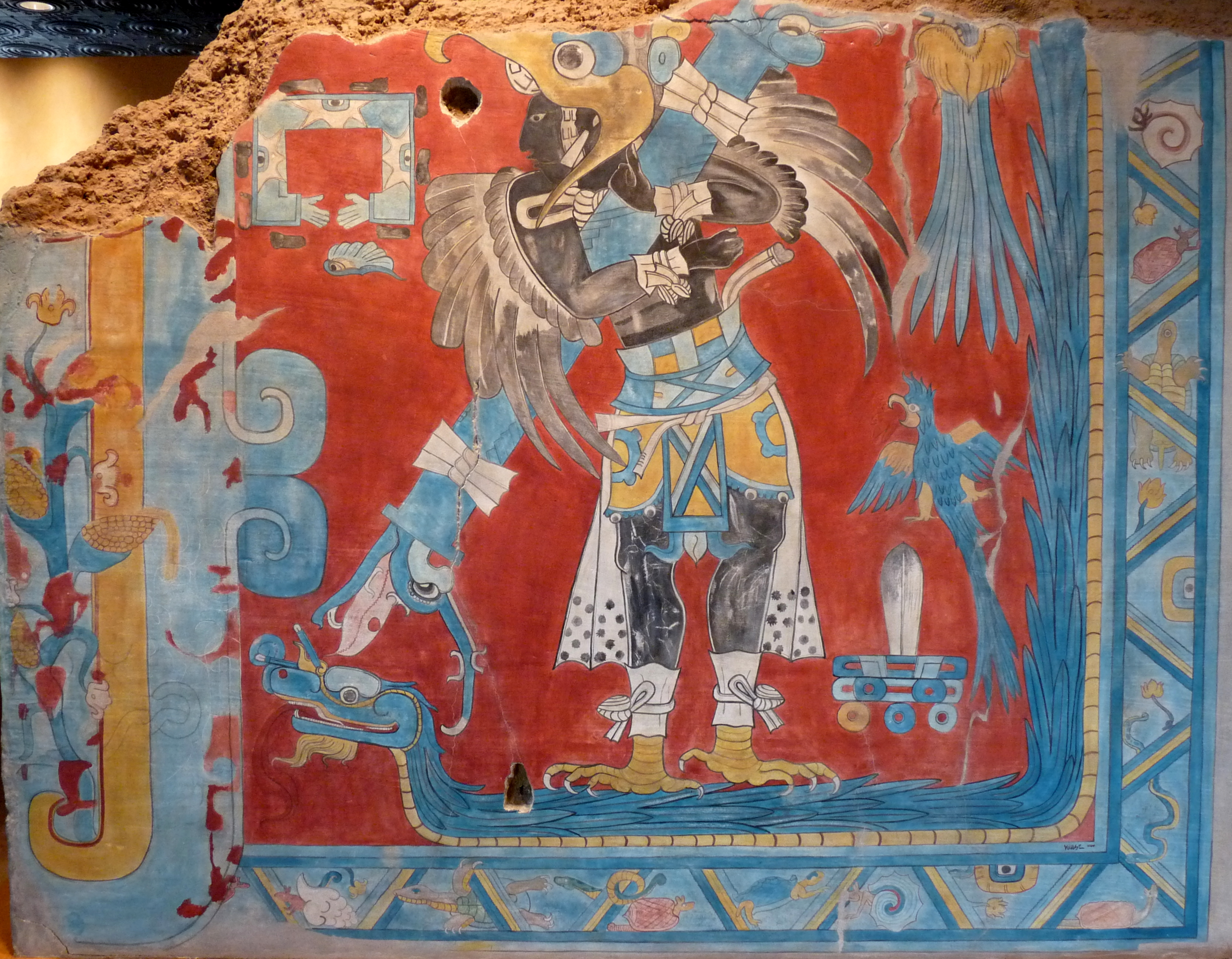
Reproducción del Mural del Hombre-Pájaro en Cacaxtla
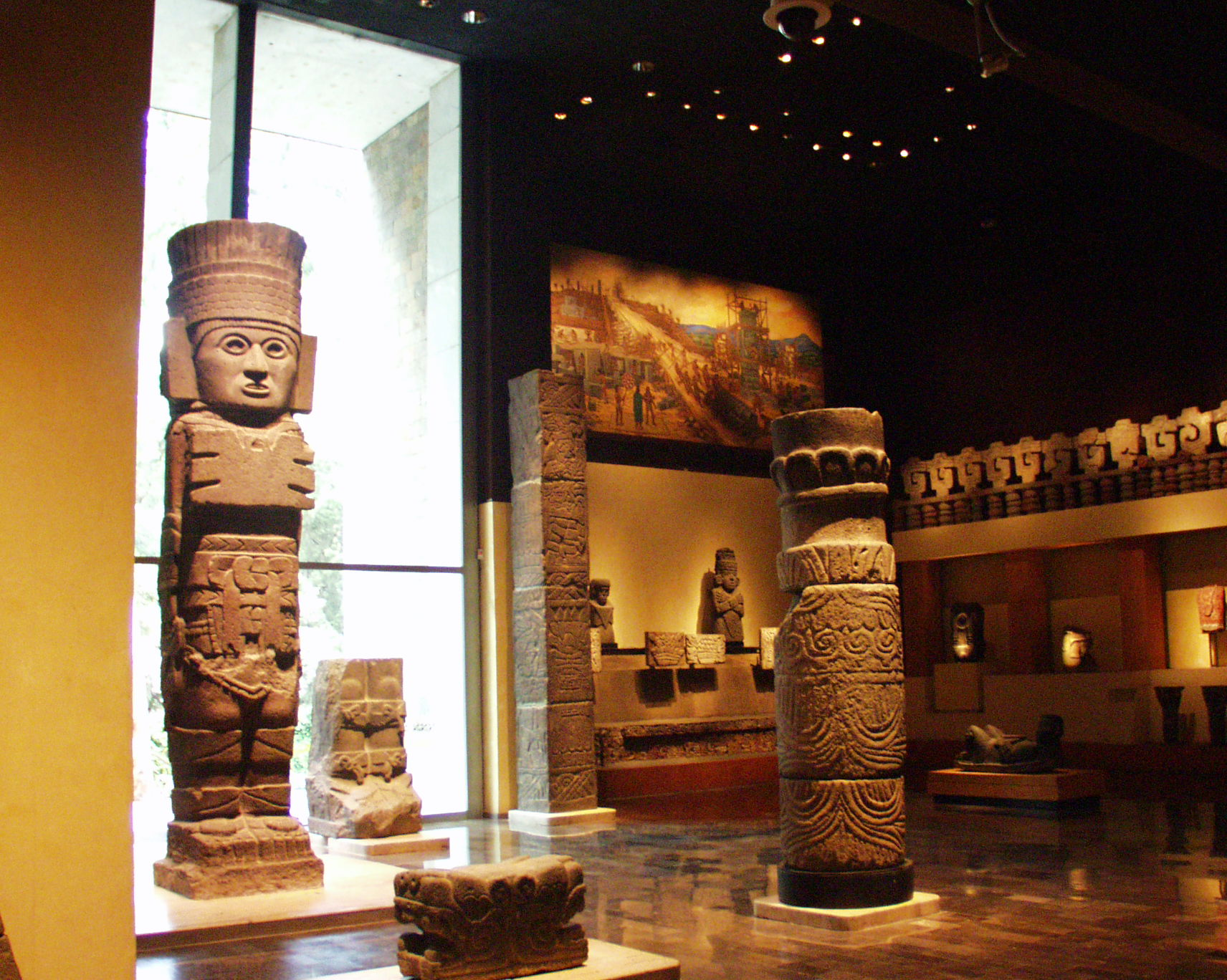
Sala tolteca
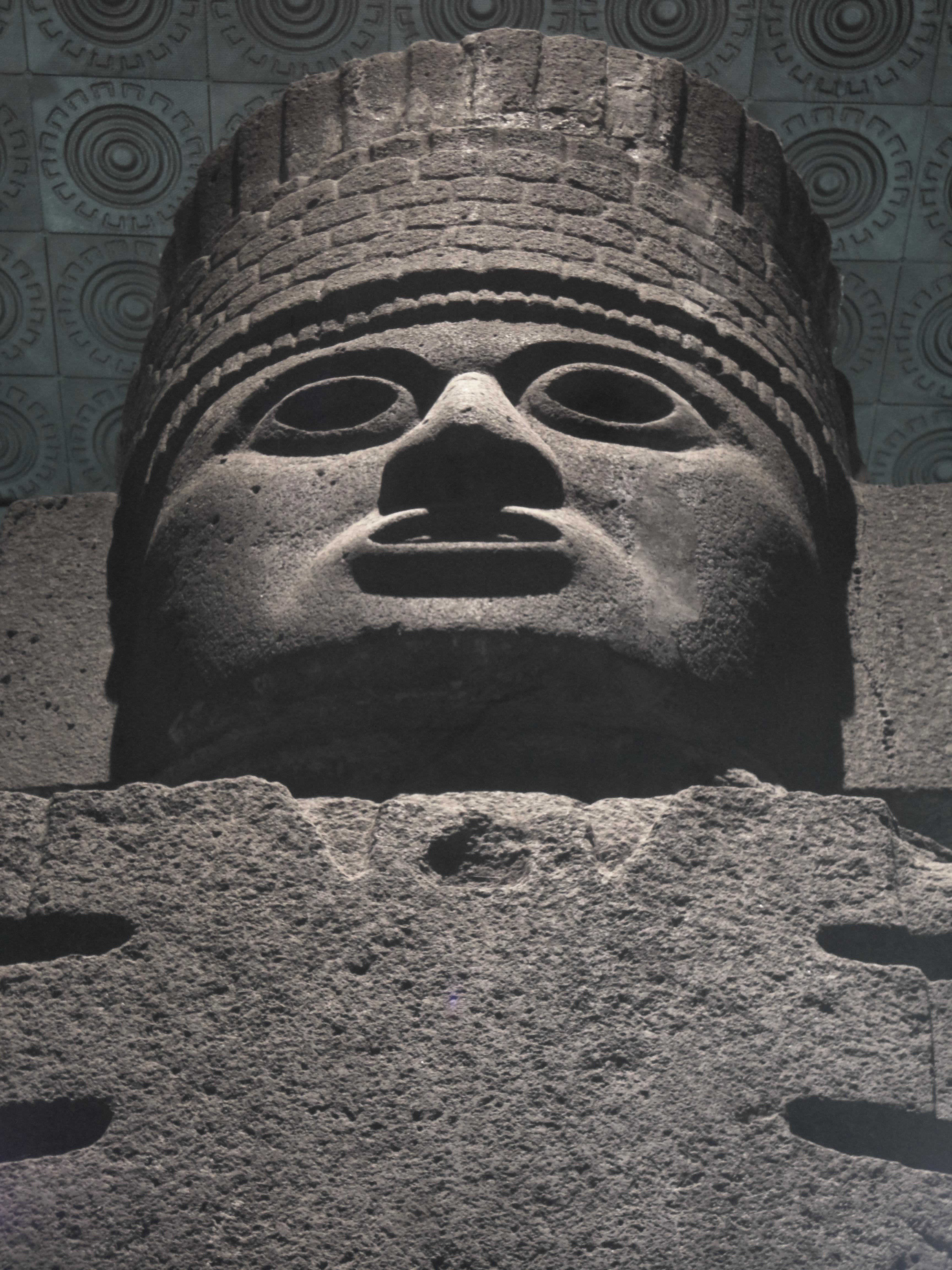
Atlante
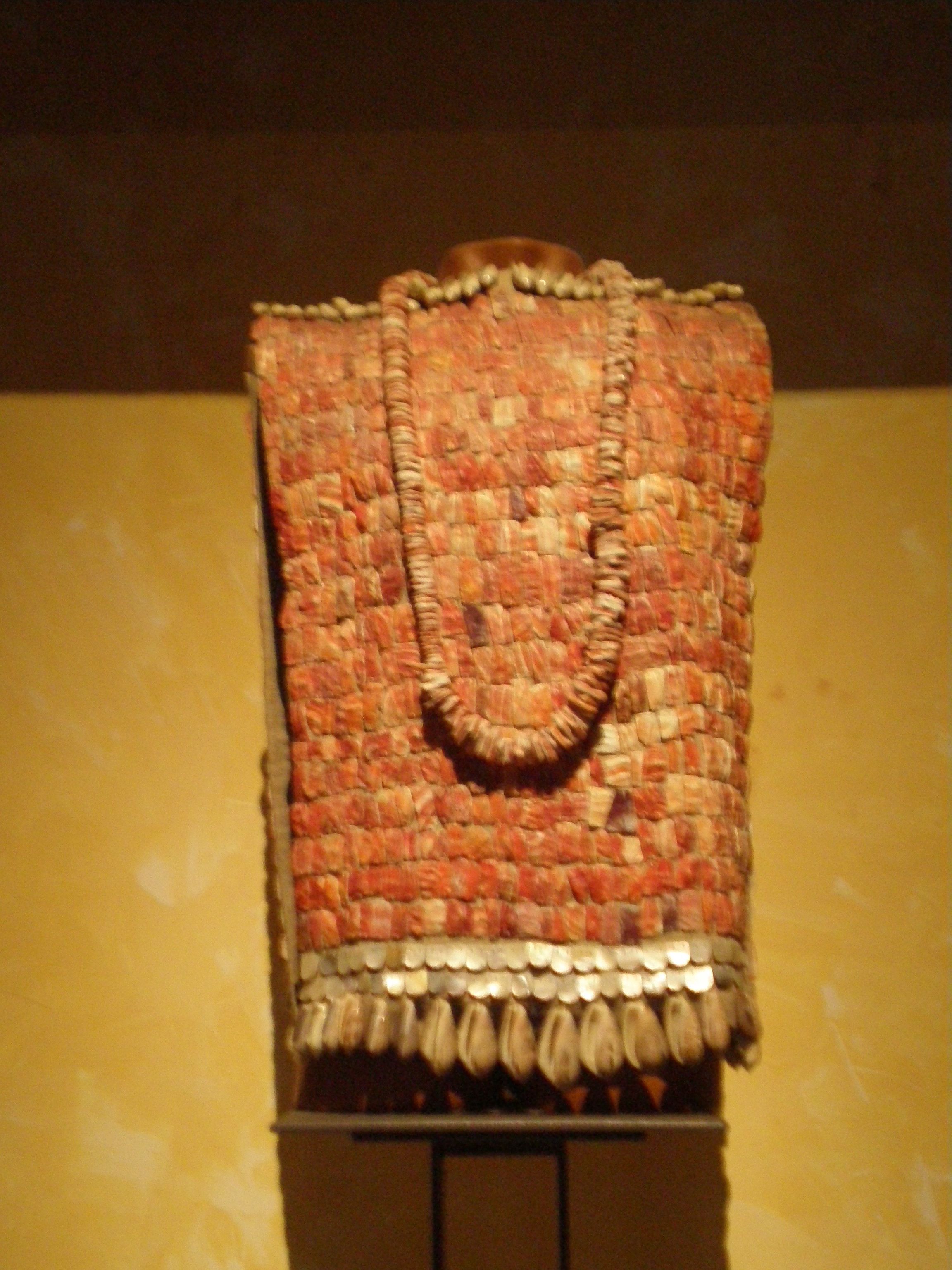
Coraza de Tula

### Sala 6: Mexicas
La sala muestra el poderío y la importancia que alcanzó la cultura Mexica durante el periodo posclásico tardío (1250-1521 d. C.).
Los mexicas fueron un pueblo conquistador que llegó a la Cuenca de México a mediados del siglo XIV, procedente de la mítica ciudad norteña de Aztlán. Tras un largo recorrido lograron establecerse en un pequeño islote dentro del lago de Texcoco, el cual pertenecía al señorío de Azcapotzalco, el más poderoso hasta ese momento en el centro de Mesoamérica. Por varios años, los mexicas estuvieron sometidos al control político y militar de los tepanecas de Azcapotzalco, hasta que tras una guerra lograron liberarse de su dominio y convertirse, paulatinamente, en el poderío político más influyente de la Cuenca. Junto con sus aliados, Texcoco y Tlacopan, formaron la Triple Alianza, sistema político tripartita a través del cual controlaron gran parte de Mesoamérica por medio de la guerra de conquista. El propósito central del expansionismo Mexica no fue el dominio territorial, sino el beneficio tributario que les permitió tener acceso a recursos naturales, la reorganización del comercio y el control de mercados importantes.
En la sala el visitante podrá apreciar magníficas obras escultóricas de gran formato como la Coatlicue y la Piedra del Sol; un Cuauhxicalli en forma de felino y la Piedra de Tízoc. Asimismo hay piezas de lapidaria, en menor formato pero de excepcional trabajo, como la vasija de obsidiana en forma de mono.

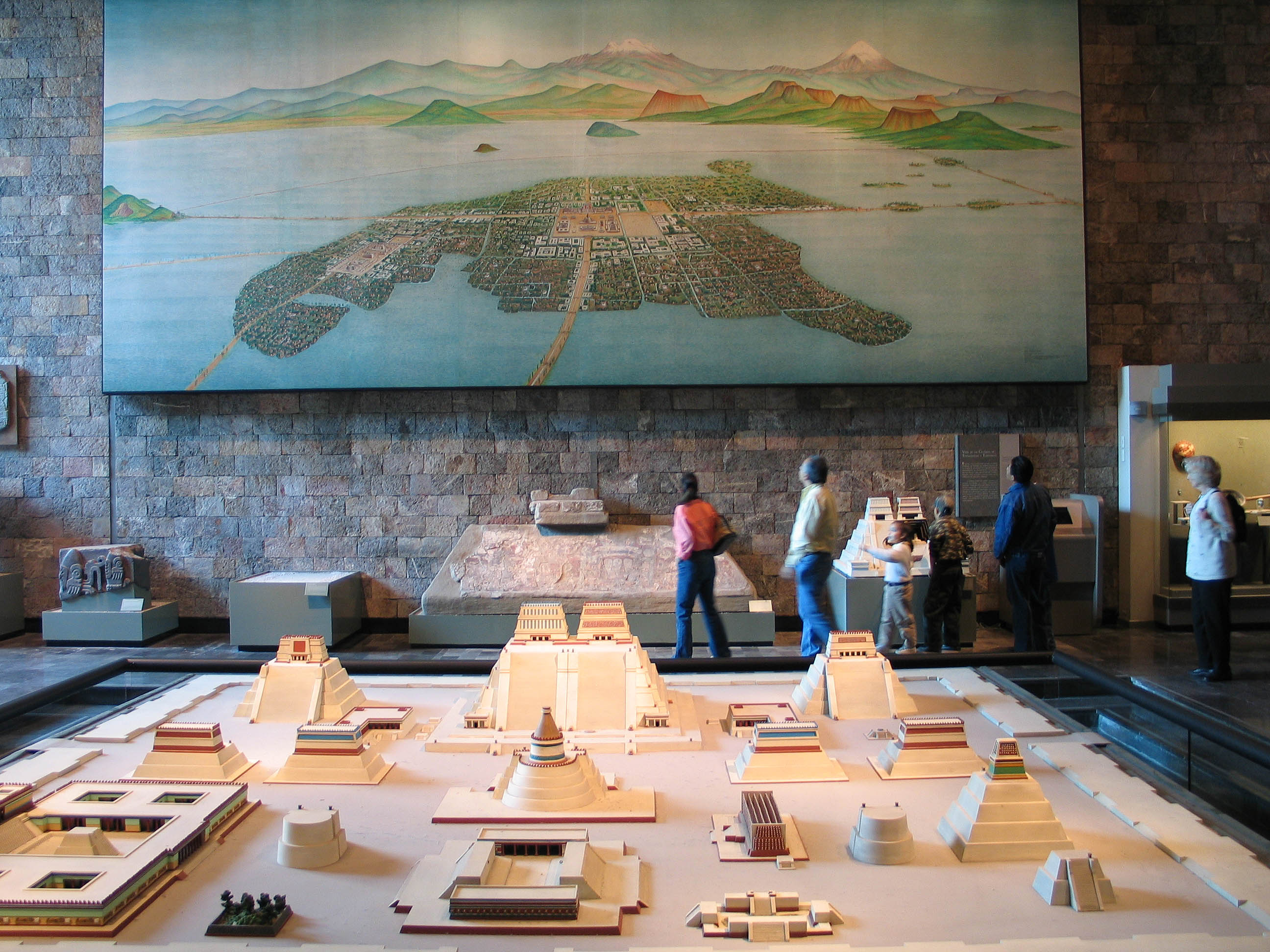
Modelo a escala de La Gran Tenochtitlán
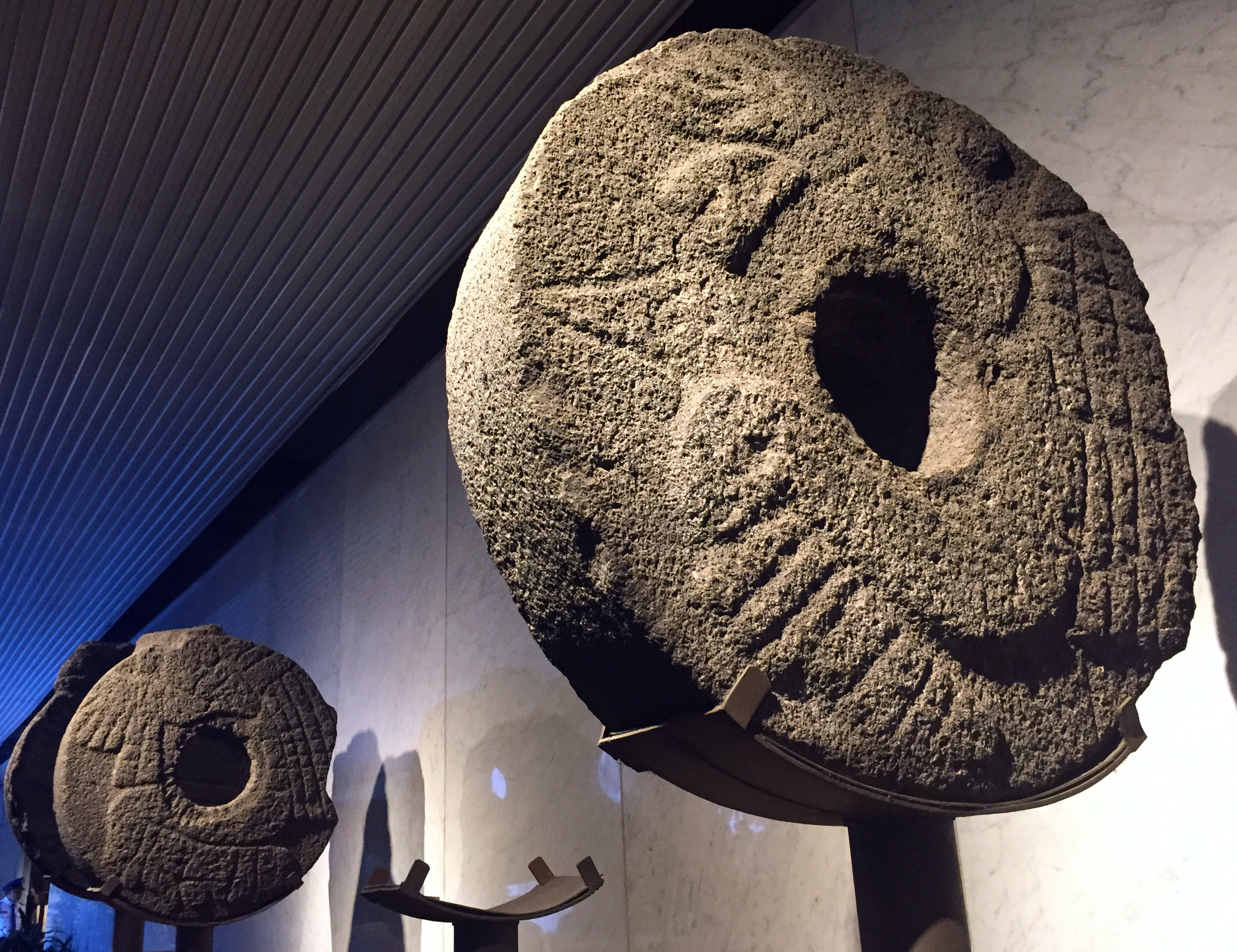
Aros del Juego de Pelota
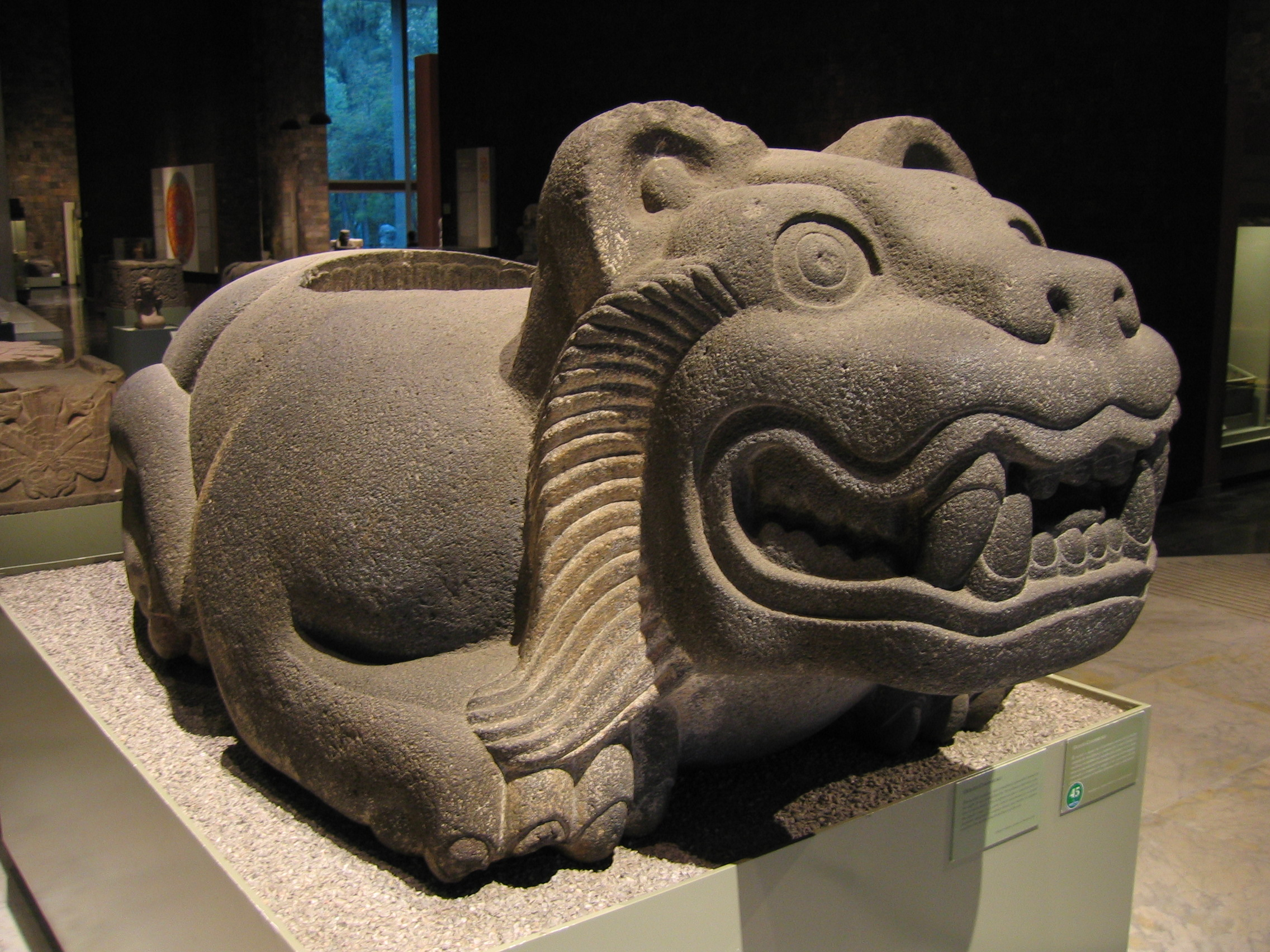
Escultura ceremonial del Ocelotl-Cuauhxicalli
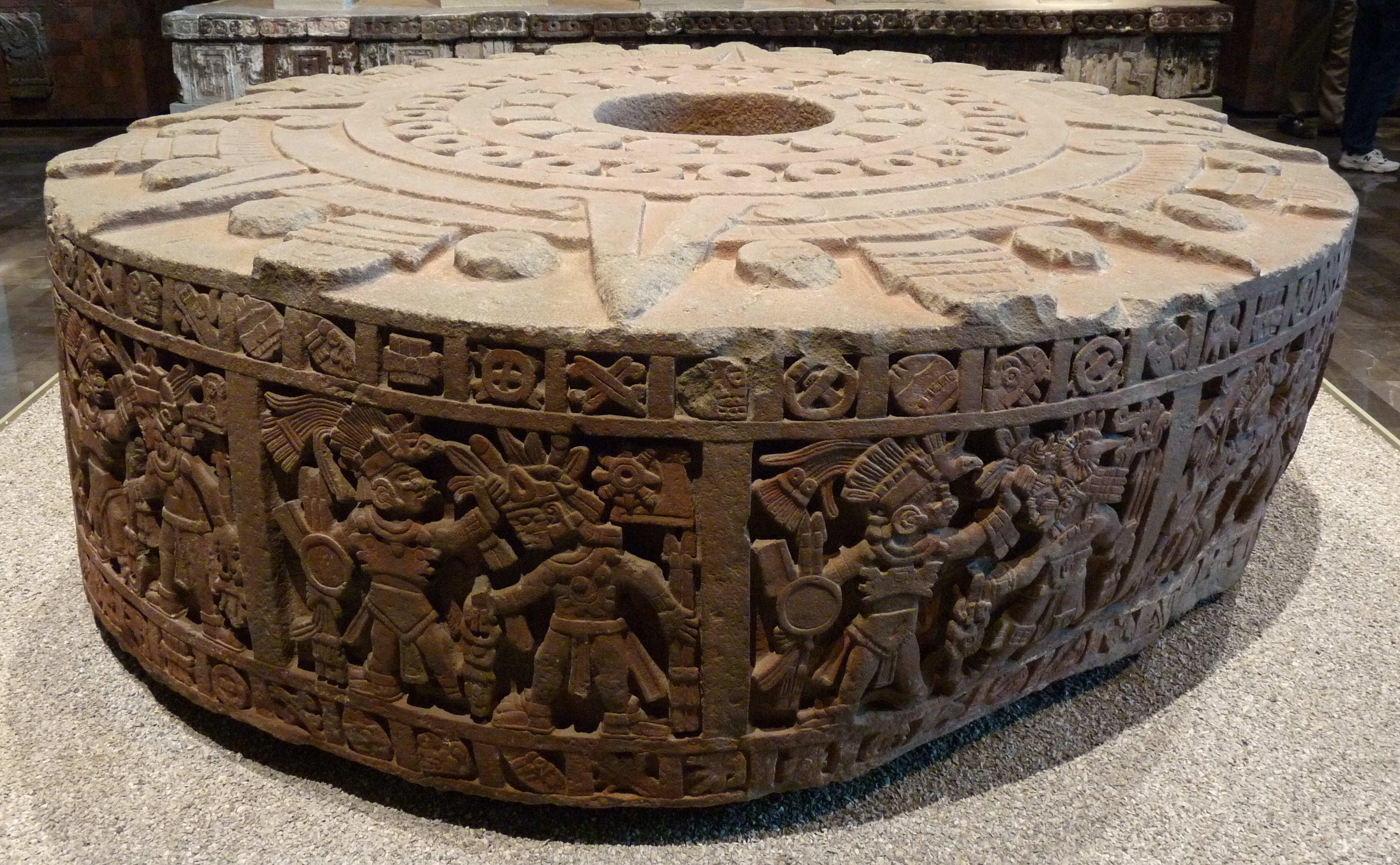
Piedra de Tízoc
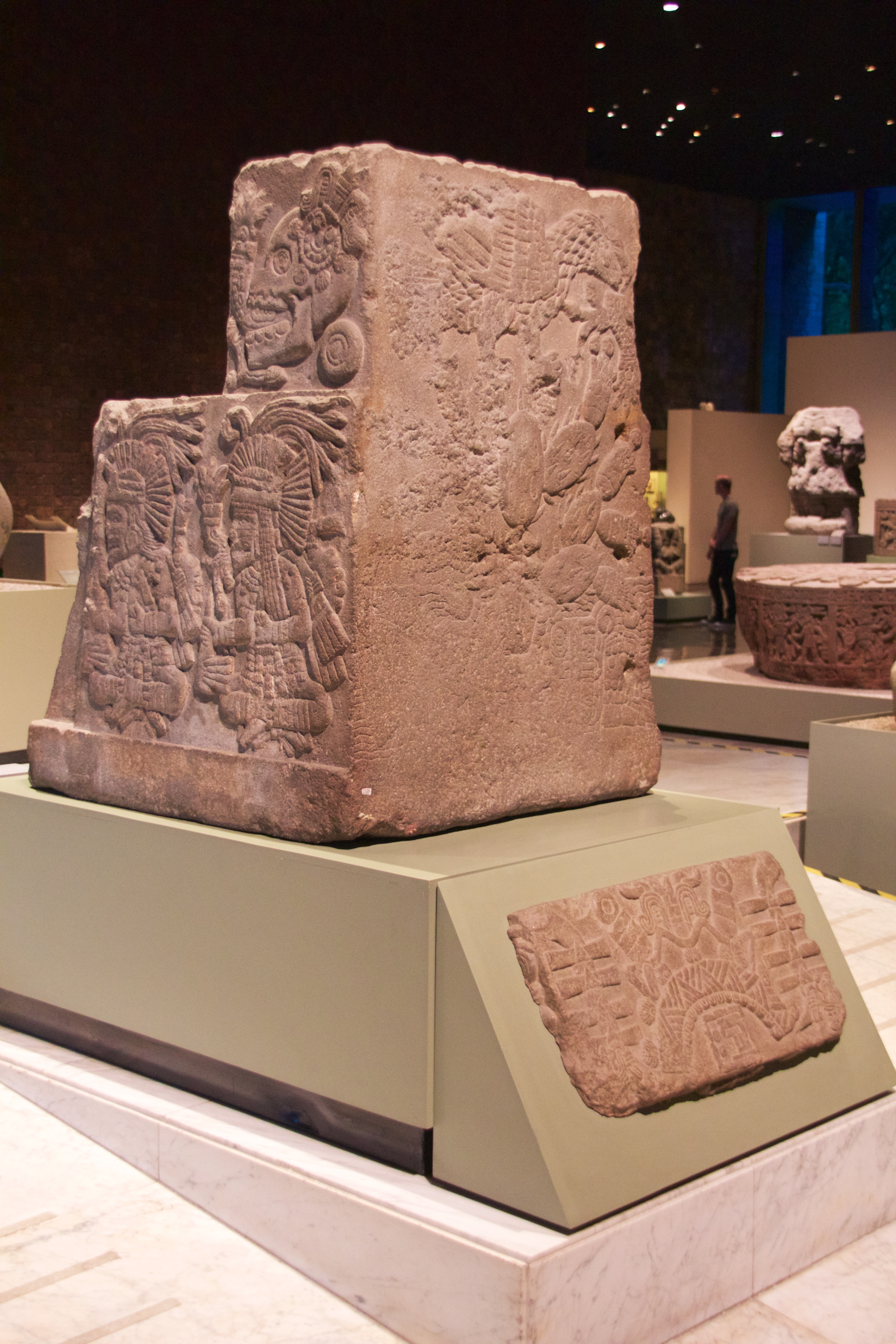
Teocalli de la guerra sagrada.
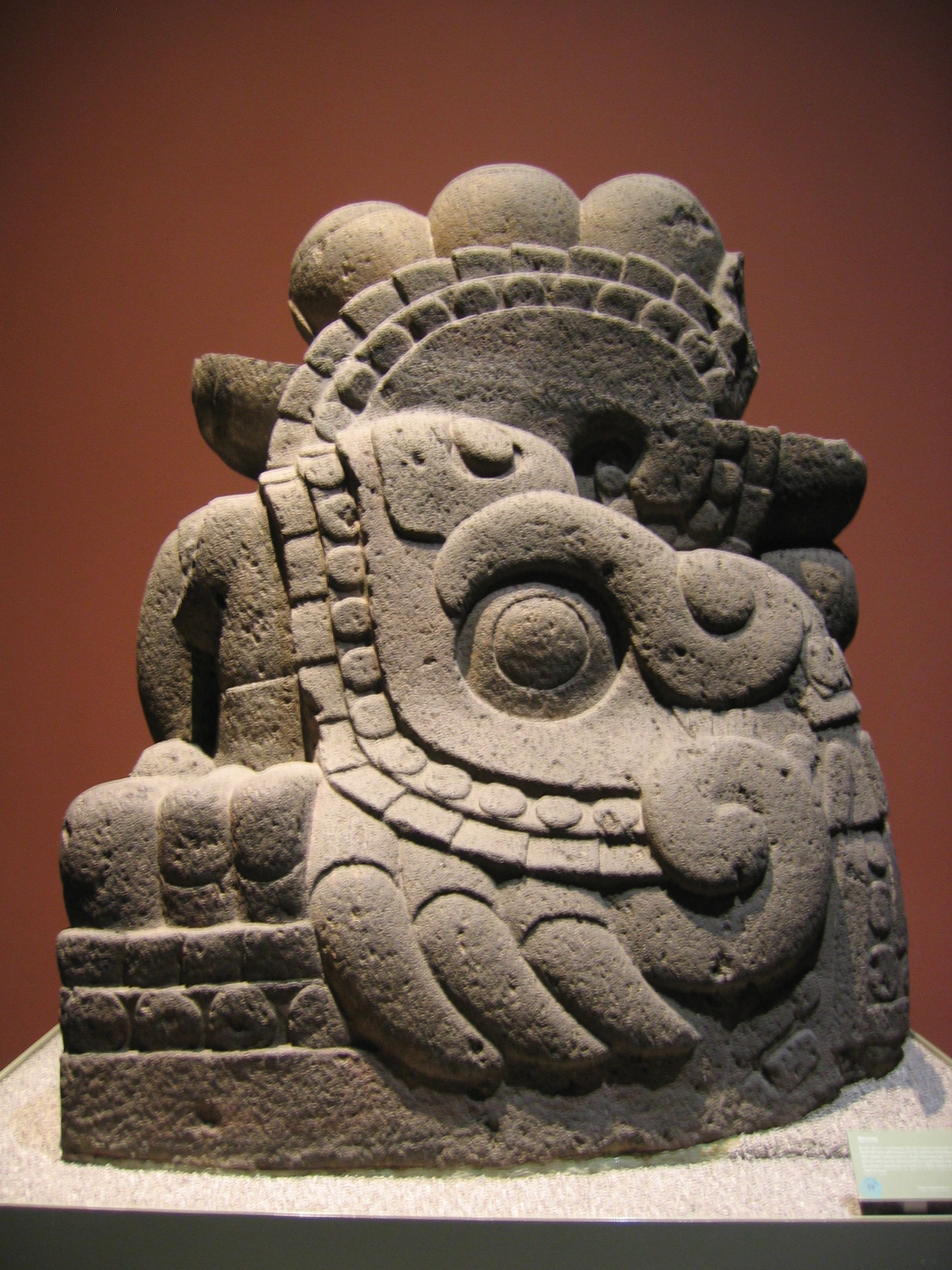
Escultura de Xihucoatl
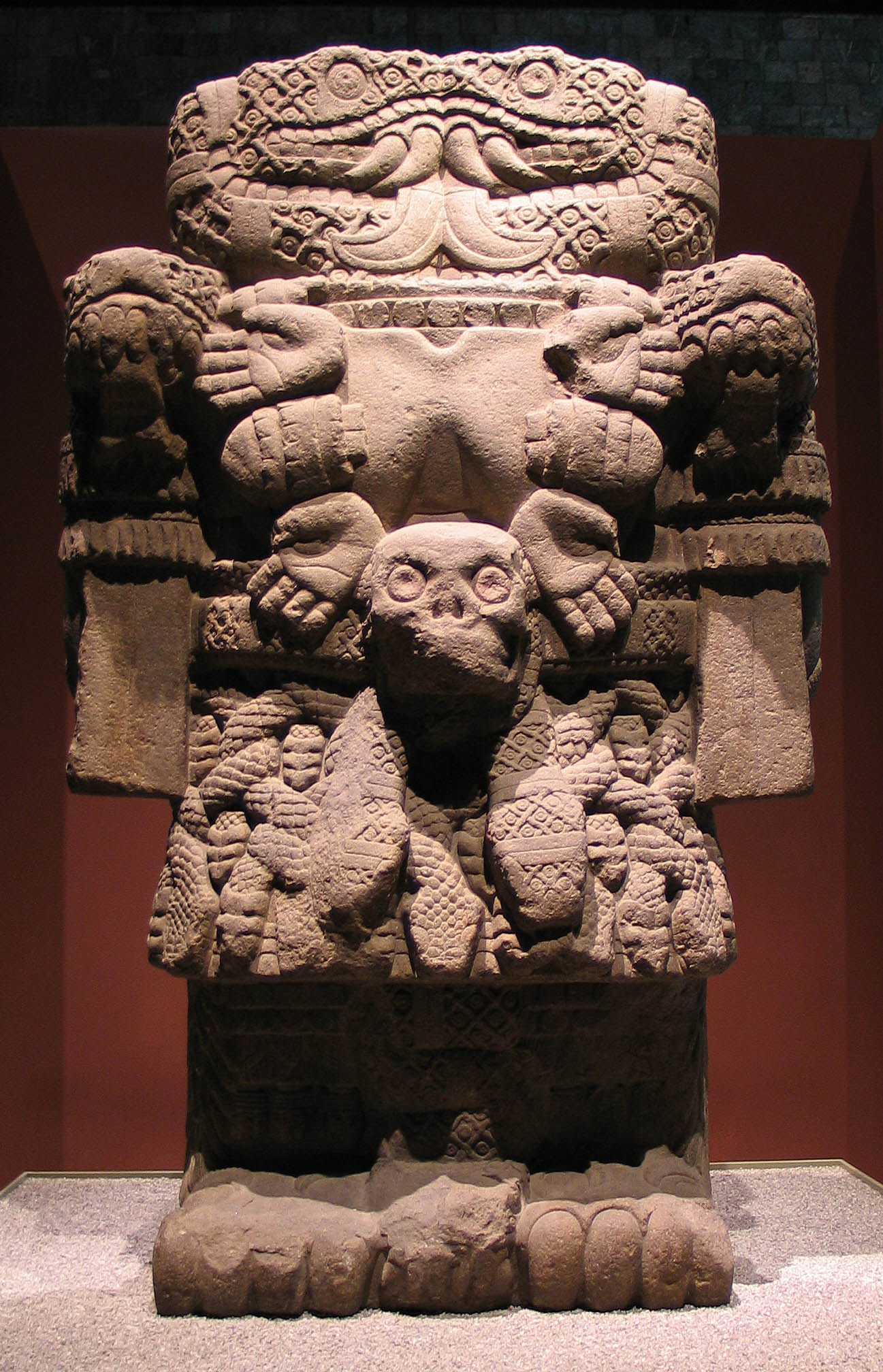
Escultura de Coatlicue
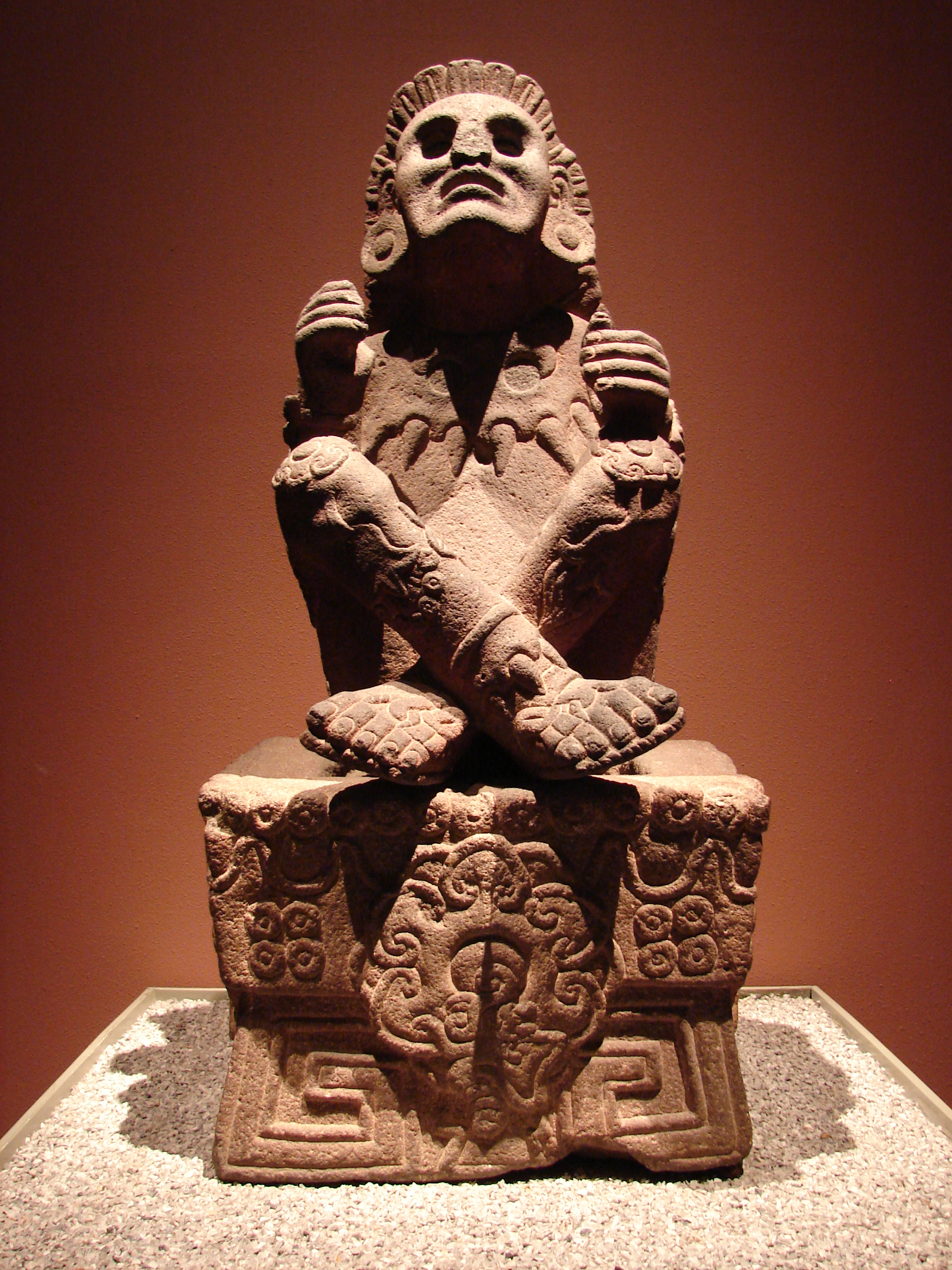
Escultura de Xochipilli
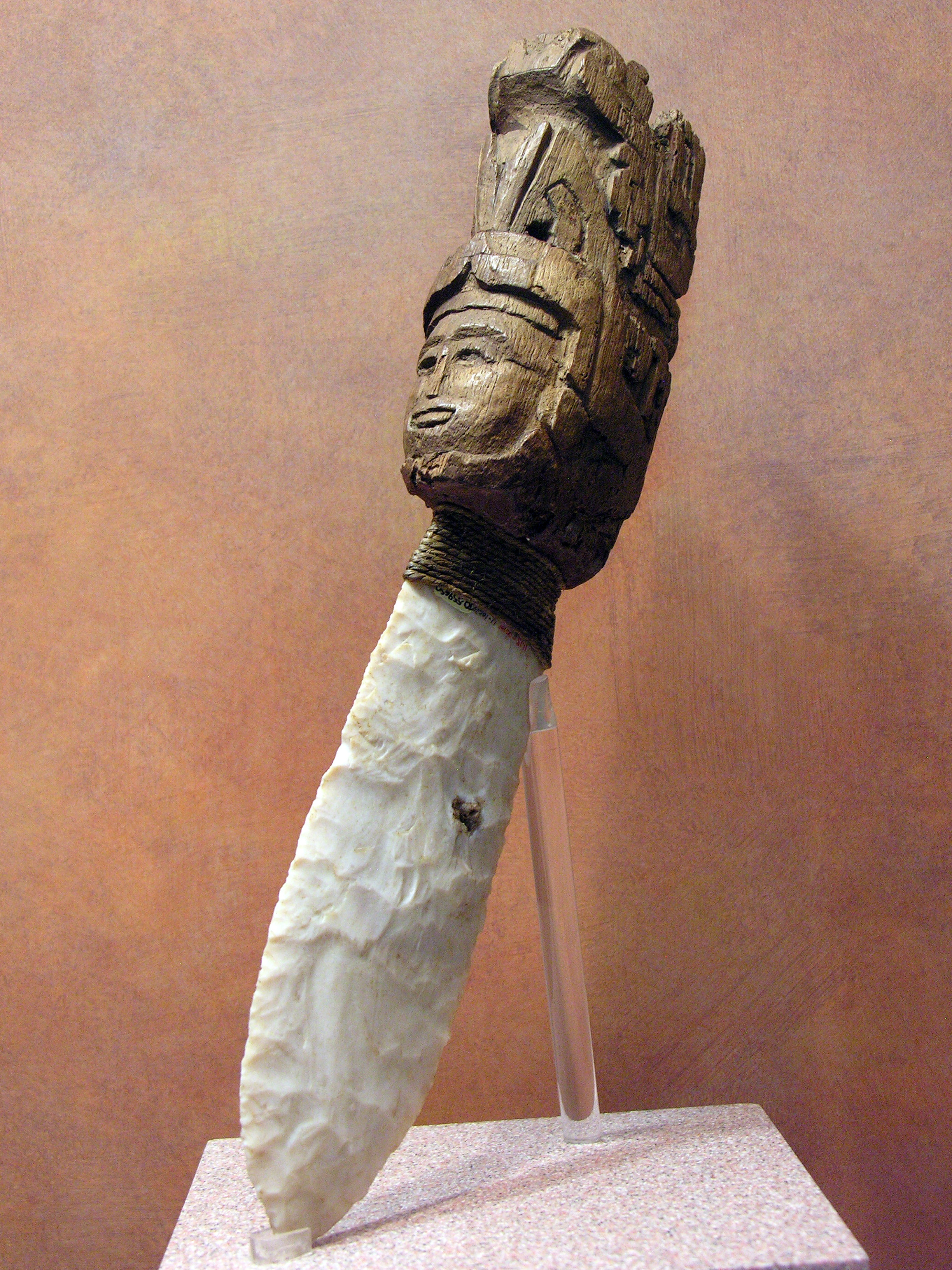
Cuchillo sacrificial azteca con empuñadura de madera tallada
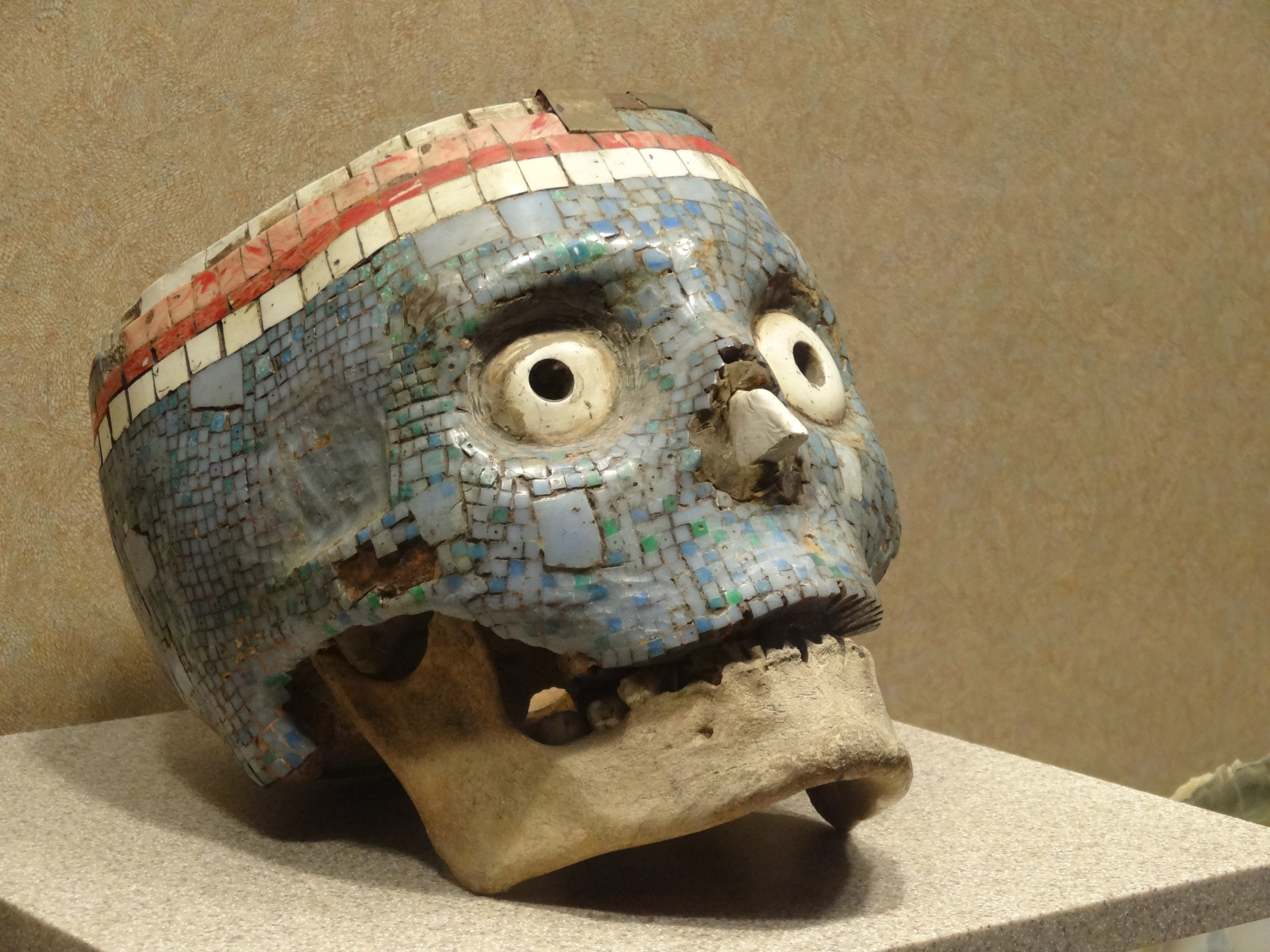
Cráneo recubierto de turquesa
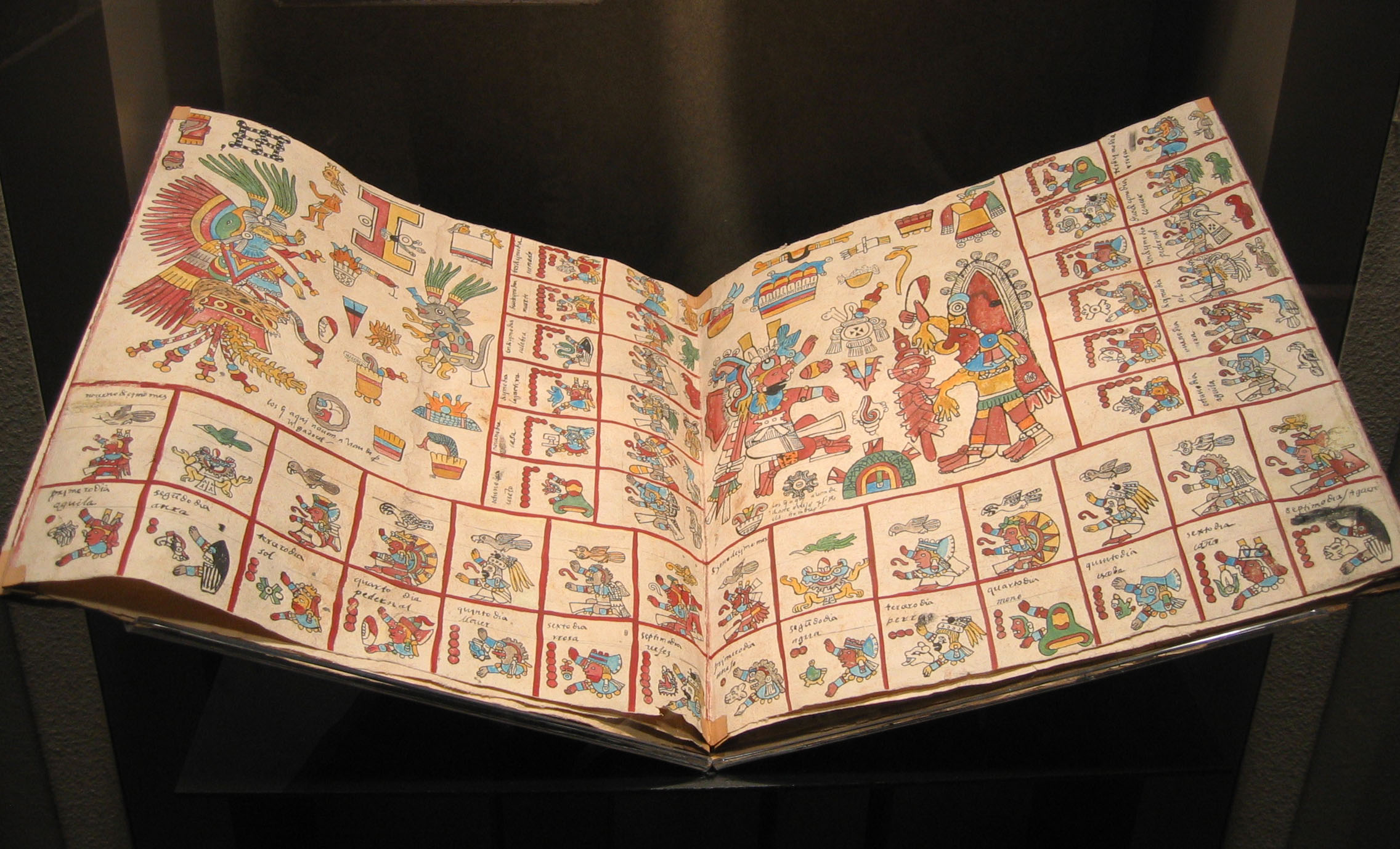
Reproducción del Códice Borbónico
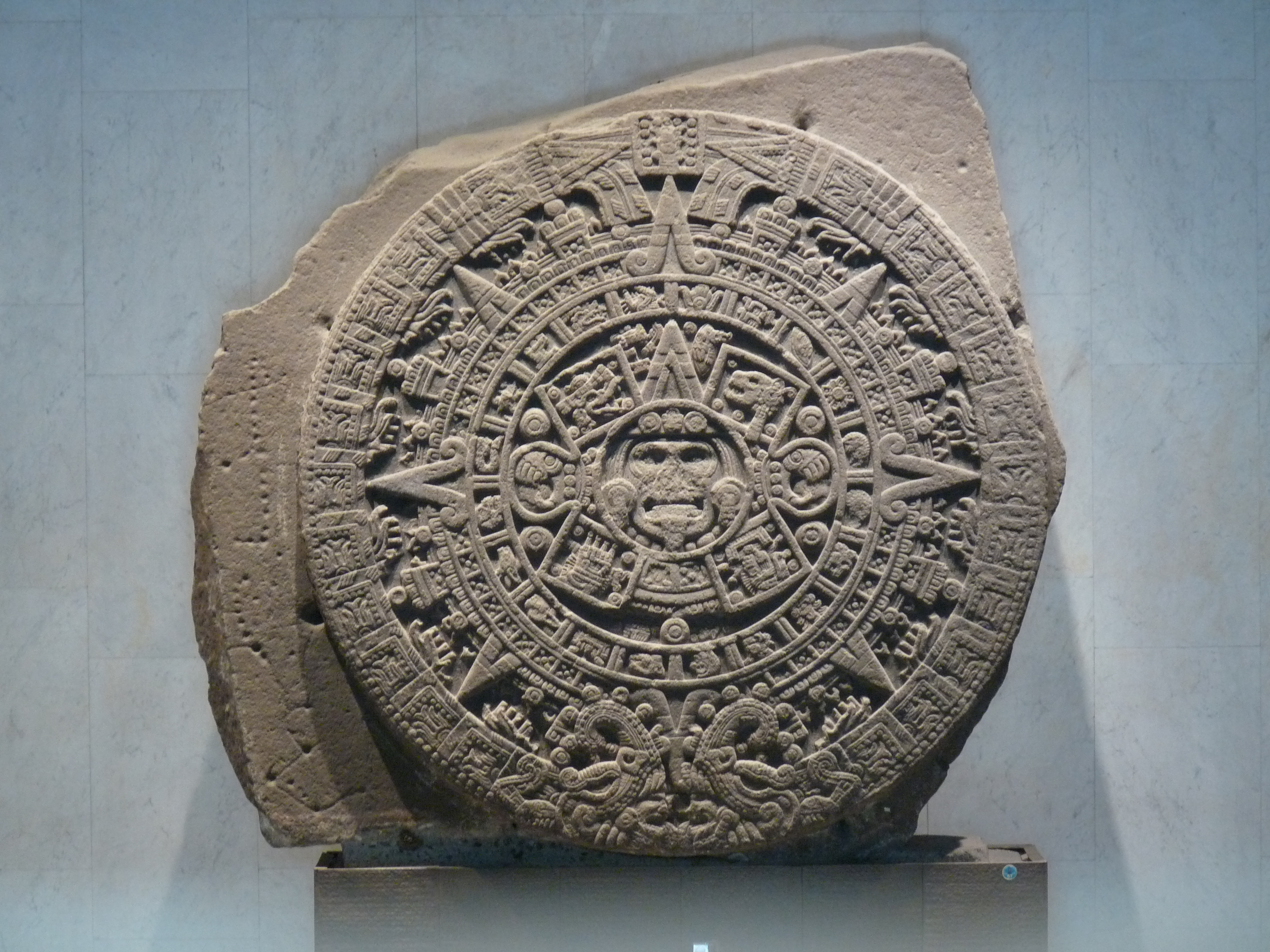
Piedra del Sol
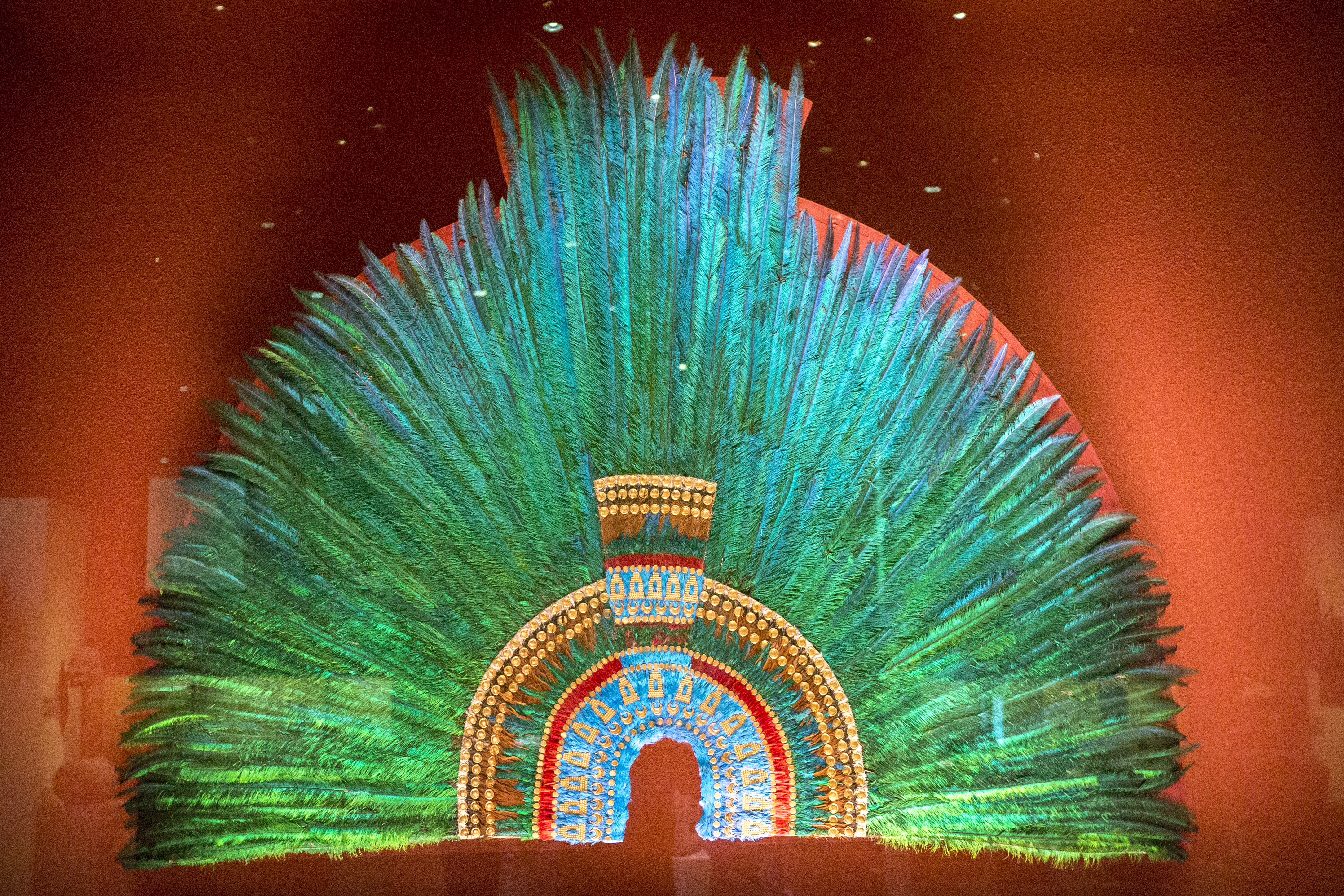
Reproducción del Penacho de Moctezuma

### Sala 7: Culturas de Oaxaca
Los zapotecos y los mixtecos fueron grupos étnicos que habitaron y habitan en el actual Estado de Oaxaca, y rigieron en diferentes momentos los destinos de esta compleja área multicultural.
Monte Albán, capital de los zapotecos, fue edificada en la cima de un cerro
modificado por los constructores para formar una meseta, aproximadamente
para el 500 a. C. Se ubicó estratégicamente en la confluencia de los valles
centrales de Oaxaca –Etla, Tlacolula y Zimatlán-. Entre las primeras
edificaciones de la ciudad sobresale el Edificio “L” en el cual se colocaron
lápidas con personajes labrados conocidos popularmente como "danzantes";
realmente estos personajes representan cautivos de guerra, sacrificados y
mutilados, que manifiestan el poderío militar de la urbe. Otro de los
monumentos que muestra las conquistas de Monte Albán son las lápidas del
Edificio "J", el cual se distingue por romper con la orientación norte-sur del
resto de las edificaciones y por la peculiar forma de su planta que recuerda una punta de proyectil. En la capital zapoteca se despliega la maestría constructiva de sus arquitectos, tanto en los edificios civiles y religiosos, como en templos, tumbas y juegos de pelota. Otro importante elemento de la cultura zapoteca es el desarrollo temprano de la escritura, la cual se destaca en las lápidas antes mencionadas y en algunas de las piezas cerámicas que se presentan en la Sala.
Los objetos de cerámica son otro rasgo a resaltar por su exquisitez y variedad
de formas, sobresalen las urnas que generalmente se depositaban en las
ofrendas mortuorias. En estos objetos fueron representados principalmente
dioses, personajes de alto rango y animales considerados como las
manifestaciones zoomorfas de las deidades. Con respecto a esto último, en la
Sala se exhibe la máscara-pectoral del Dios Murciélago, bellamente trabajada
en piezas de jade, siendo ésta una de las obras maestras del arte prehispánico.
La relación con la lejana Teotihuacán está presente en la Sala con diferentes
objetos cerámicos que muestran su influencia. Además, destaca un dintel
tallado en piedra procedente de la Plataforma Sur de Monte Albán, en él se
muestra una procesión de personajes teotihuacanos, que se aproximan al
gobernante de Monte Albán.
La arquitectura funeraria fue muy importante en Monte Albán. Las tumbas
variaron en forma, decoración y contenido dependiendo la época de
construcción de los sepulcros. En la Sala se puede apreciar la reproducción de
la tumba 104, la cual destaca por su magnífica fachada que evoca la
arquitectura de la ciudad. Sus paredes fueron pintadas con imágenes de dioses
y personajes, en un colorido y estilo que recuerda la pintura mural
teotihuacana.
En la Sala también se presenta el desarrollo cultural de los mixtecos, pueblo
que tuvo una mayor presencia durante el periodo Posclásico (850-1521 d. C.).
Su historia y cosmovisión puede reconstruirse a partir de los códices que
realizaron, de ellos, se exhiben cuatro facsimilares: Selden, Vindobonensis,
Nuttal y Colombino. Entre las piezas que más destacan hay que mencionar la cerámica polícroma y la tipo "códice”, una de las más bellas de Mesoamérica.
Hábiles en el trabajo de objetos de formato menor, los mixtecos tallaron con
elegancia y delicadeza escenas religiosas en huesos tanto de humanos como
de animales, en estas delicadas piezas se refleja el estilo "códice" que les es
característico.
Mención especial merece el trabajo de la metalurgia y la orfebrería, destacando
por la destreza técnica que exponen las piezas logradas a través de la técnica
llamada "cera perdida", mediante la cual se trabajaron las piezas más finas y delicadas que utilizaban las clases dominantes como insignias de poder. Los
mixtecos han sido considerados como los más importantes orfebres del México
prehispánico, creadores de un refinado estilo difundido rápidamente por toda
Mesoamérica. En la sala podemos apreciar objetos de oro procedentes de
diferentes zonas mixtecas, y en el jardín, la reproducción de la Tumba 7 de
Monte Albán, con reproducciones del mundialmente famoso "Tesoro de la
Tumba 7", cuyos originales se exhiben en el Museo Regional de Oaxaca en el Ex-Convento de Santo Domingo <3.

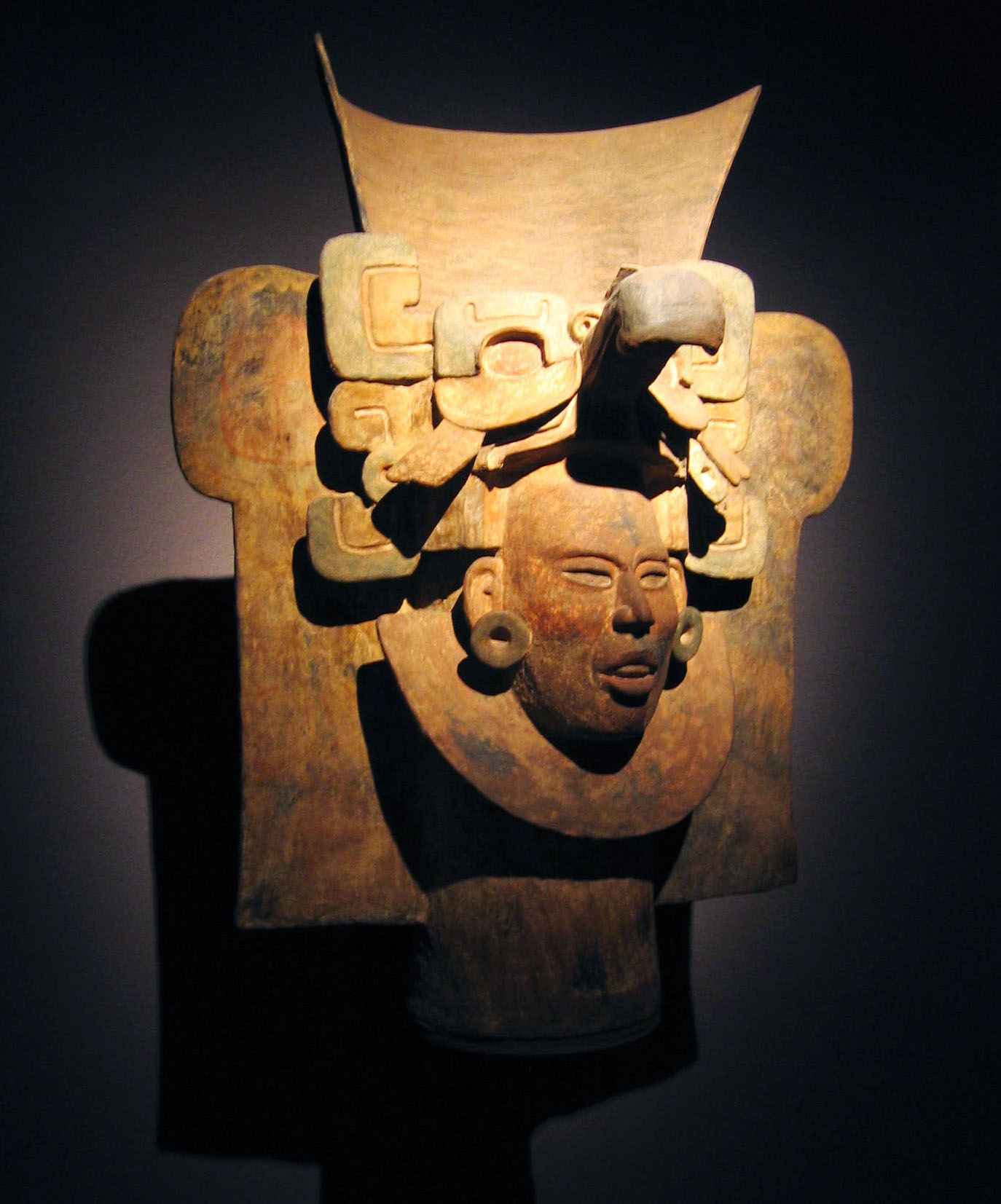
Urna ceremonial
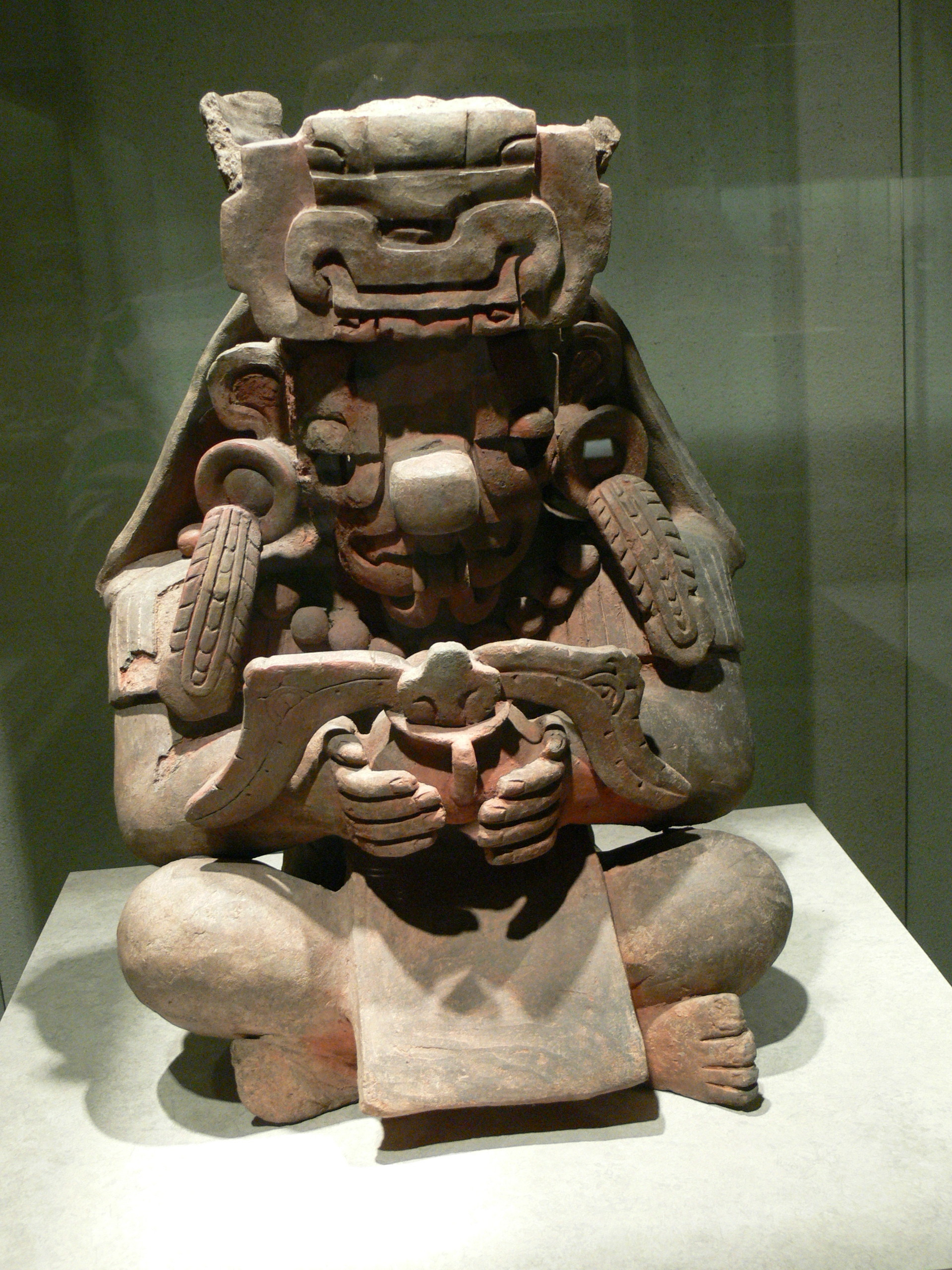
Vasija del Dios Cocijo
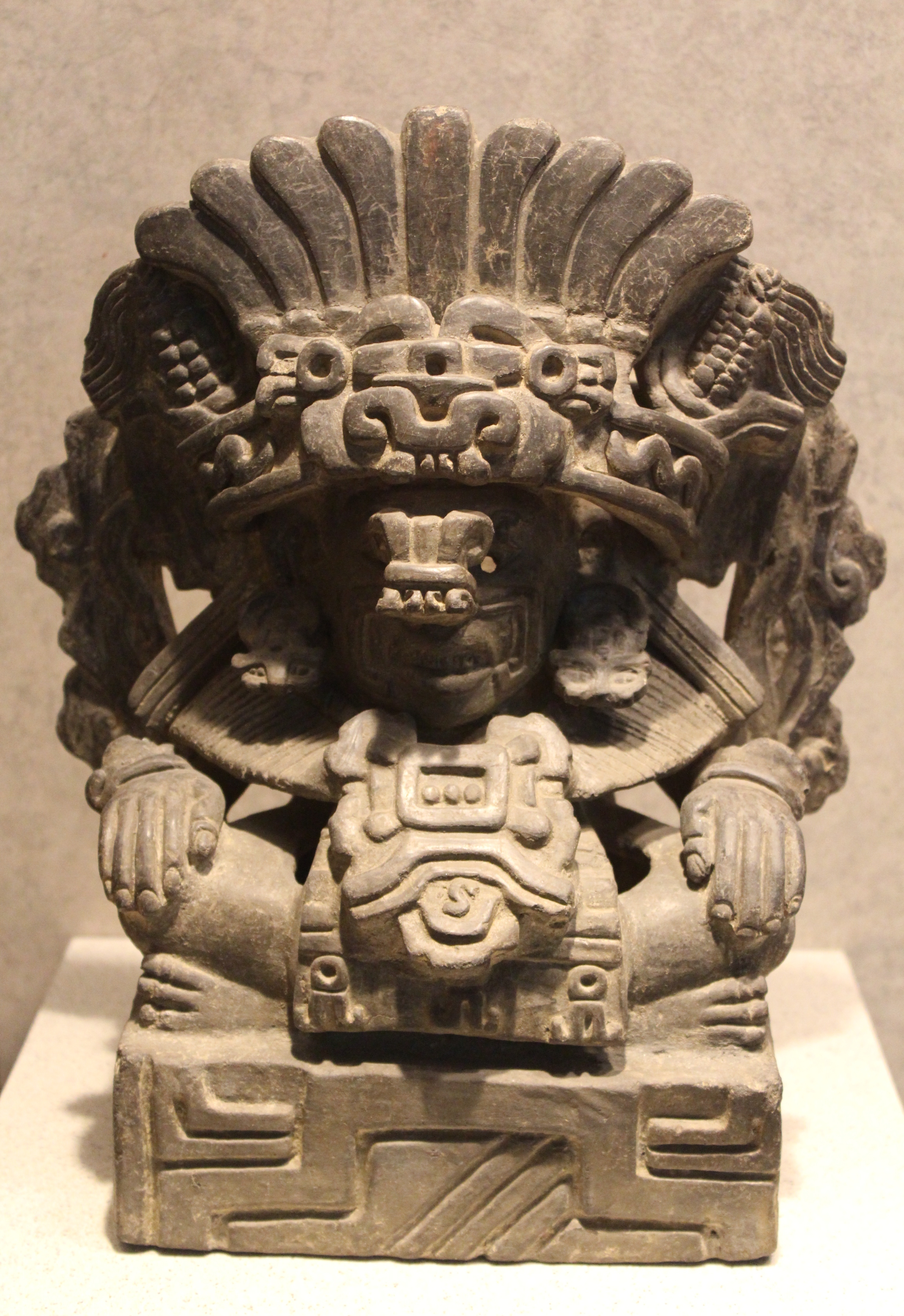
Vasija del Dios Cocijo
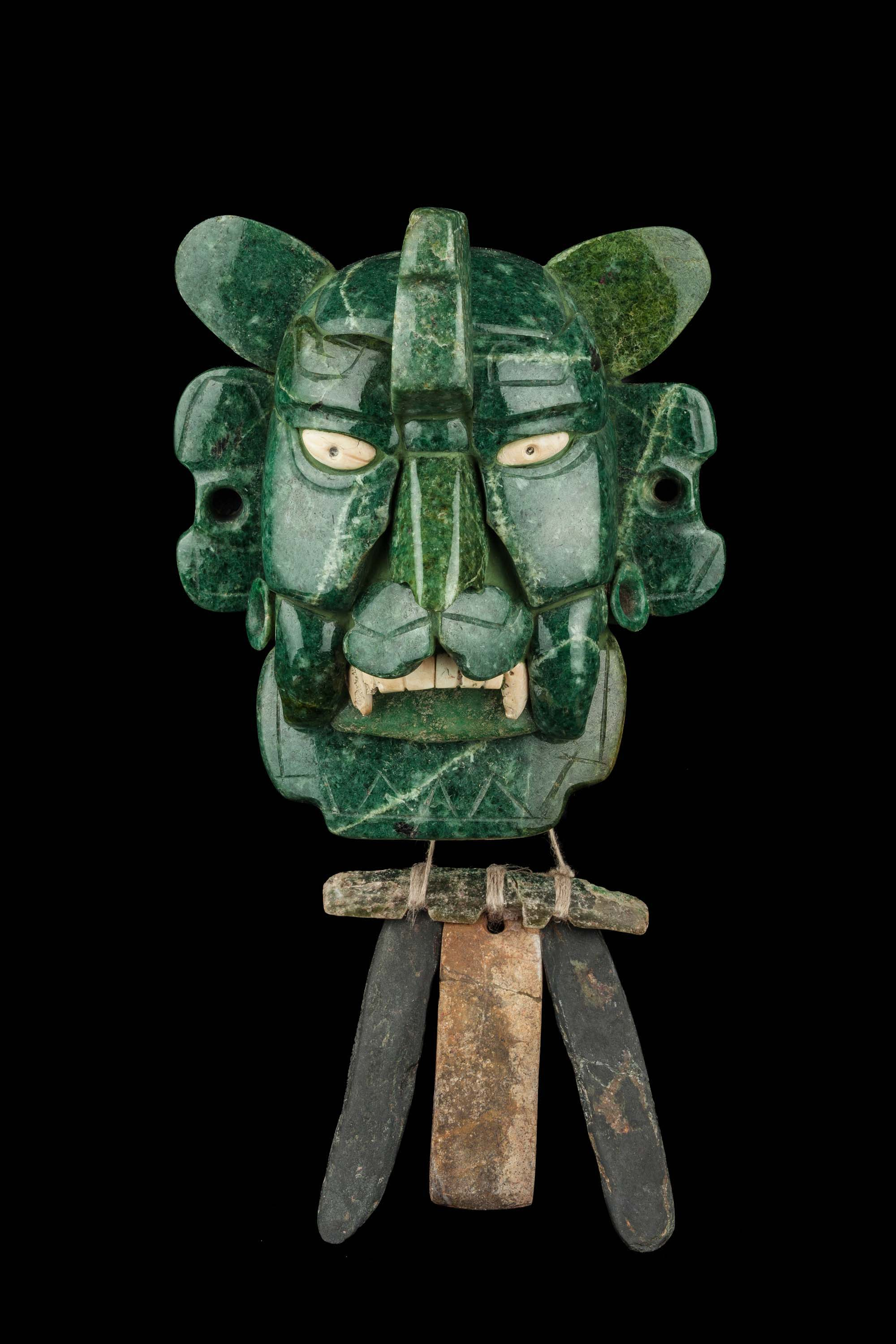
Máscara del Dios murciélago
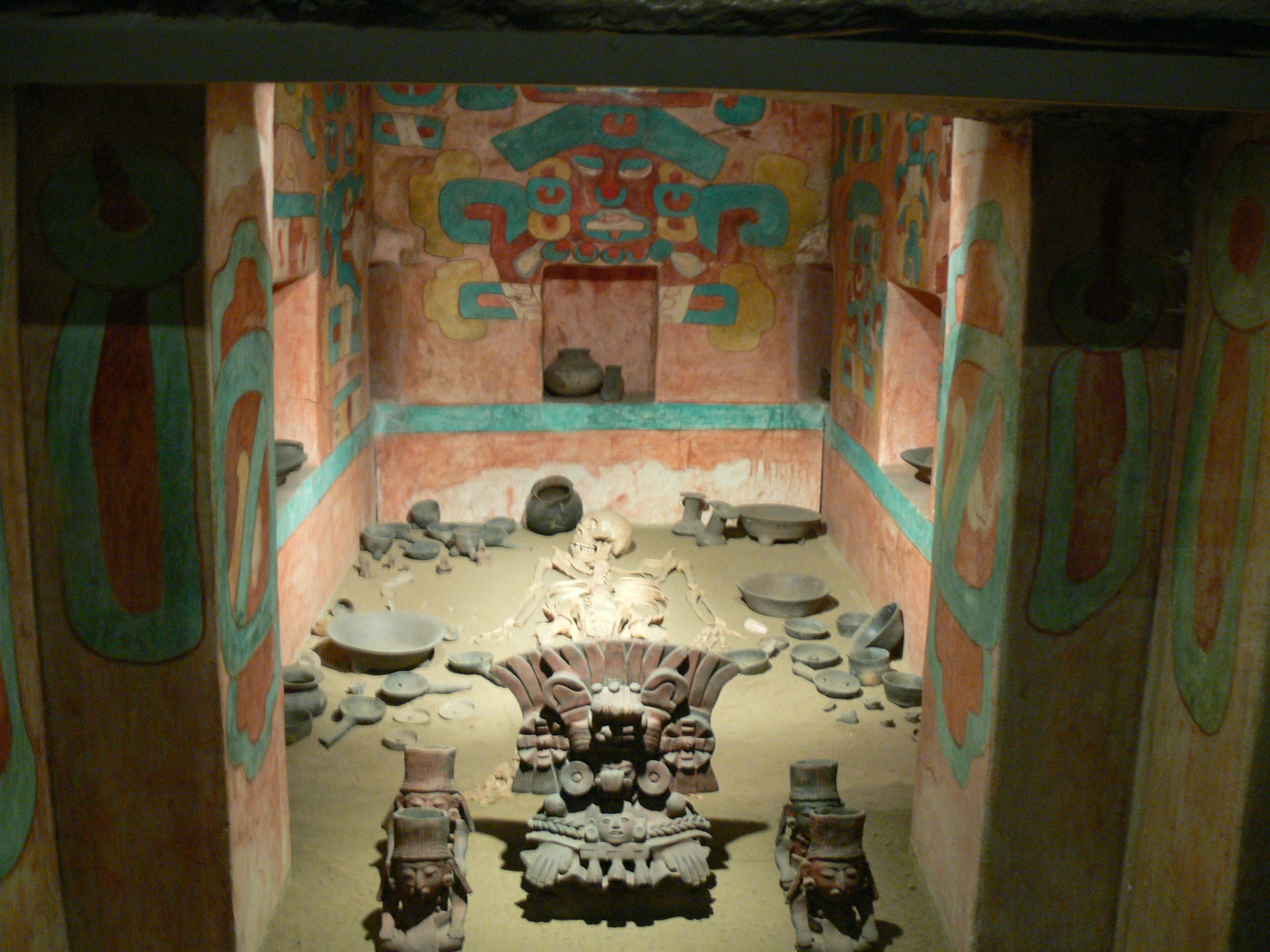
Reproducción de la Tumba 105 de Monte Albán
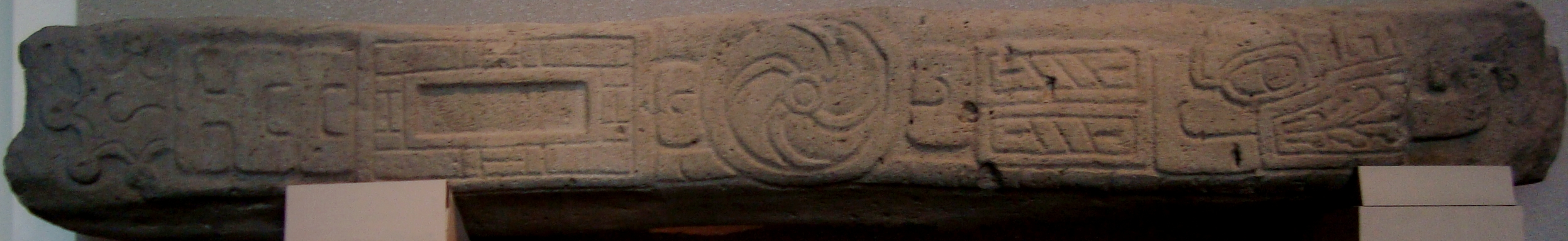
Dintel de Cerro de las Minas
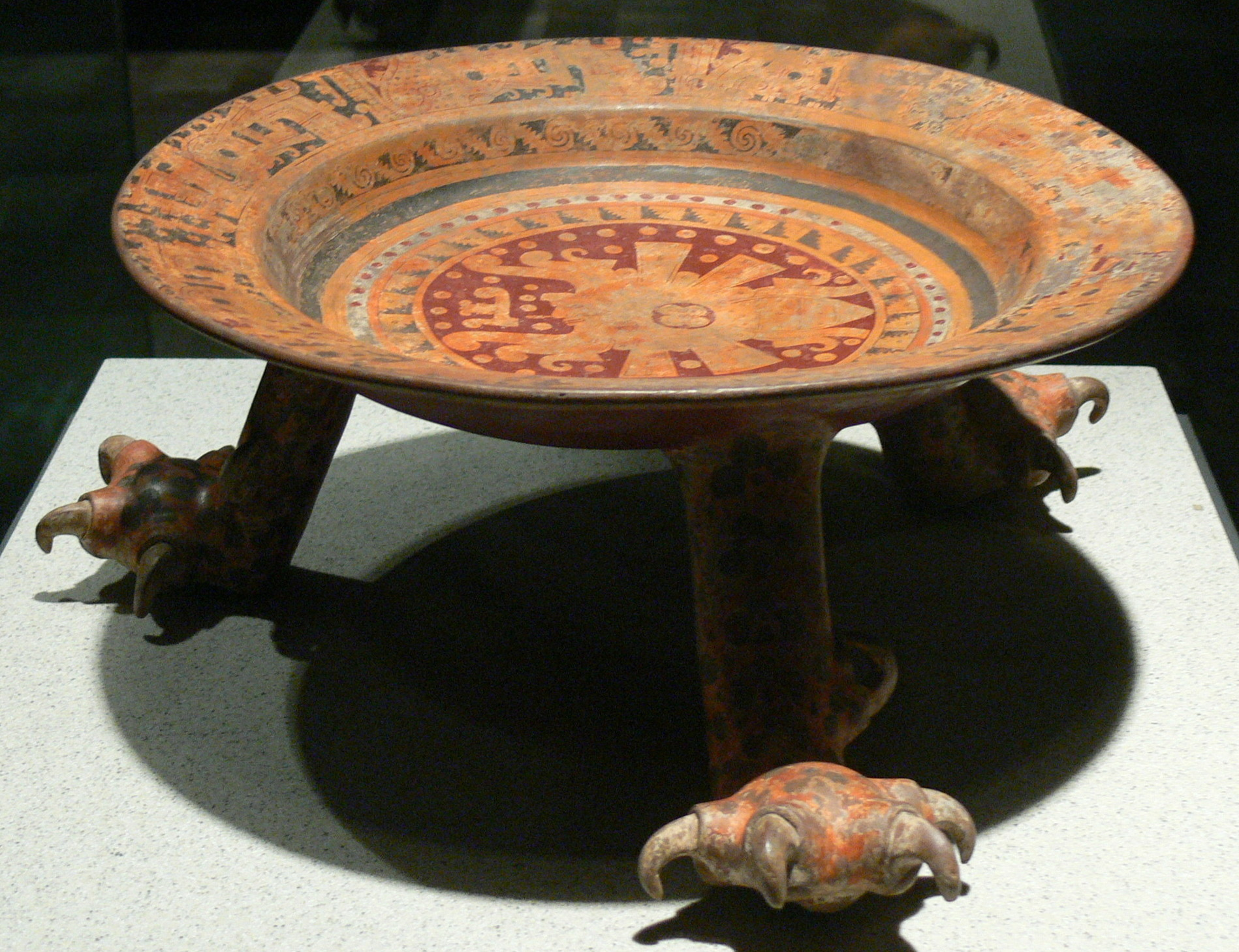
Plato de Zaachila
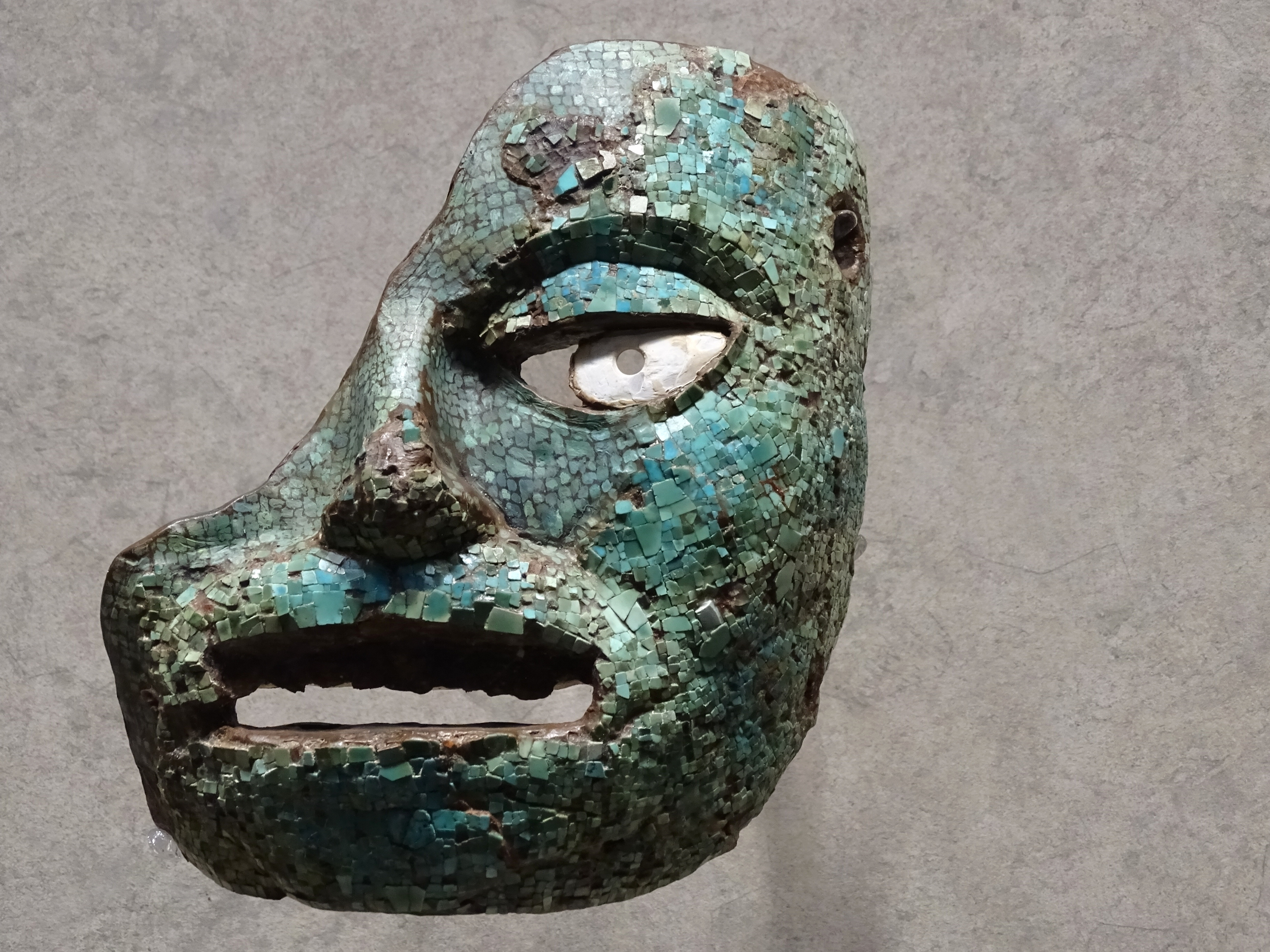
Máscara recubierta de turquesa.
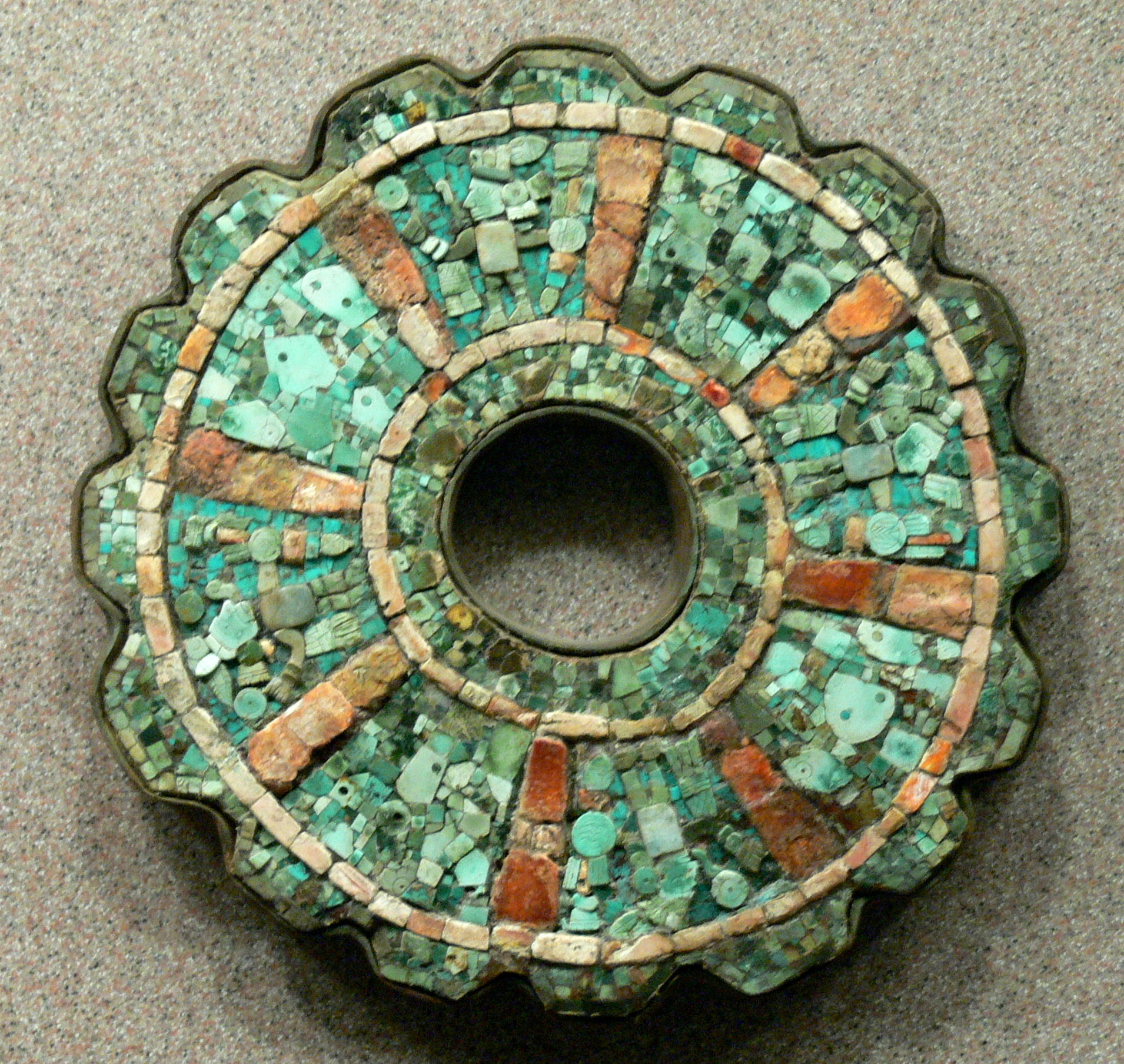
Disco de turquesa
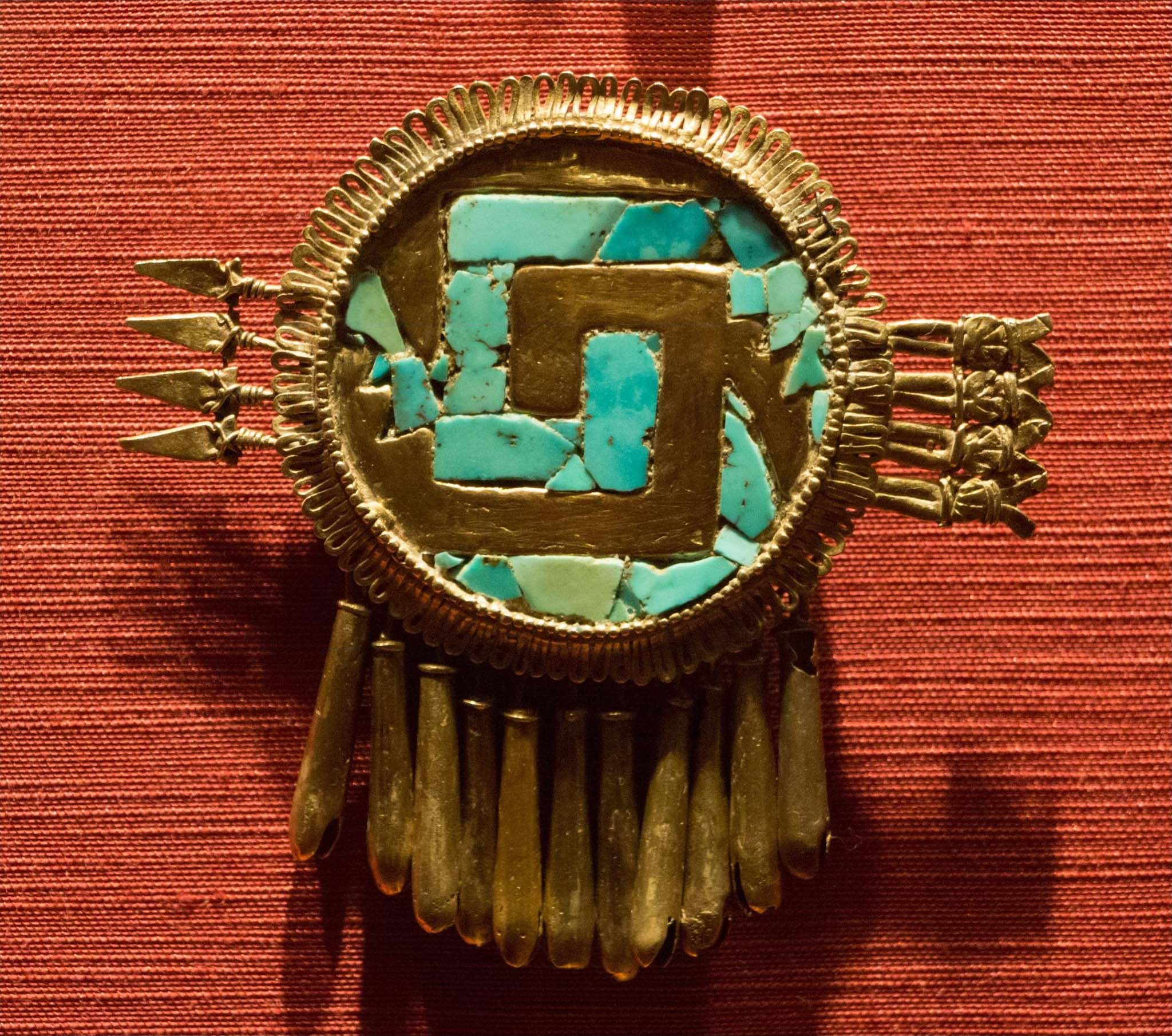
Pectoral mixteco de oro y turquesa, Escudo de Yanhuitlán
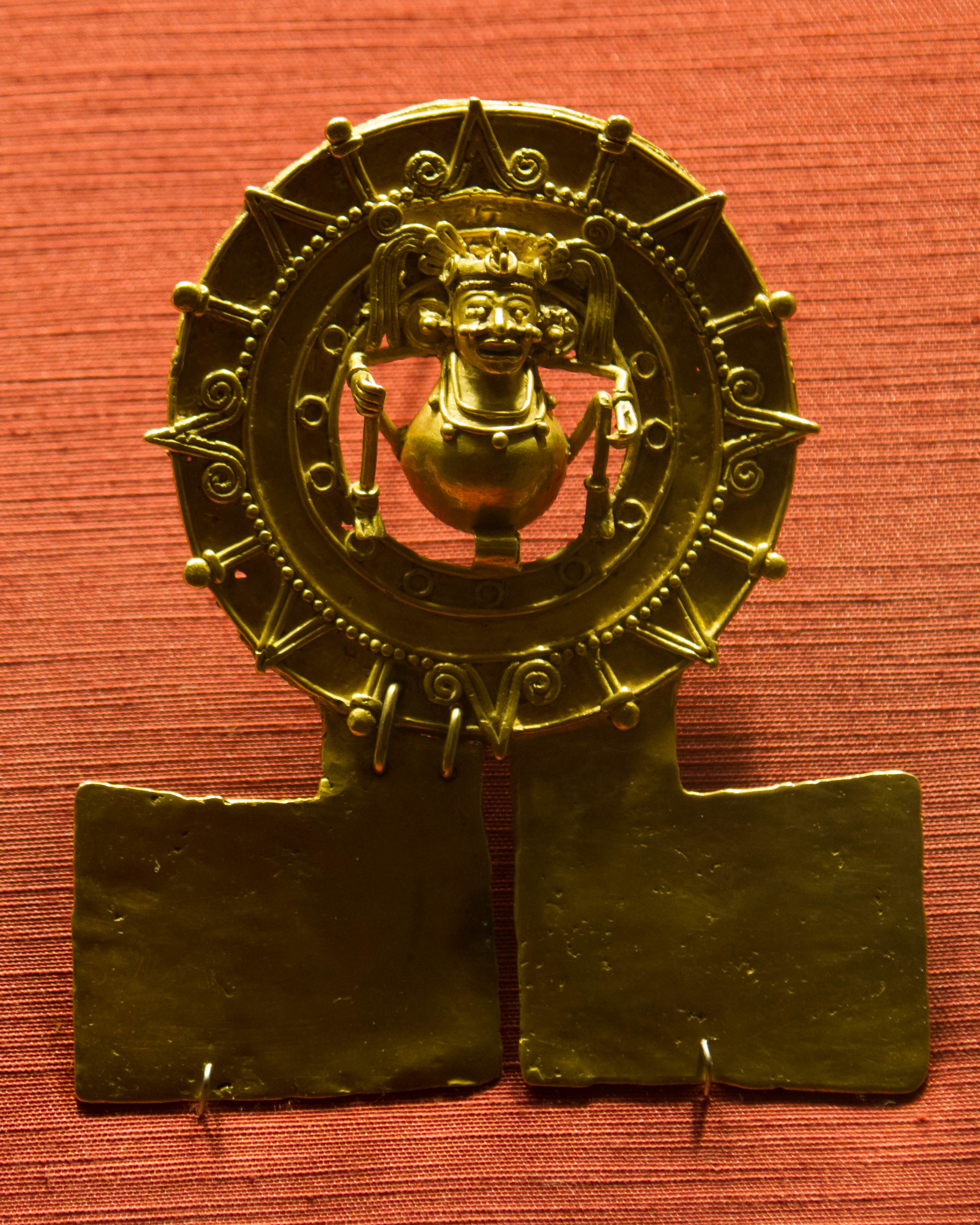
Pectoral del Dios solar
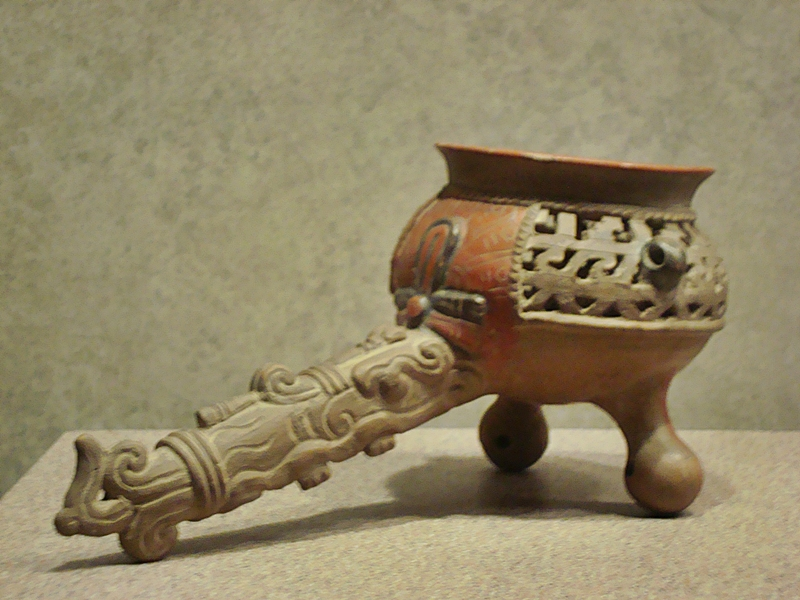
Sahumador mixteco
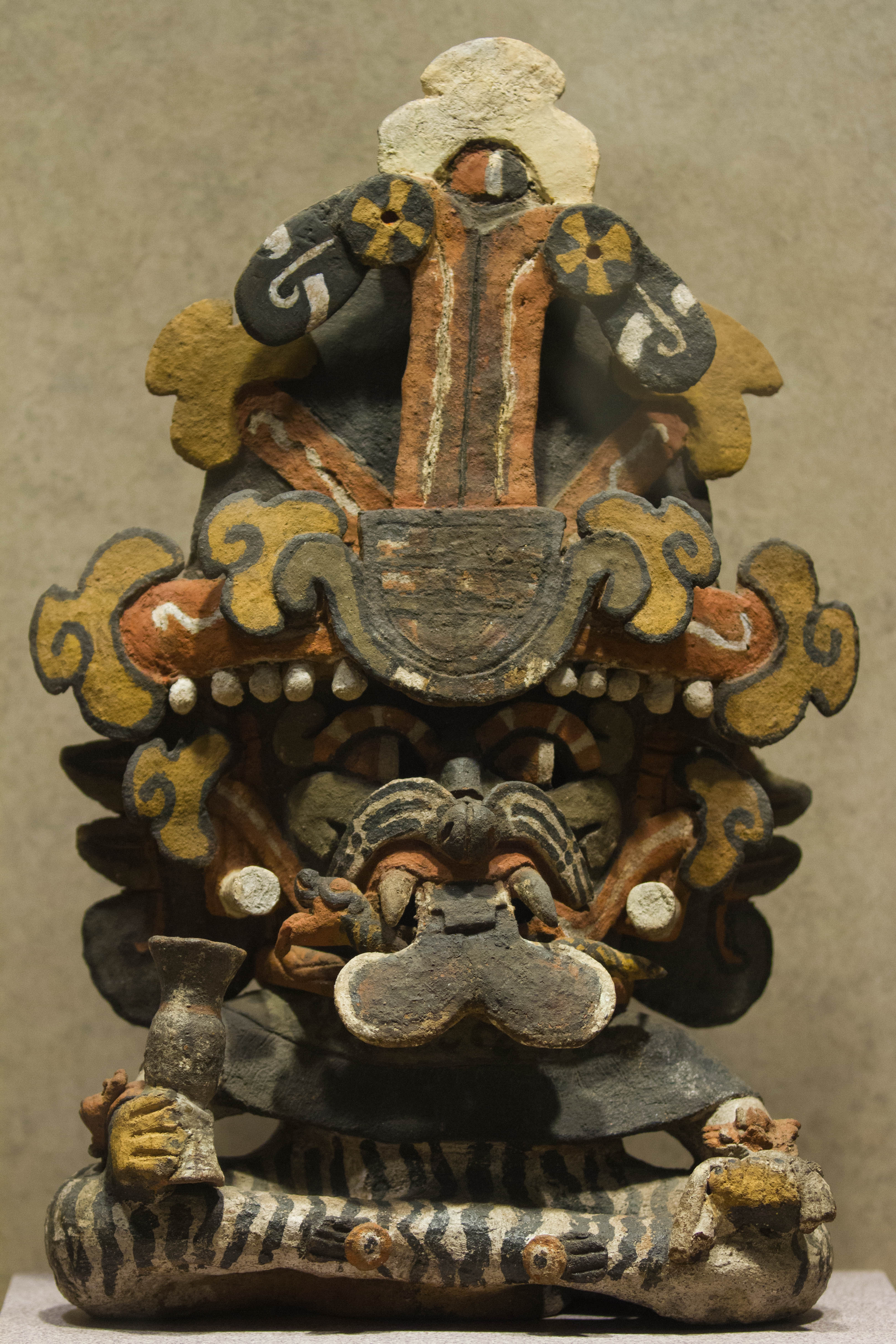
Escultura del Dios Cocijo

### Sala 8: Culturas de la Costa del Golfo de México
El área cultural de la Costa del Golfo fue una amplia región que abarcó los
actuales estados de Veracruz, el noroeste de Tabasco, el sur de Tamaulipas y
partes de Querétaro, Hidalgo y San Luis Potosí. En términos generales puede dividirse en tres grandes áreas culturales: la zona olmeca, el norte-centro de
Veracruz y la Huasteca.
Durante el Preclásico medio, en la Costa del Golfo se desarrolló la cultura olmeca, la cual se caracterizó por la talla de grandes esculturas monolíticas conocidas como cabezas colosales, columnas basálticas para la elaboración de altares; el uso del jade en diferentes objetos ceremoniales y por una iconografía distintiva íntimamente relacionada con el jaguar como la cejas flamígeras, bocas con las comisuras hacia abajo, garras estilizadas de jaguar y
la frente de sus personajes con una hendidura central en forma de “V”. Estos
rasgos han permitido a los especialistas definir los objetos que presentan esta
iconografía como de estilo olmeca, cuya difusión e influencia llegó a regiones
culturales fuera del área, principalmente, en el centro de México y Oaxaca.
Recientes estudios proponen que los habitantes de San Lorenzo, La Venta y
Tres Zapotes, sitios considerados como el área nuclear olmeca, pertenecieron
a pueblos de lengua mixe-zoque.
En sección de la sala dedicada a la cultura Olmeca, se exhiben dos Cabezas
Colosales, objetos elaborados en piedra verde, área en la que los olmecas
destacaron técnica y estilísticamente; diversos objetos de cerámica y algunos
de madera, como los bustos encontrados en El Manatí, Veracruz.
Desde el periodo Preclásico tardío (400 a. C.-200 d .C.) y posteriormente
durante el Clásico (200-900 d. C.), el Centro-norte de Veracruz concentró una
mayor población y muchos de sus centros urbanos comenzaron a
desarrollarse. Destacan sitios como Remojadas, El Zapotal y El Tajín (cuyo
auge se presentó a partir del año 900 d. C.). De este momento cultural, destacan
las figurillas conocidas como “Caritas sonrientes”. En esta época se desarrolla
el complejo distintivo denominado “yugo-palma-hacha”, estos objetos fueron
tallados en piedra y se les ha relacionado con el juego de pelota y los ritos
funerarios.
La última parte de la sala está dedicada a exponer la cultura huasteca, que
tuvo una mayor presencia a finales del Clásico y durante el Posclásico (900-
1521 d. C.). La Huasteca es un territorio con una gran variabilidad geográfica -
costas, selvas, zonas semi-desérticas y sierras- que abarca el norte de
Veracruz, sur de Tamaulipas y partes de San Luis Potosí, Querétaro e Hidalgo.
Distintivo de esta cultura son las obras escultóricas, las cuales se caracterizan por realizarse en lajas de piedra arenisca, generalmente tratándose de deidades, con un carácter hierático y rígido debido a que los lapidarios debían sujetarse a las dimensiones de la laja. Los huastecos trabajaron magistralmente diferentes especies de conchas, logrando finos objetos, entre los que sobresalen los pectorales con complejas escenas históricas y
mitológicas.

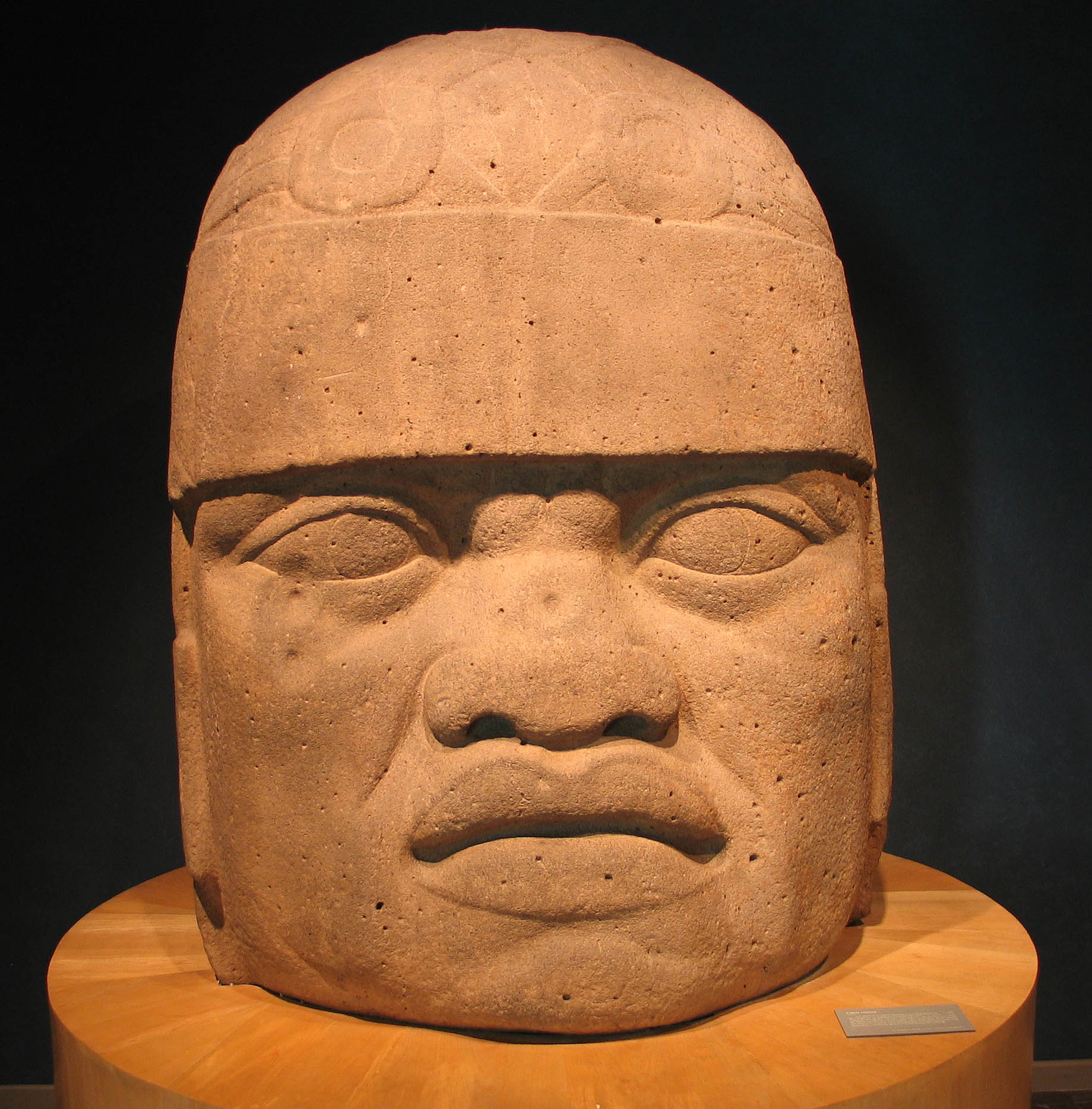
Cabeza colosal 6 de San Lorenzo
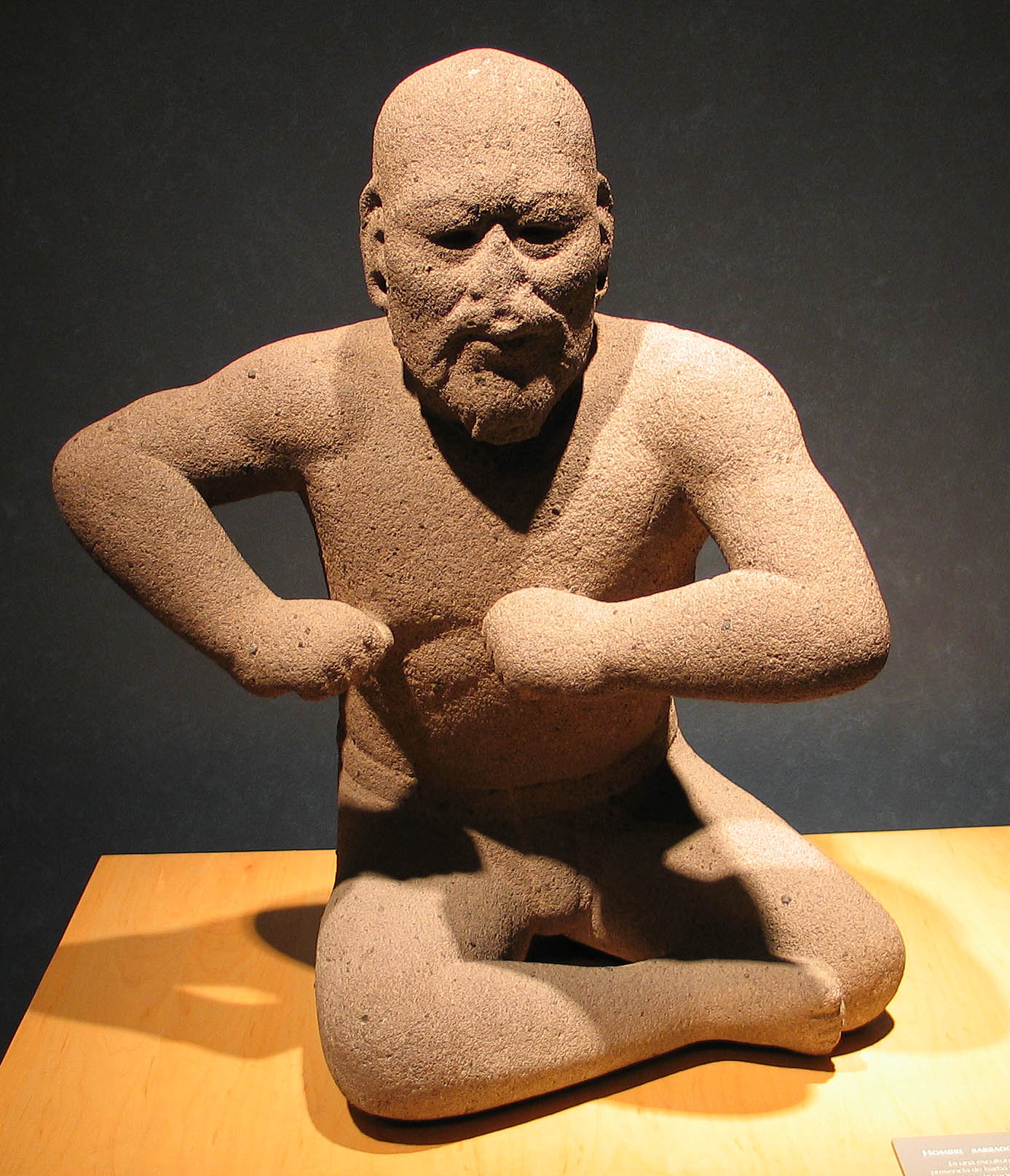
Escultura de El luchador
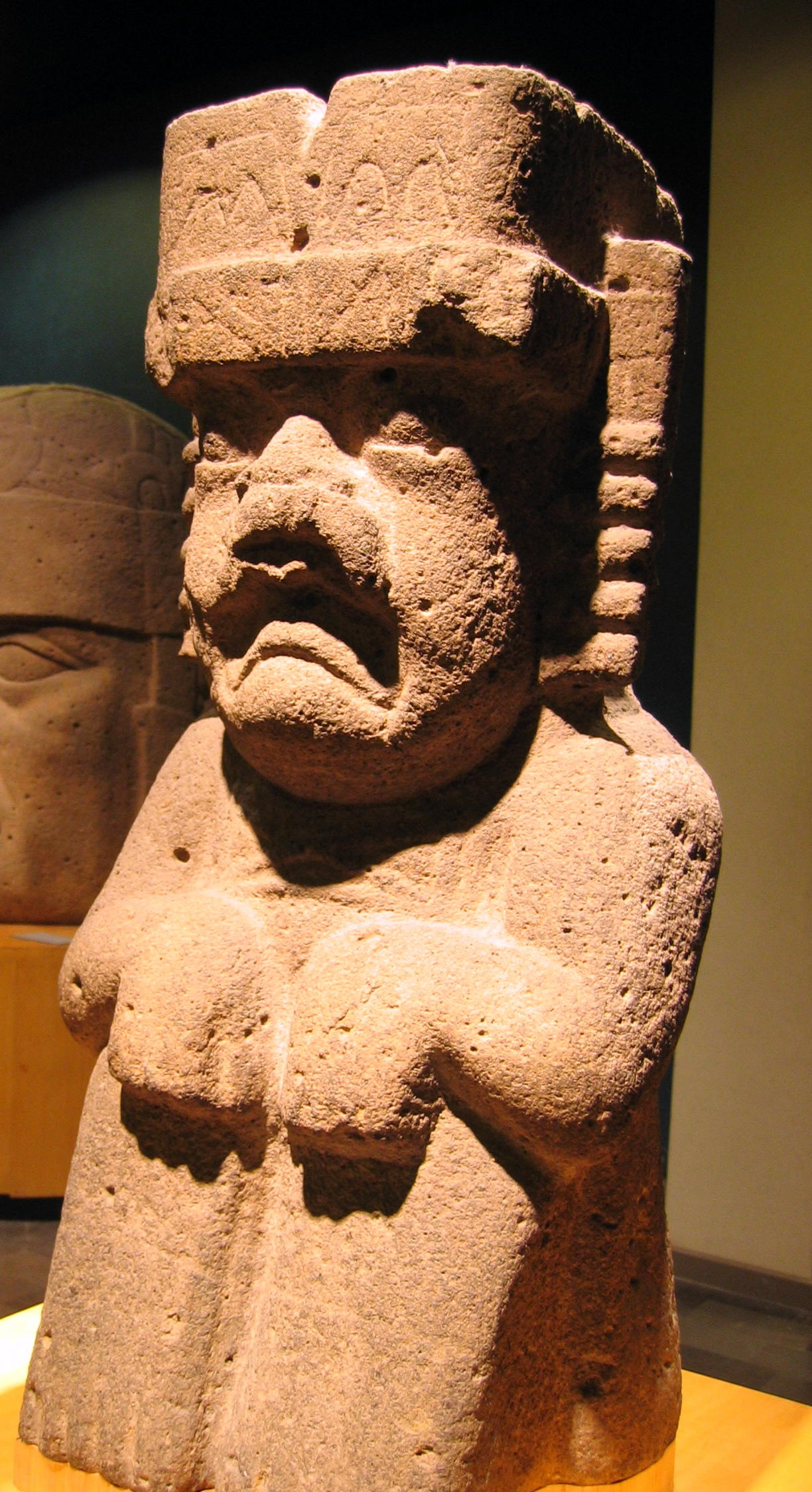
Escultura de Jaguar humanizado
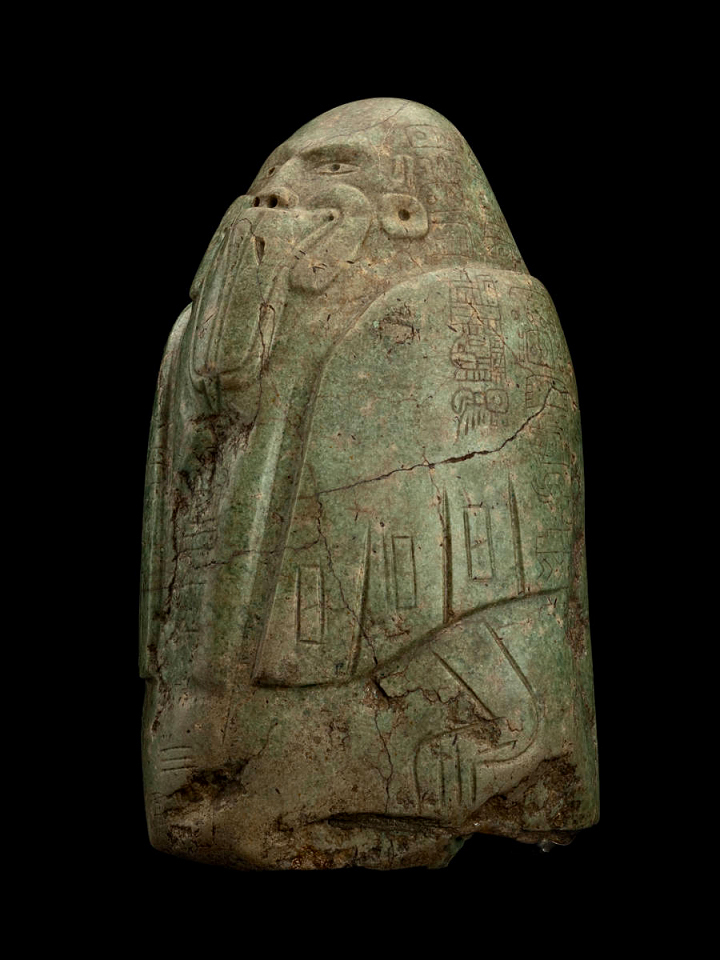
Estatuilla de Tuxtla
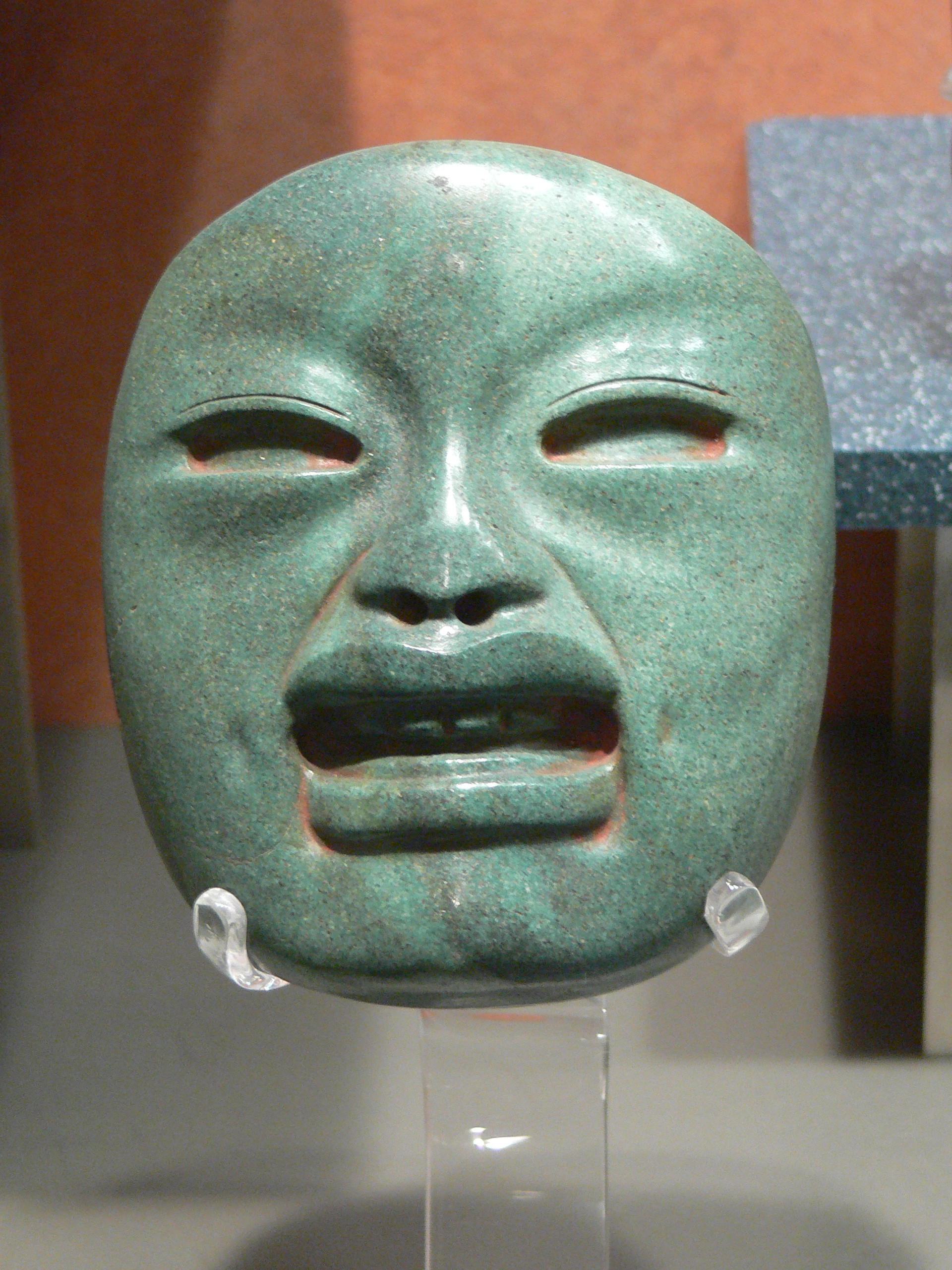
Máscara de jade
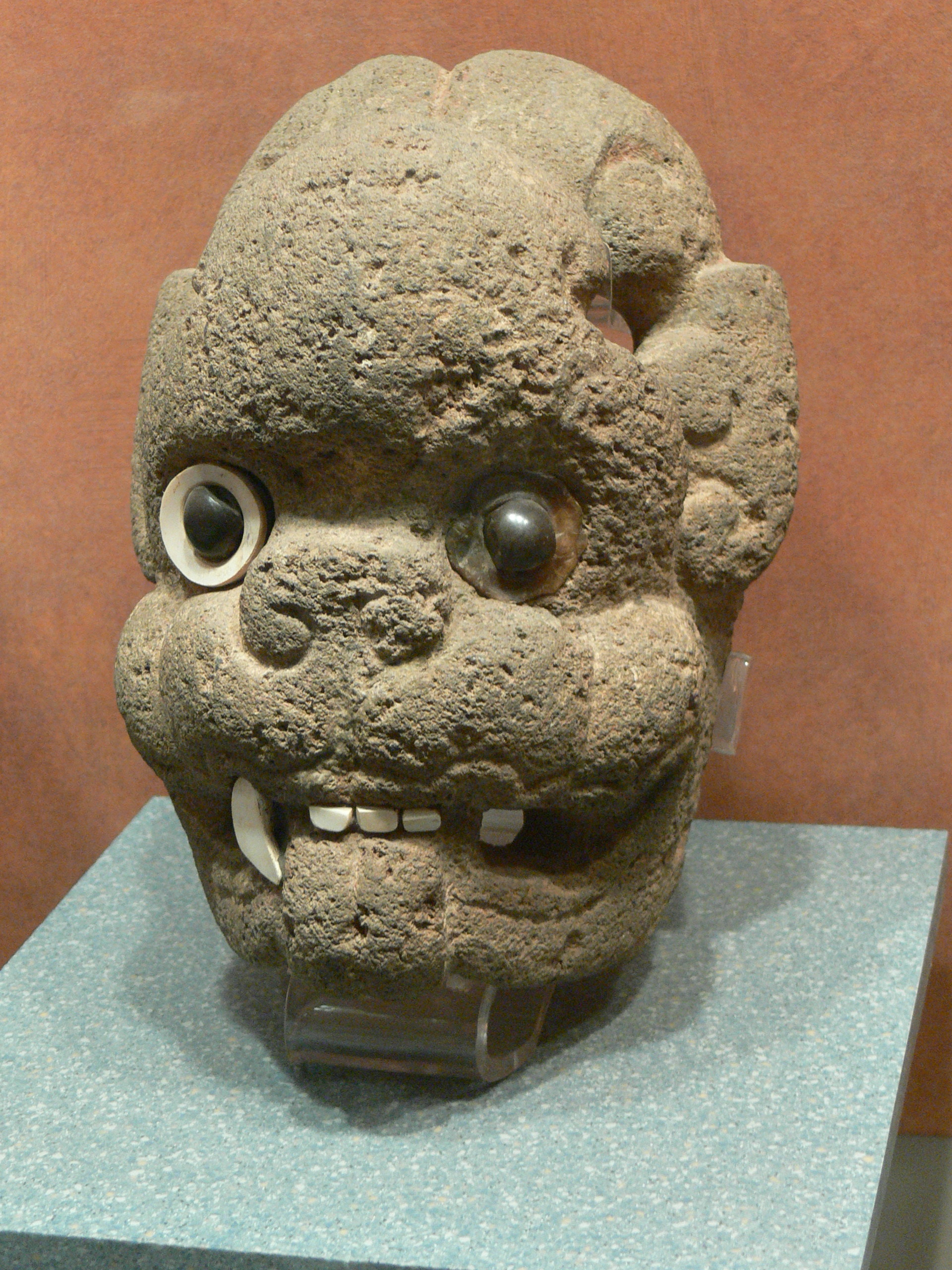
Máscara olmeca
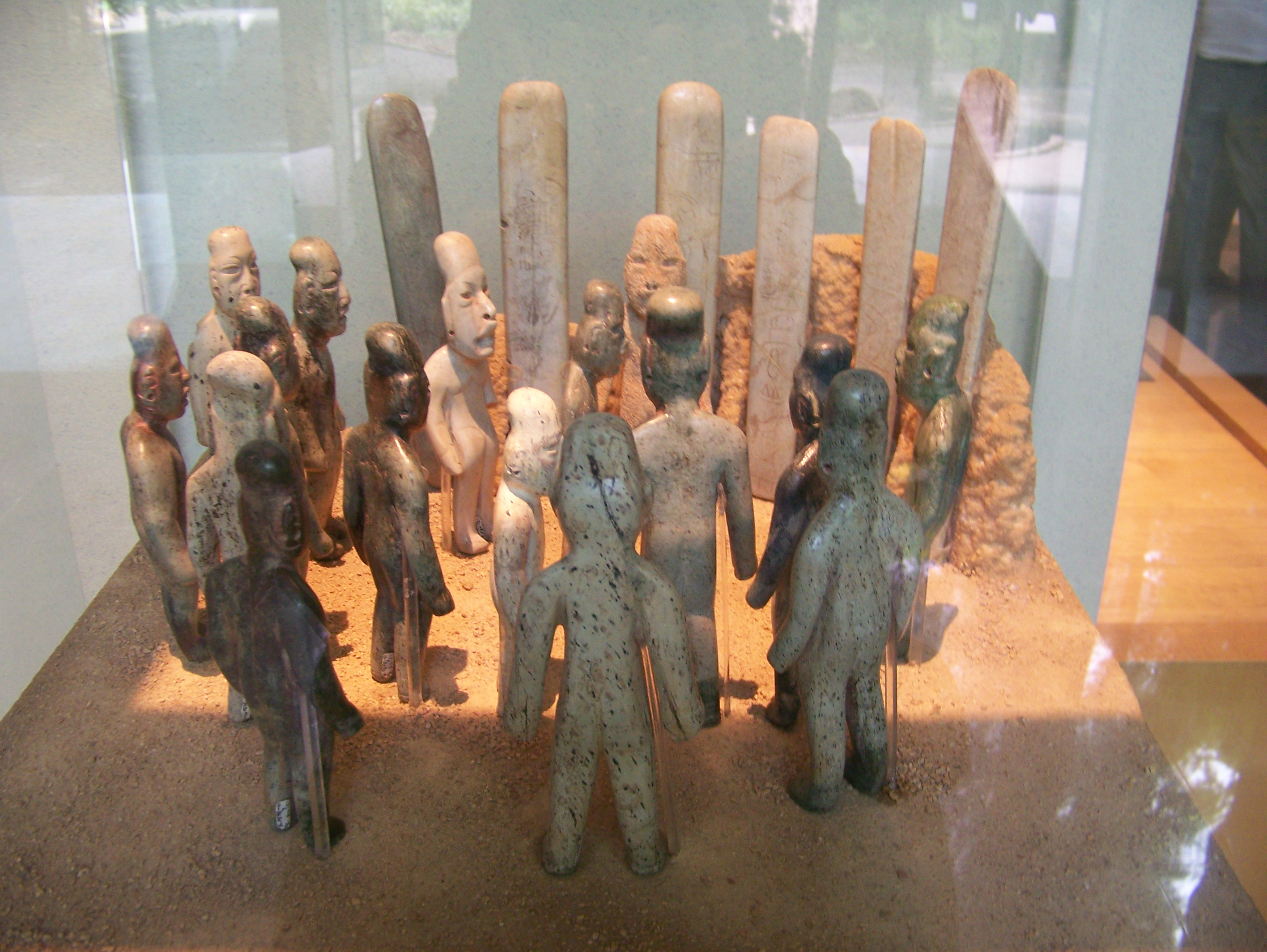
Ofrenda 4 de La Venta
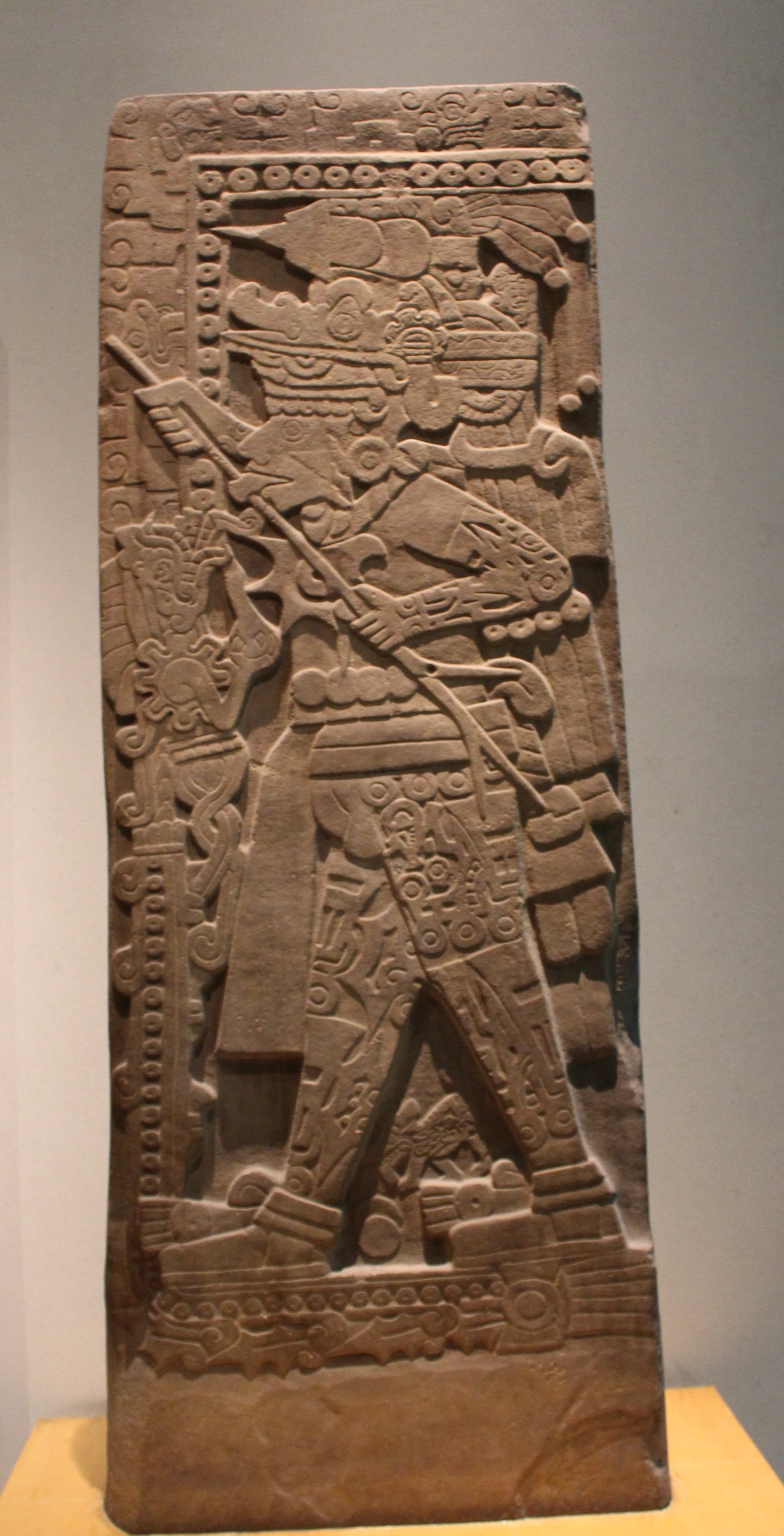
Estela de Huilocintla
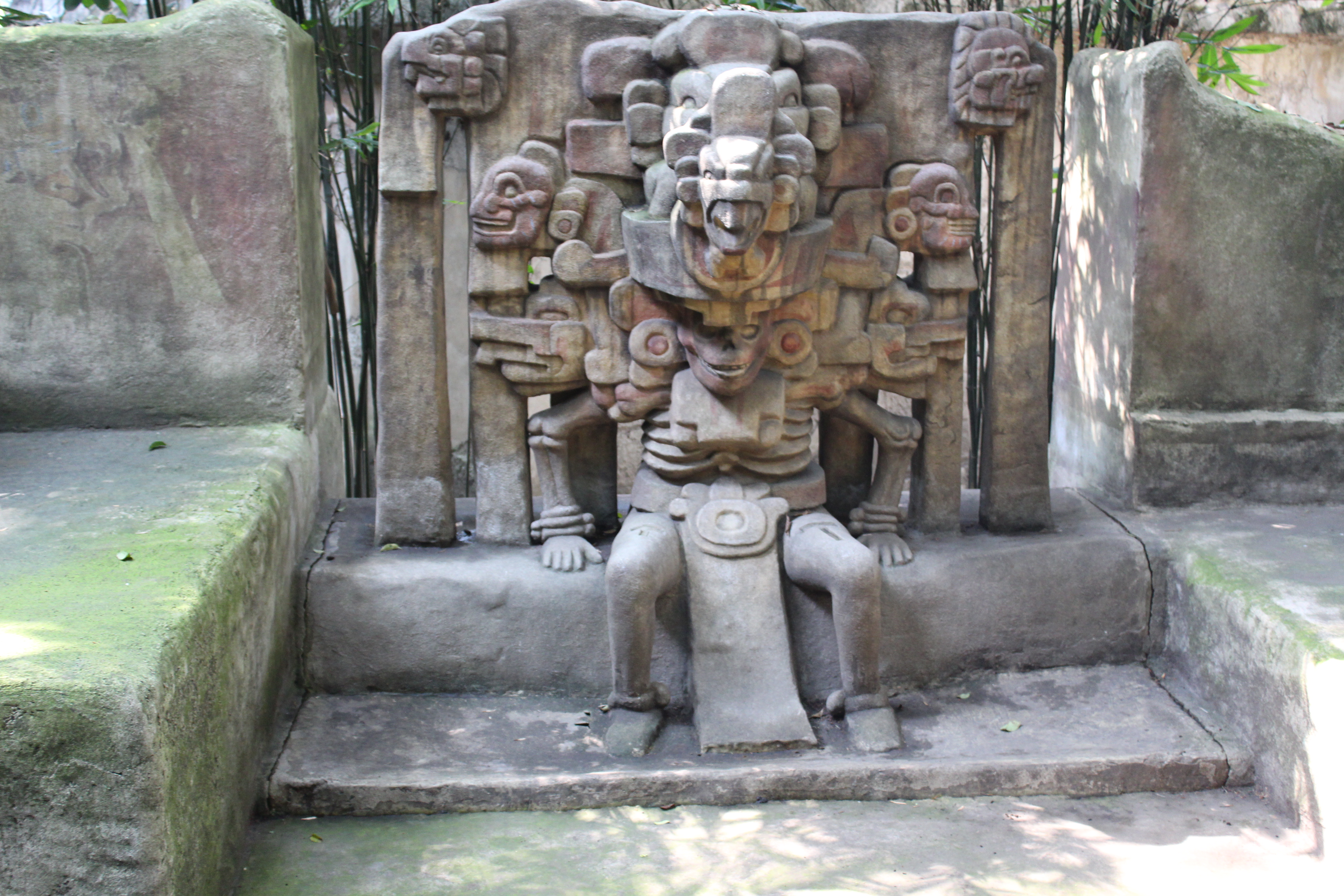
Reproducción de la escultura de Mictlantecuhtli en El Zapotal
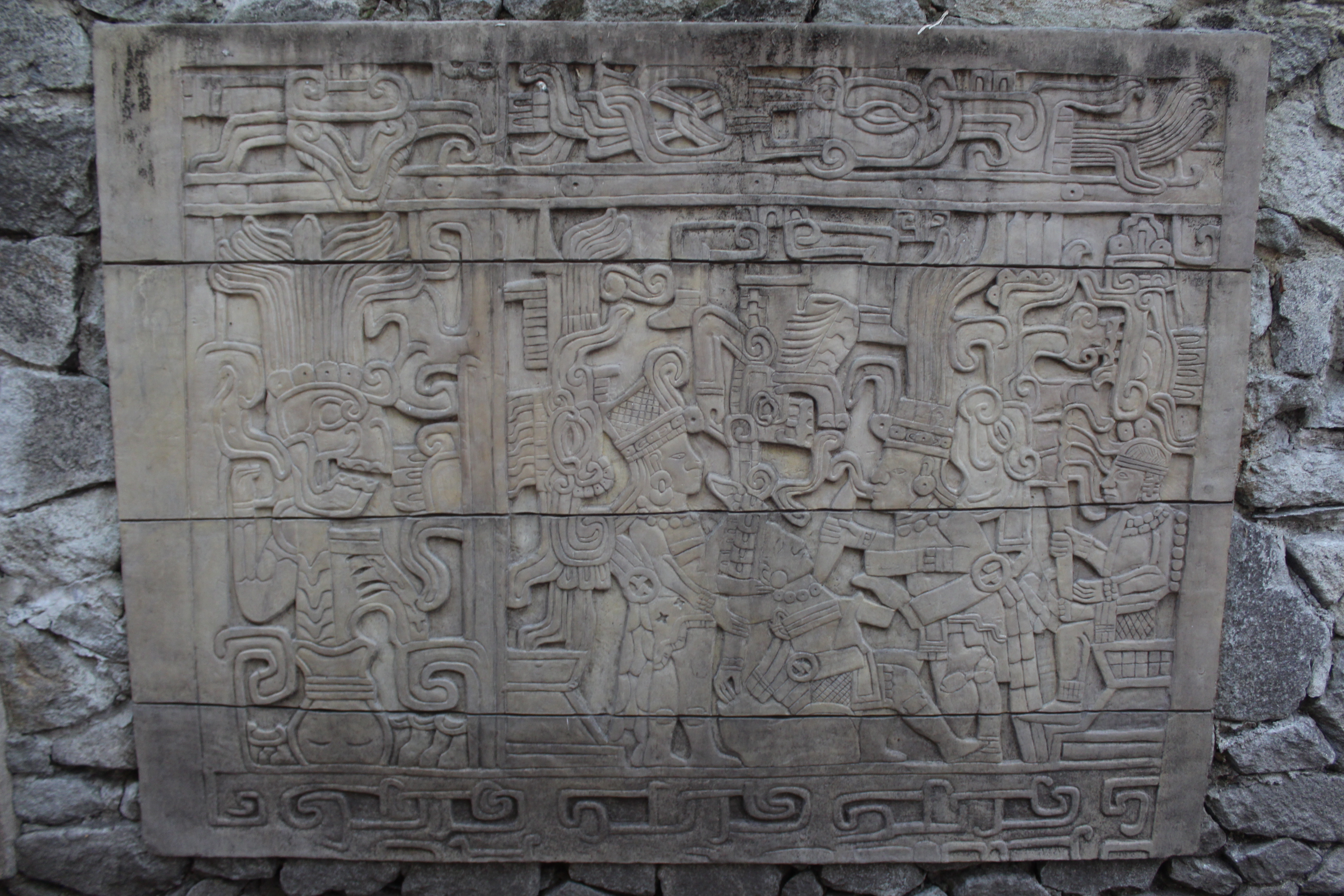
Reproducción del relieve del juego de pelota sur de El Tajin
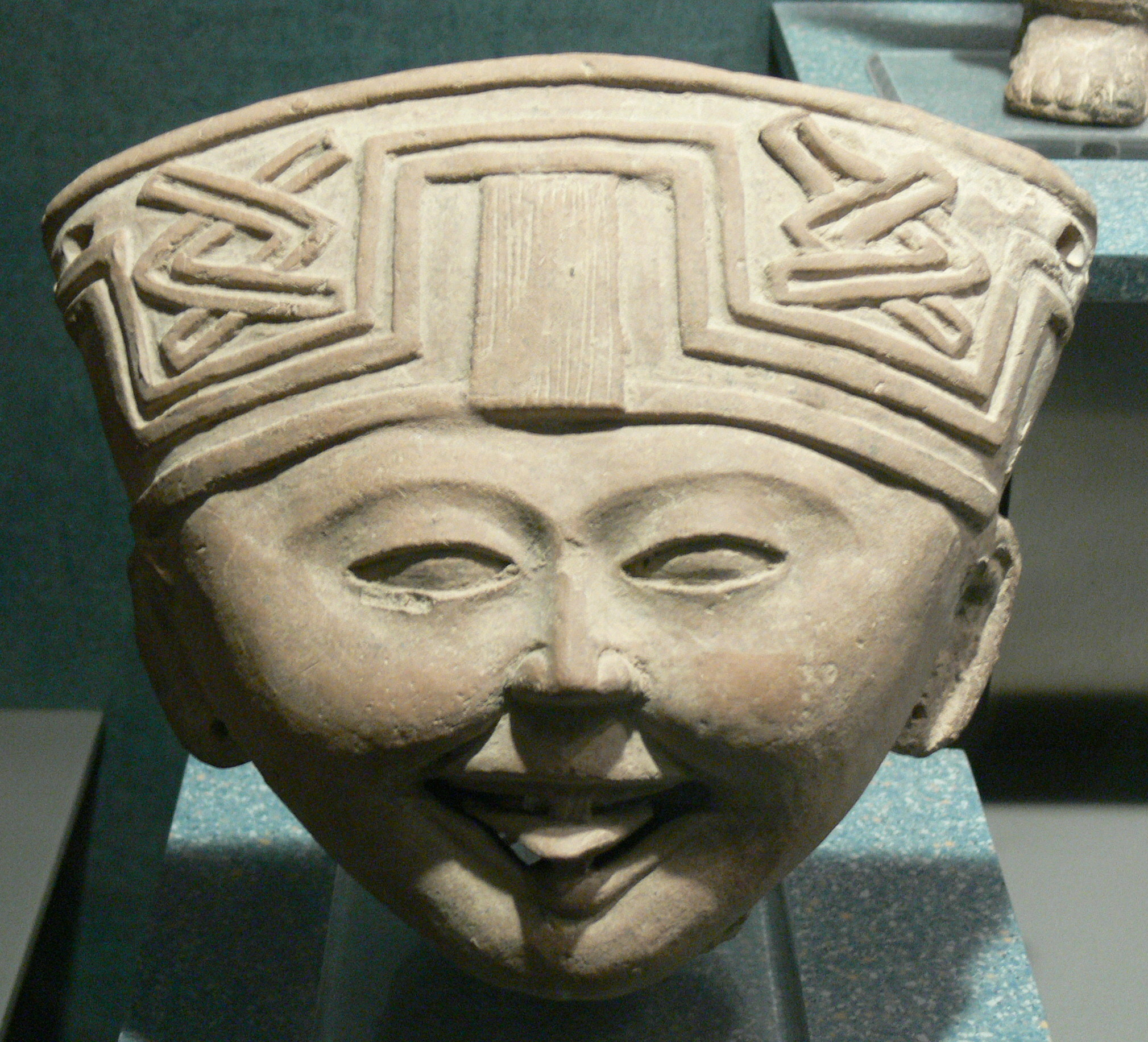
Máscara sonriente
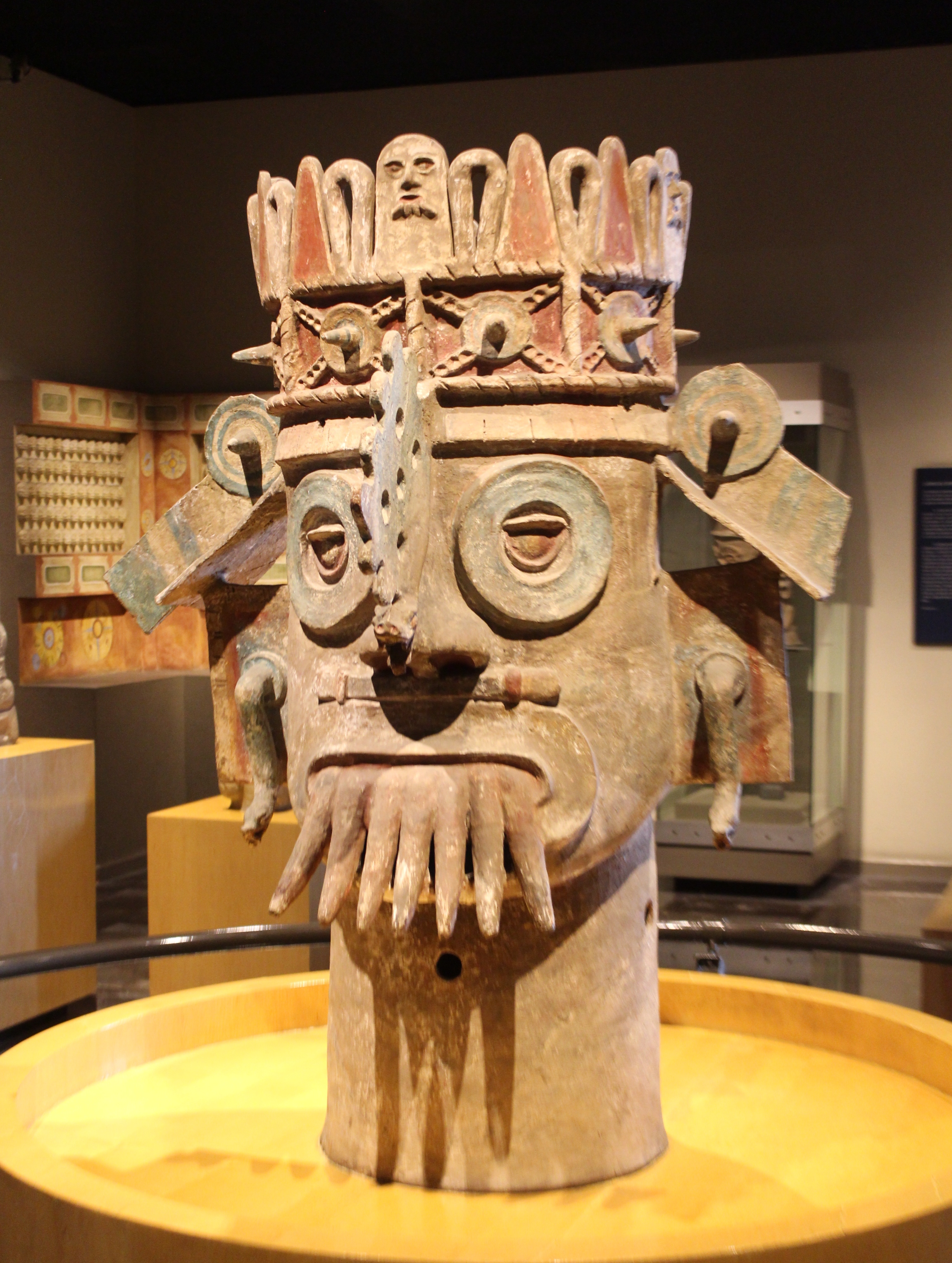
Tlaloc huasteco
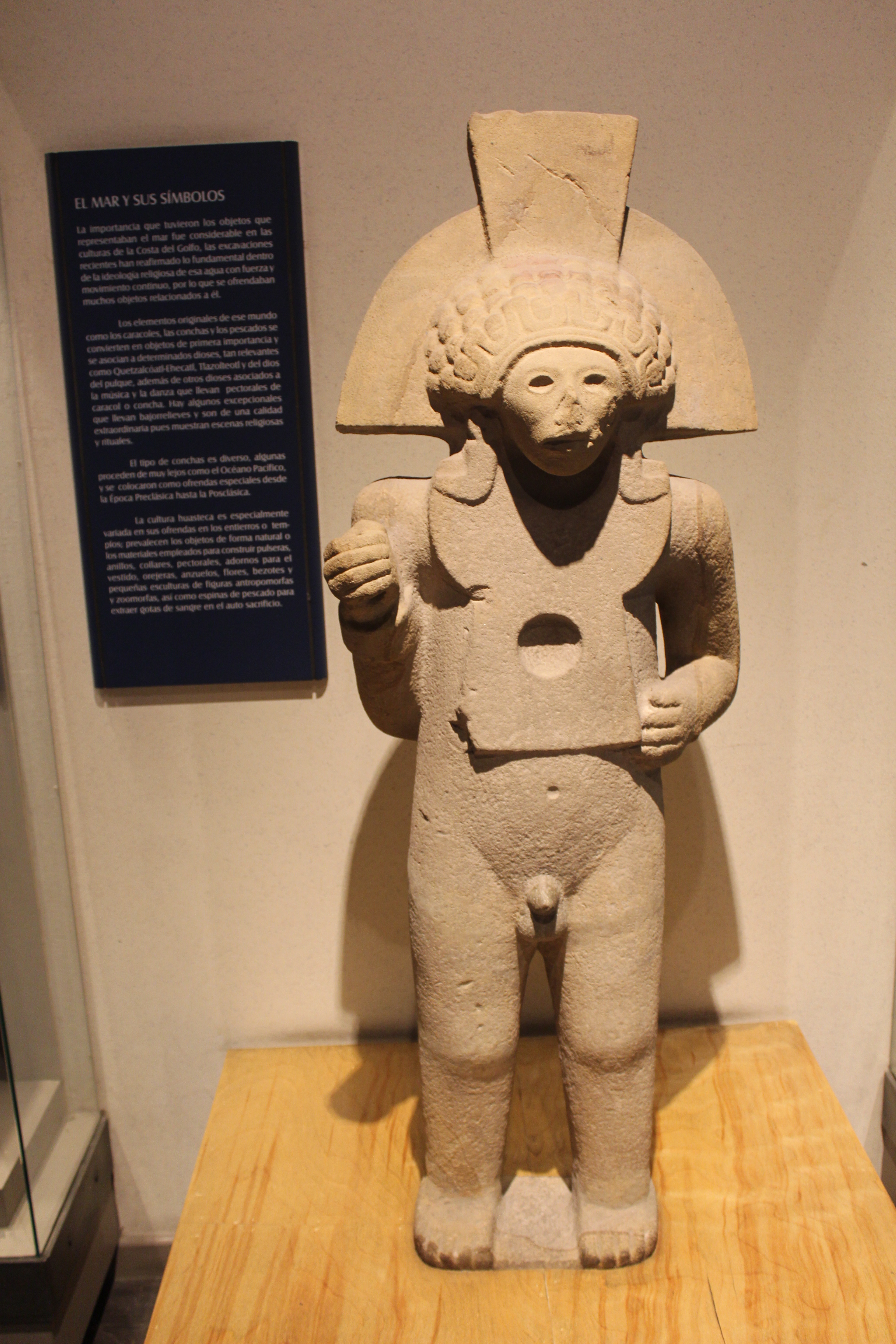
Escultura huasteca

### Sala 9: Maya
Una de las diversas culturas  de la antigua Mesoamérica fue la maya. Ubicada en un enorme territorio que comprende los actuales estados de Chiapas, Tabasco, Campeche, Yucatán y Quintana Roo en México y los países de Guatemala, Belice, Honduras y parte de El Salvador. Estos grupos lograron desarrollar un complejo sistema de escritura, un calendario preciso y elaboraron algunas de las más exquisitas expresiones artísticas de nuestro pasado prehispánico.
Los mayas fueron producto de un larguísimo desarrollo cultural que inició hacia el año 2000 a. C. (inicios del periodo Preclásico). Alrededor del año 1500 a. C., la franja costera del Pacífico de Chiapas atestiguó el desarrollo del estilo Izapa, algunos de cuyos rasgos fueron incorporados, posteriormente, por los mayas. Uno de estos elementos es lo que se ha denominado el conjunto altar-estela,
que se puede observar al inicio de la visita por la sala. También se gestaron ciertos patrones iconográficos que fueron comunes durante el periodo Clásico (200-900 d. C.).
Uno de los aspectos importantes de estos grupos fue el desarrollo de un complejo sistema de organización social, reflejado en su cultura material, como observamos en varias de las piezas de esta sala.
Se inicia con la visión esquemática de la pirámide social, integrada por una serie de figurillas de cerámica recuperadas durante los trabajos de exploración en la Isla de Jaina, Campeche. Las antiguas ciudades de cierta importancia en su ámbito regional, tenían a la cabeza al k’uhul ajaw (Señor sagrado), personaje que generalmente accedía al poder por medio de la herencia. Debajo de él había un grupo de servidores públicos, como guerreros, sacerdotes, administradores, comerciantes, artistas y arquitectos, entre otros, que formaban parte de la nobleza y los linajes dinásticos, algunos incluso eran familiares del propio gobernante. Todos ellos sostenidos por un amplio sector de campesinos y artesanos que dedicaban gran parte de su tiempo a producir alimentos y aquellos objetos que se utilizaban en la vida cotidiana.
Una parte significativa de las manifestaciones artísticas que se plasmaron en monumentos esculpidos, tuvieron como propósito la propaganda política. En estelas, dinteles, vasijas y otros formatos, los gobernantes fueron retratados practicando rituales, ejecutando bailes, o bien como guerreros sometiendo cautivos y manifestando su poder real mediante atuendos sumamente elaborados que incluían tocados de plumas, barras ceremoniales, cetros en forma de dioses y joyas. Algunos gobernantes fueron tan poderosos que su influencia perduró tras su muerte. Ejemplo de lo anterior fue la elaboración de magníficas tumbas como la del señor sagrado de Palenque, K’ihnich Janaab’ Pakal, descubierta en 1952 por el arqueólogo Alberto Ruz, tras dos años de exploraciones en el interior del Templo de las Inscripciones. El soberano fue enterrado en el interior de un sarcófago monolítico cerrado mediante una enorme losa. En ella se plasmaron escenas relacionadas con el mito de la muerte y resurrección del dios del maíz. En la tumba de K’ihnich Janaab’ Pakal se depositó una rica ofrenda con objetos de jadeíta, entre los que destaca una máscara que le cubría el rostro. Esta ofrenda y la construcción del templo dan cuenta del poder que alcanzaron los gobernantes mayas y pueden ser apreciadas en esta sala.

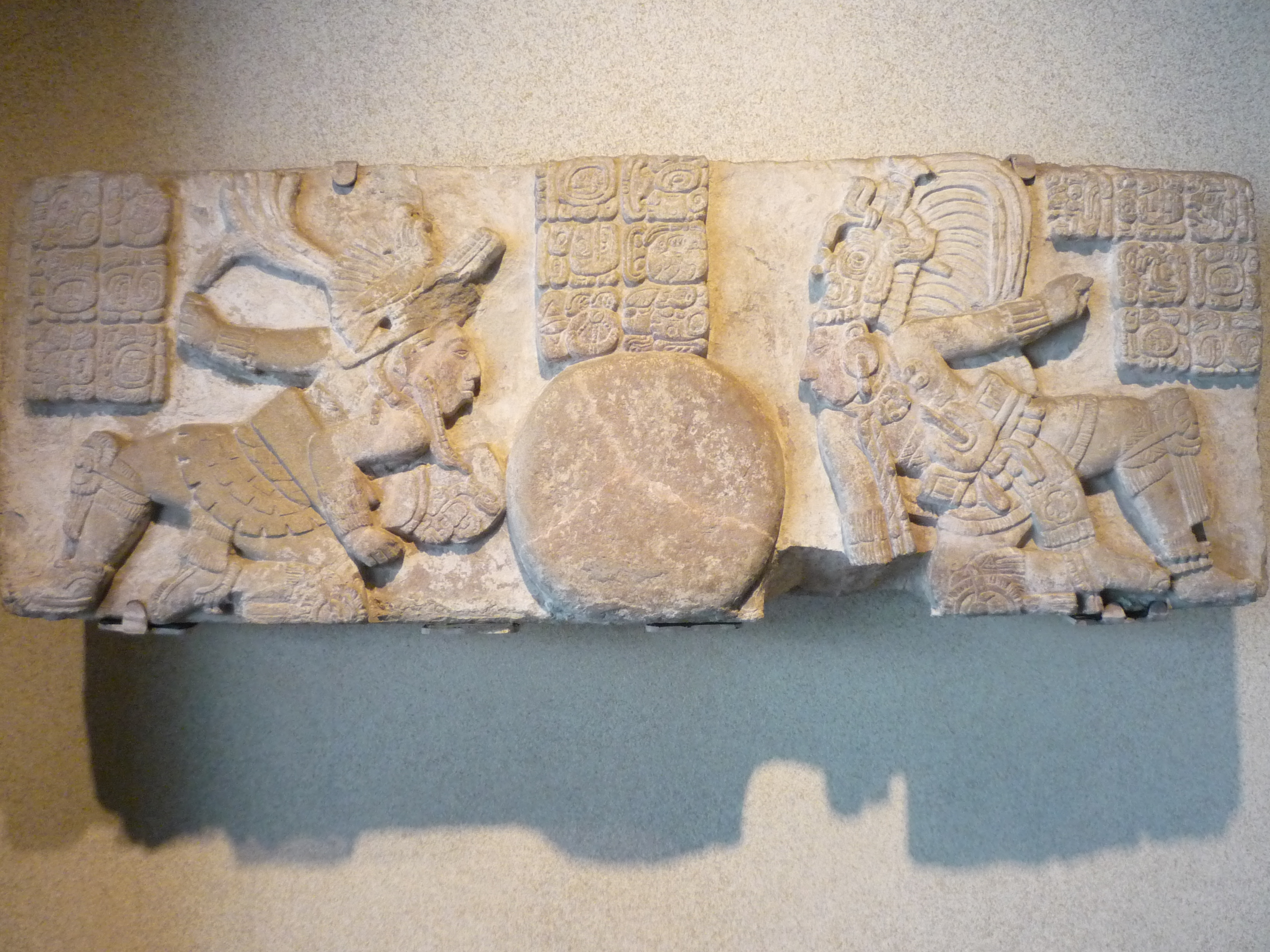
Relieve de Toniná
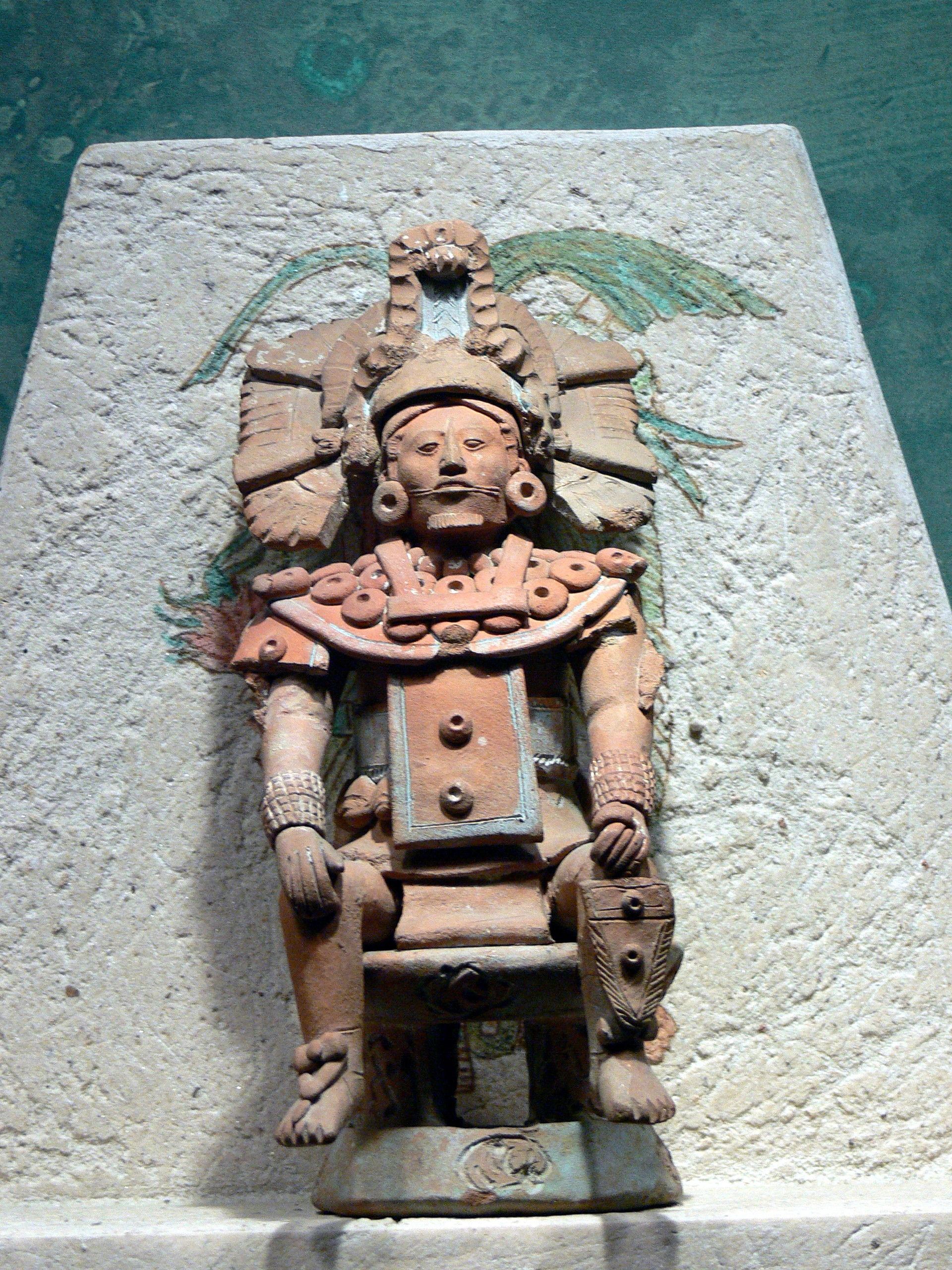
Cerámica de la isla de Jaina
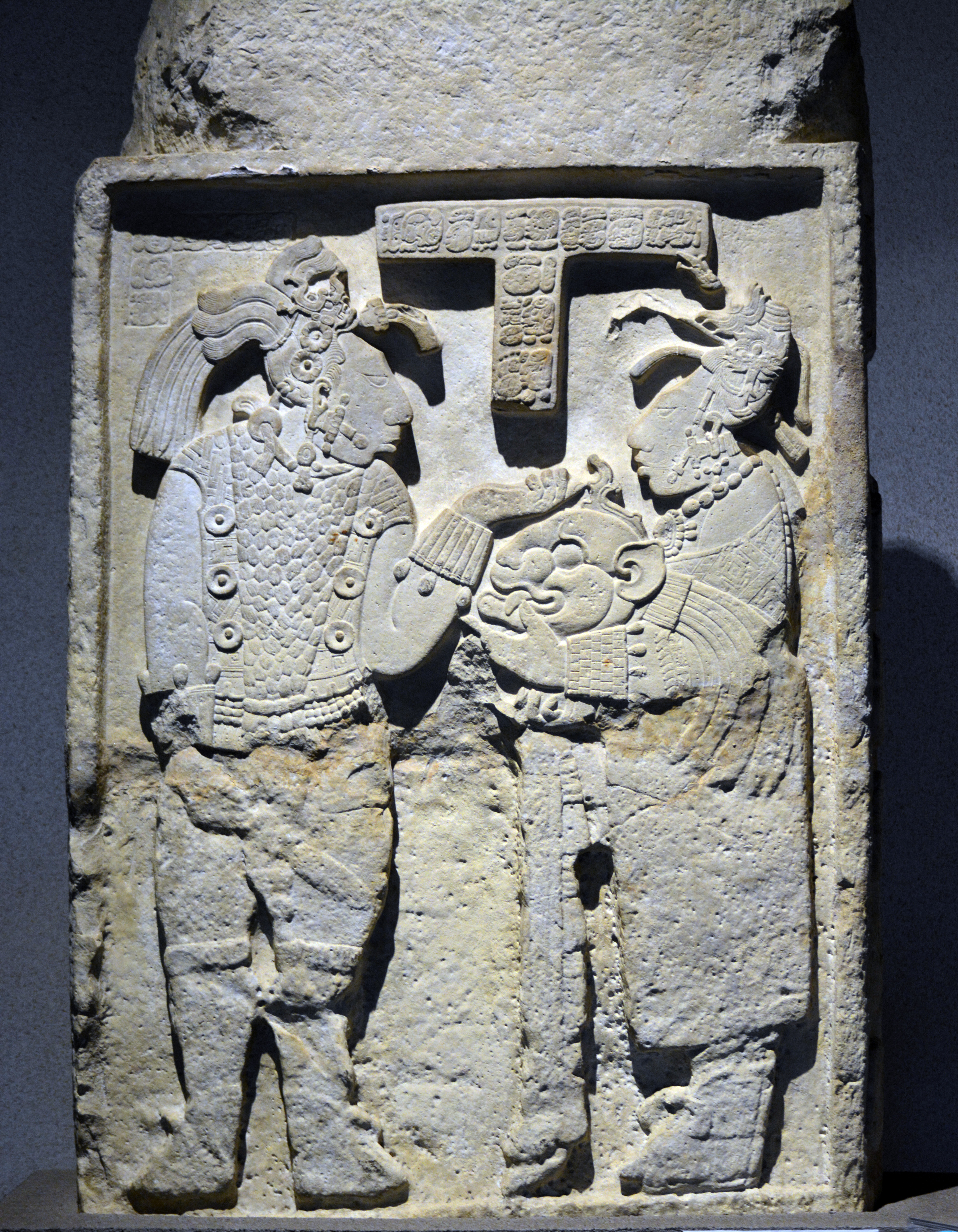
Dintel 26 de Yaxchilán
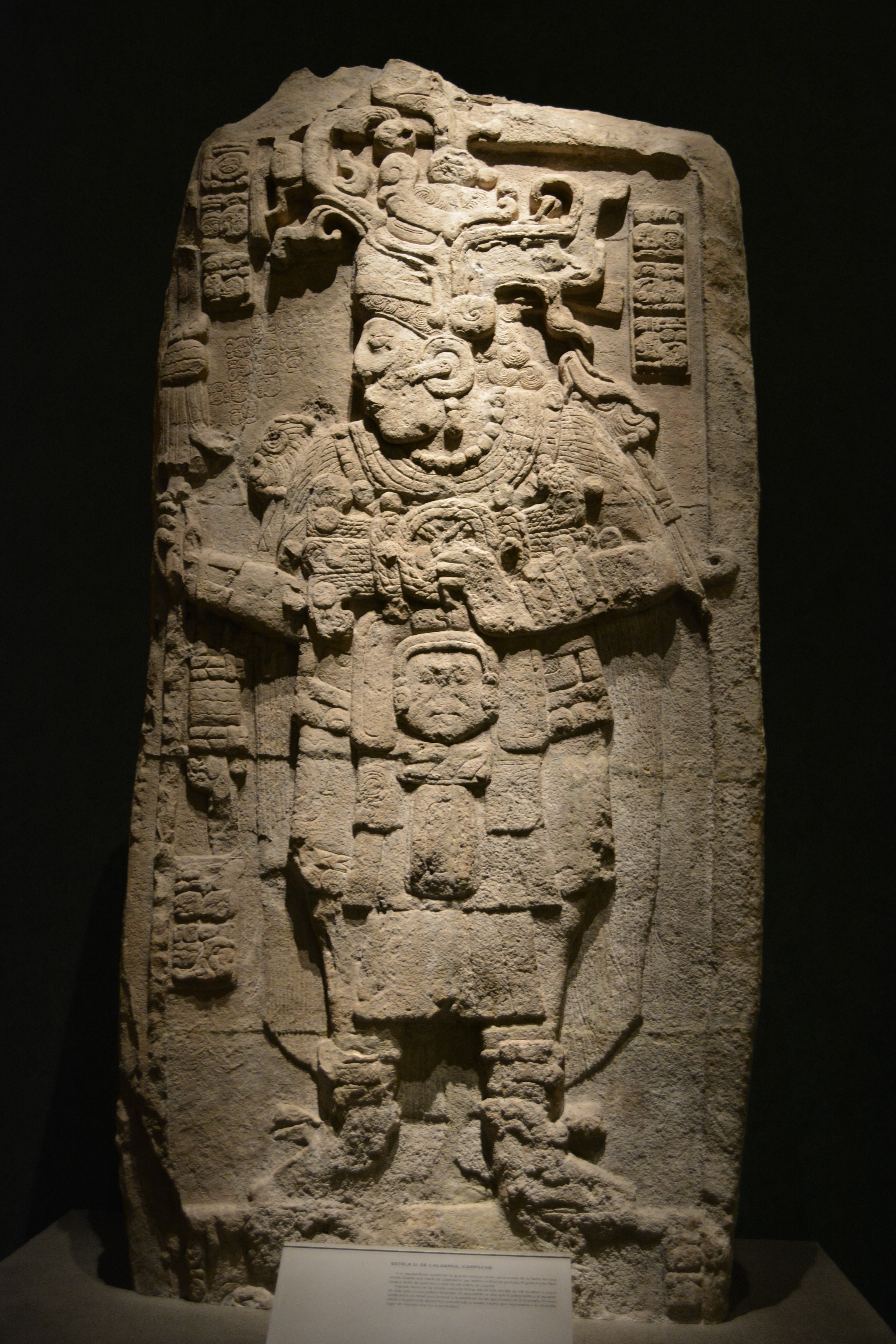
Estela 51 de Calakmul
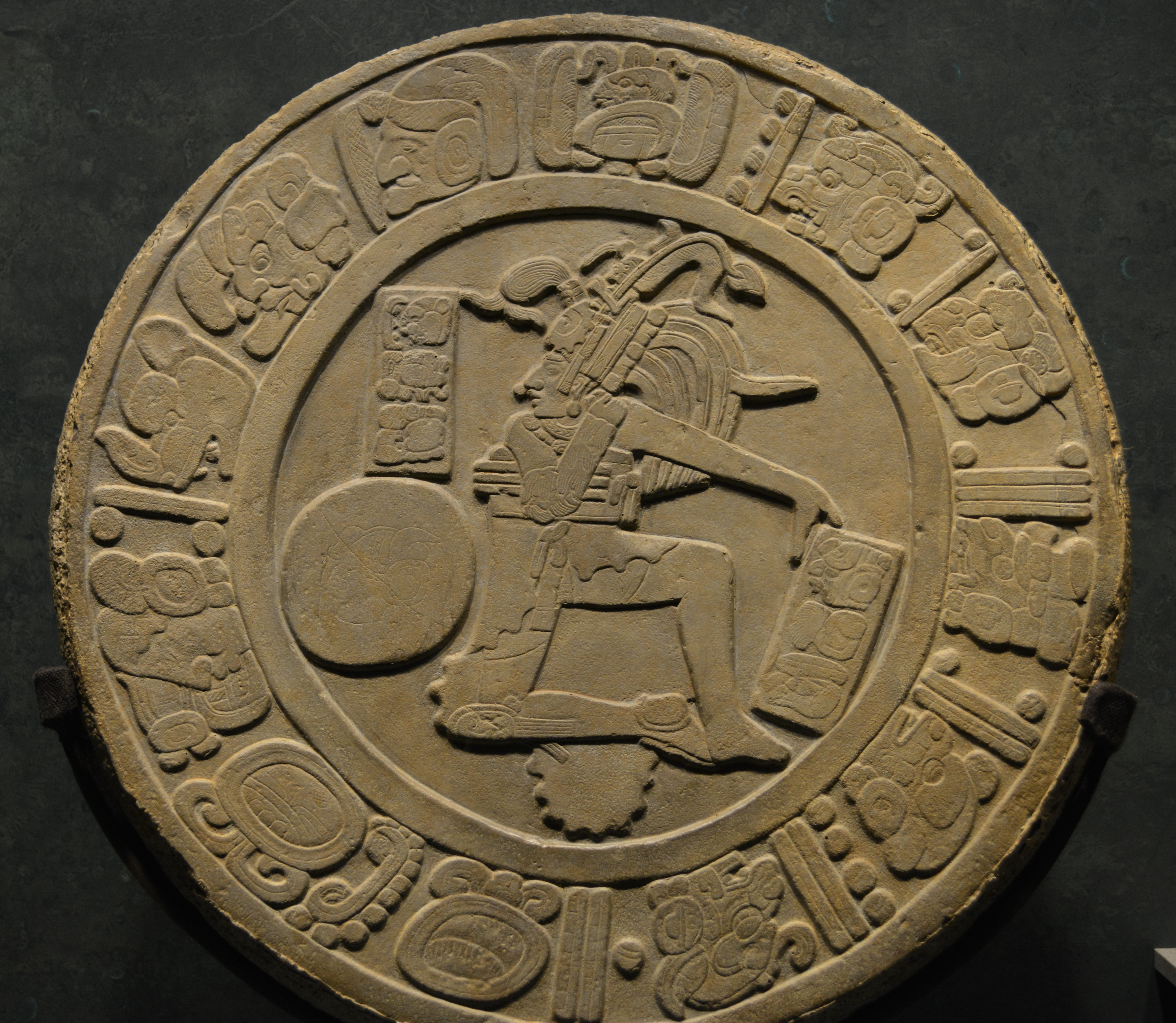
Disco de Chinkultik
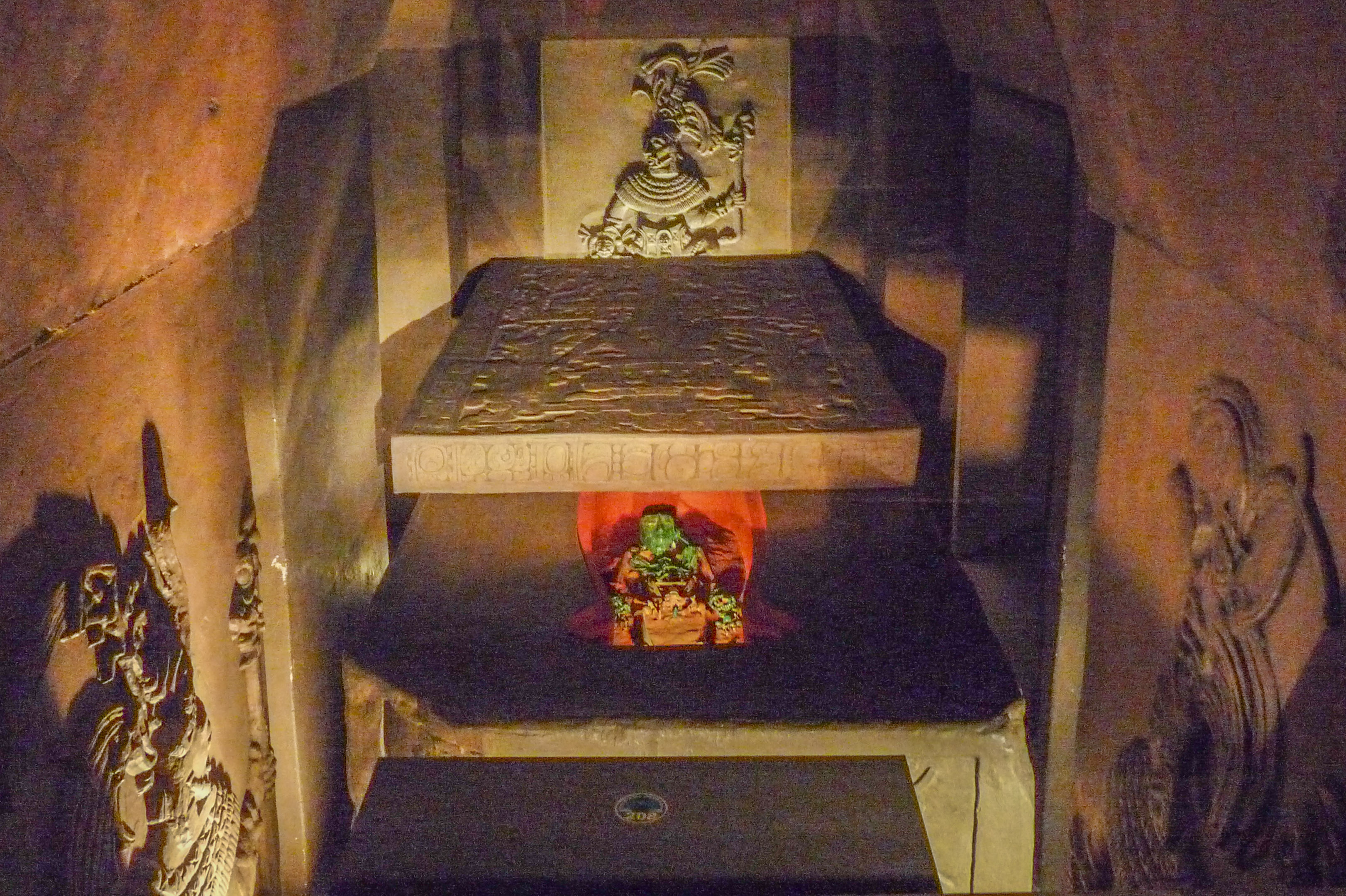
Reproducción de la Tumba de Pakal
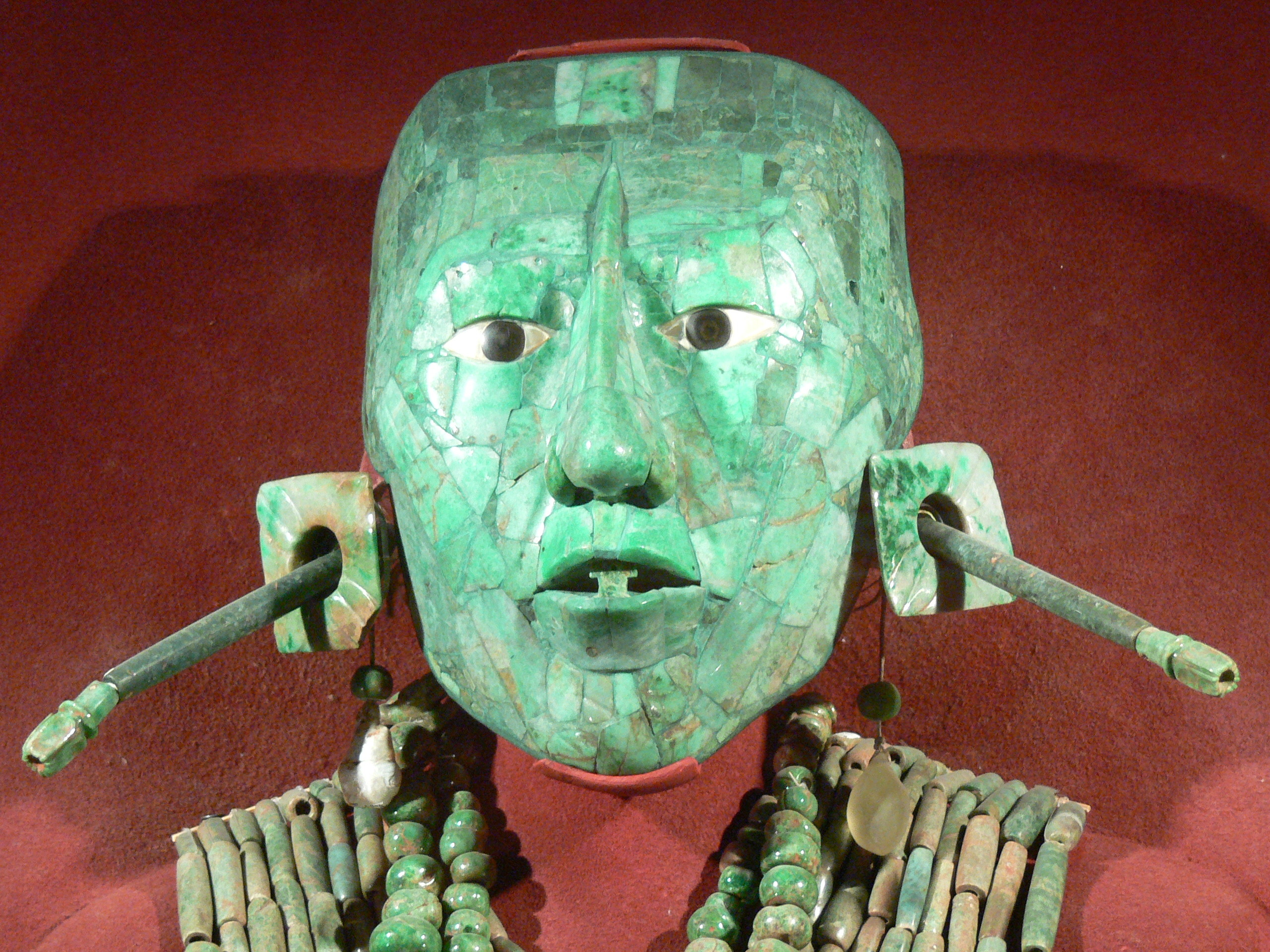
Máscara de Pakal
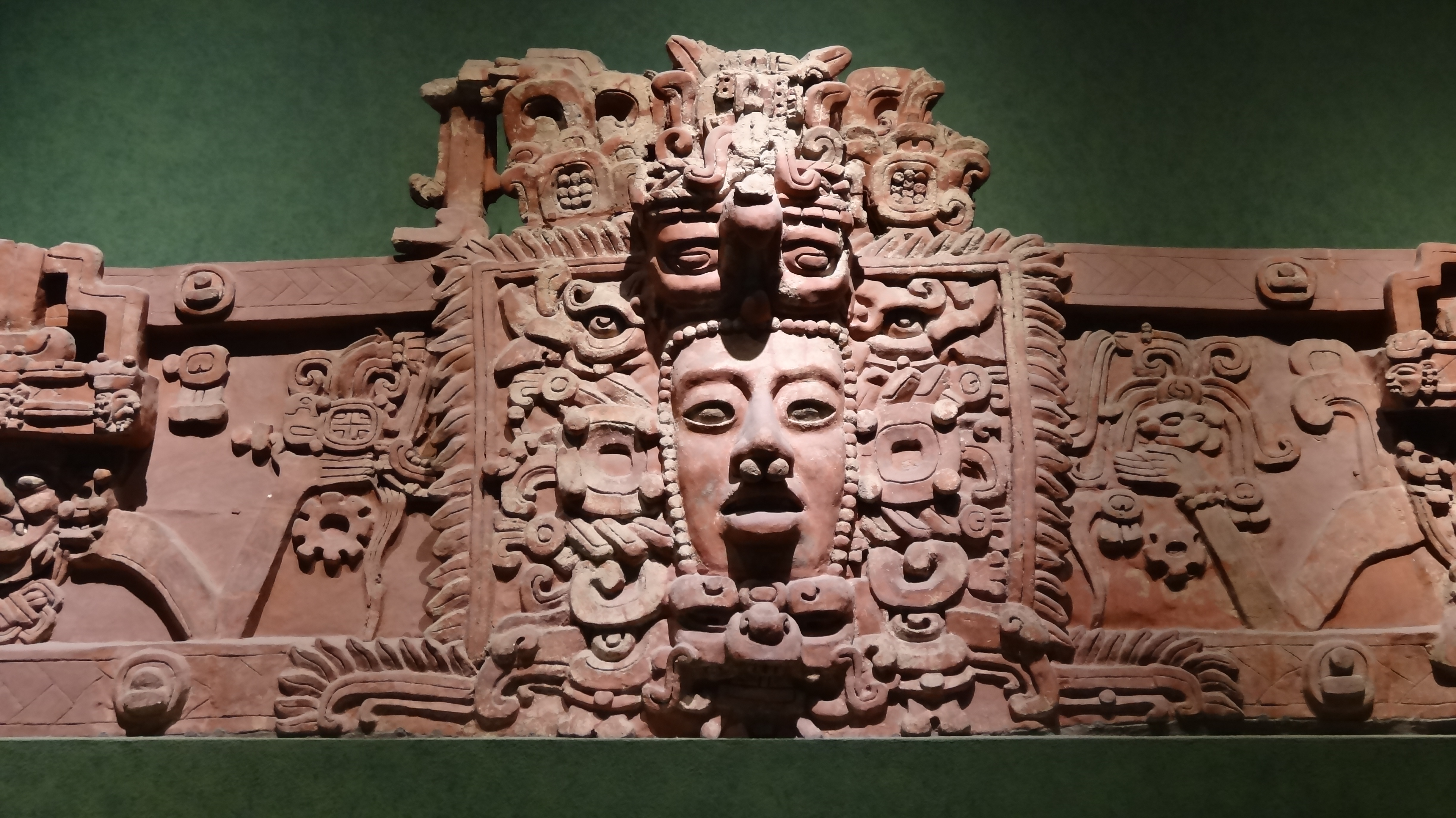
Friso de Placeres
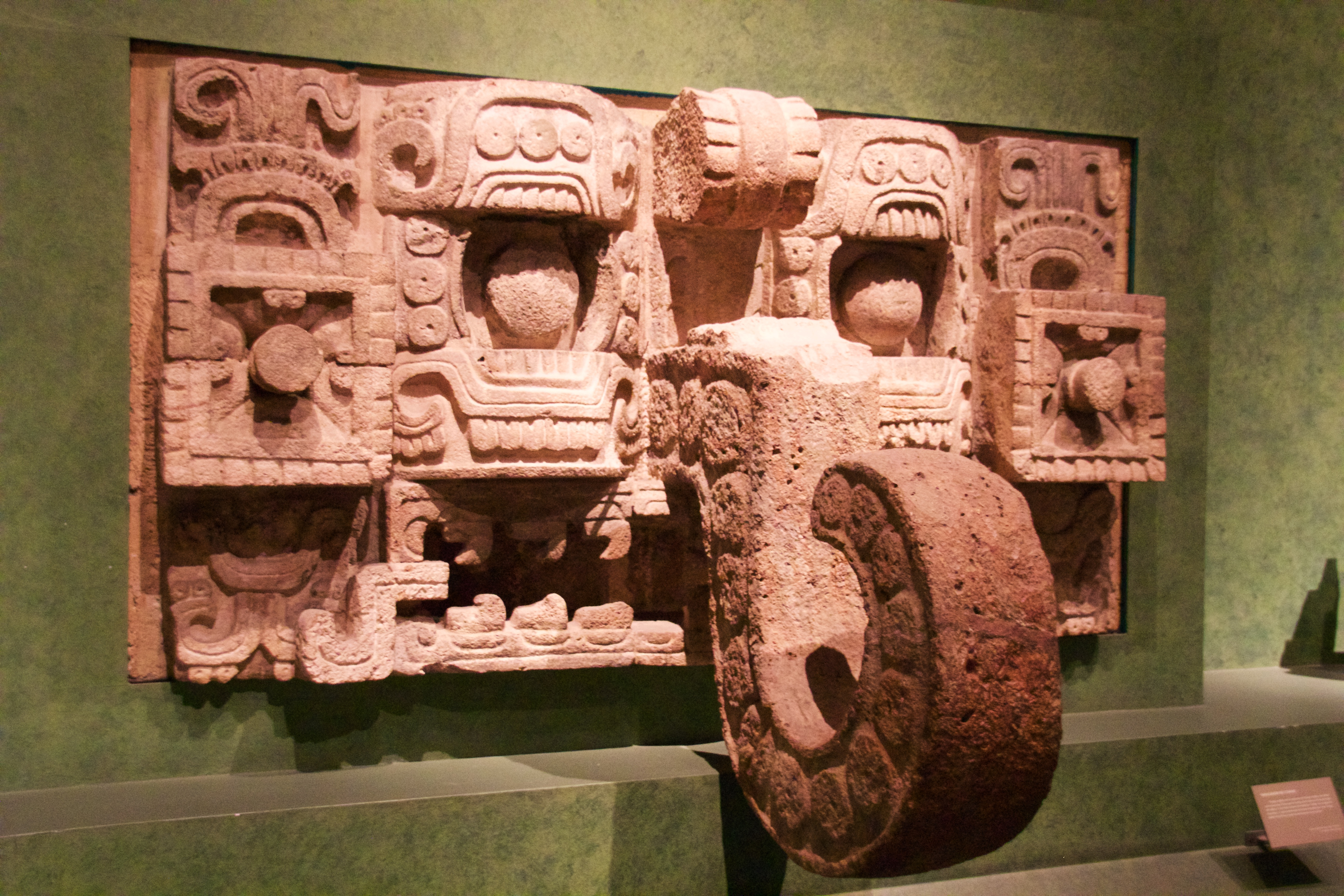
Mascarón de Chaac
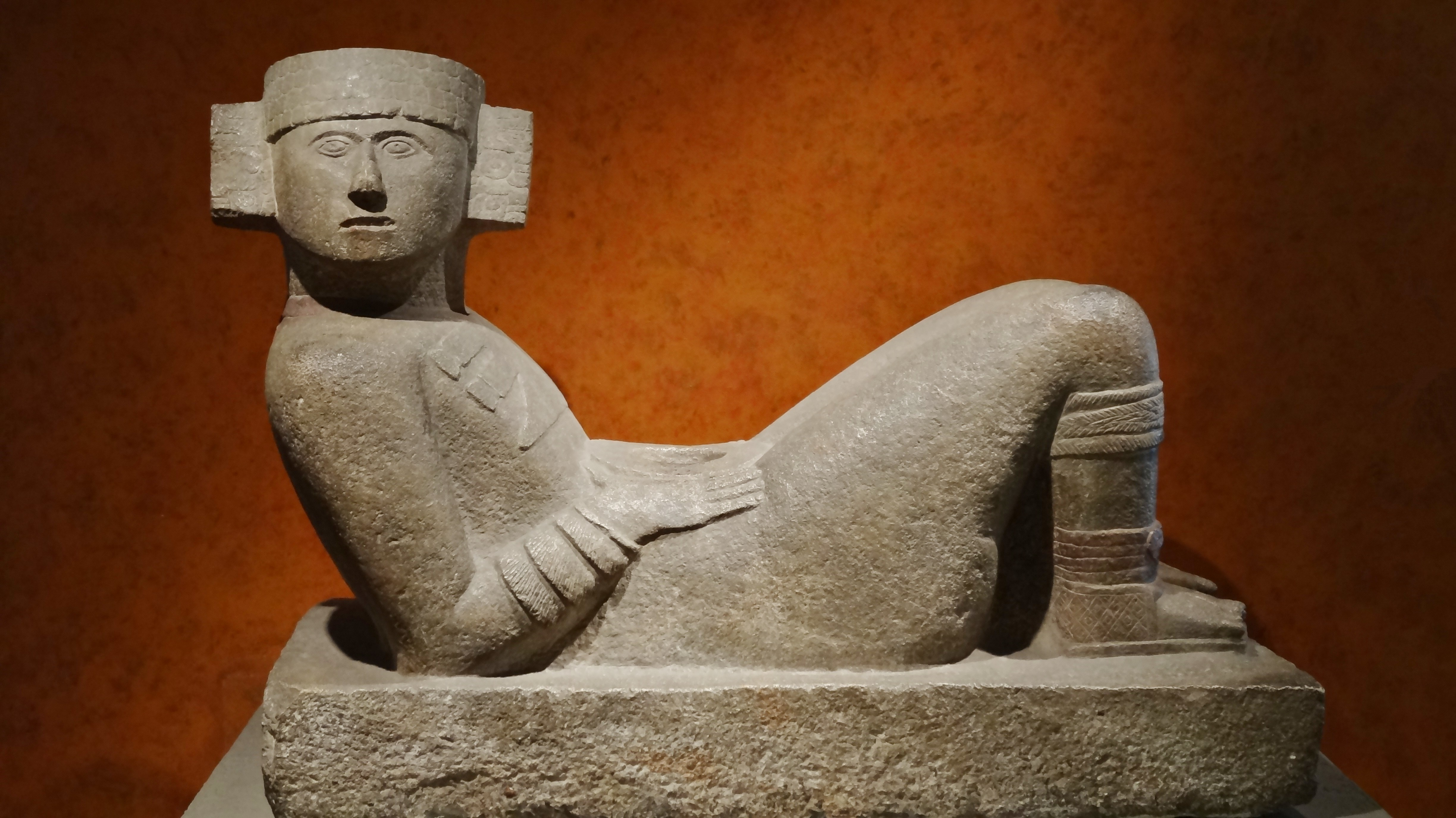
Chac mool de Chichen Itza
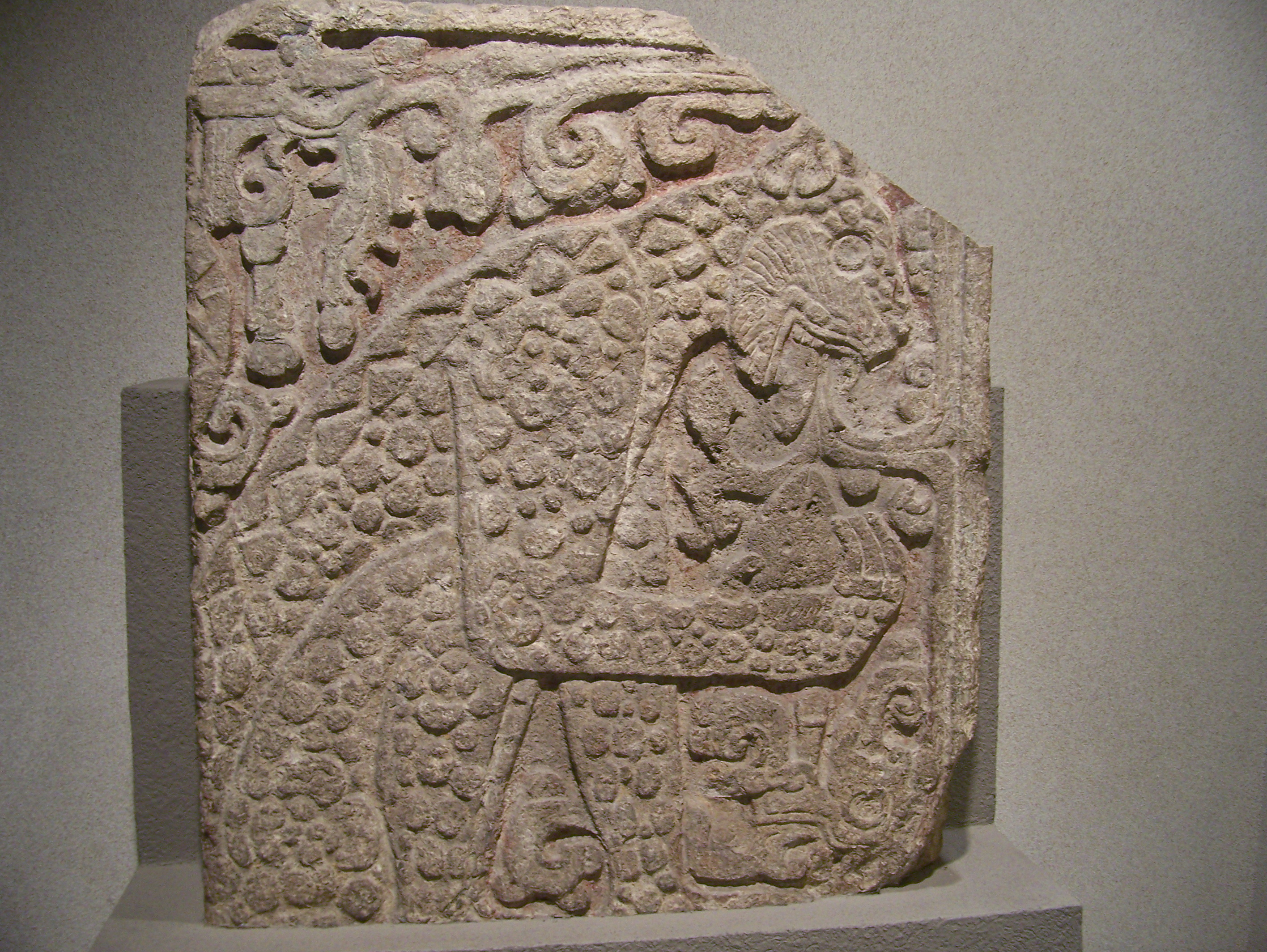
Lápida con relieve de Jaguar
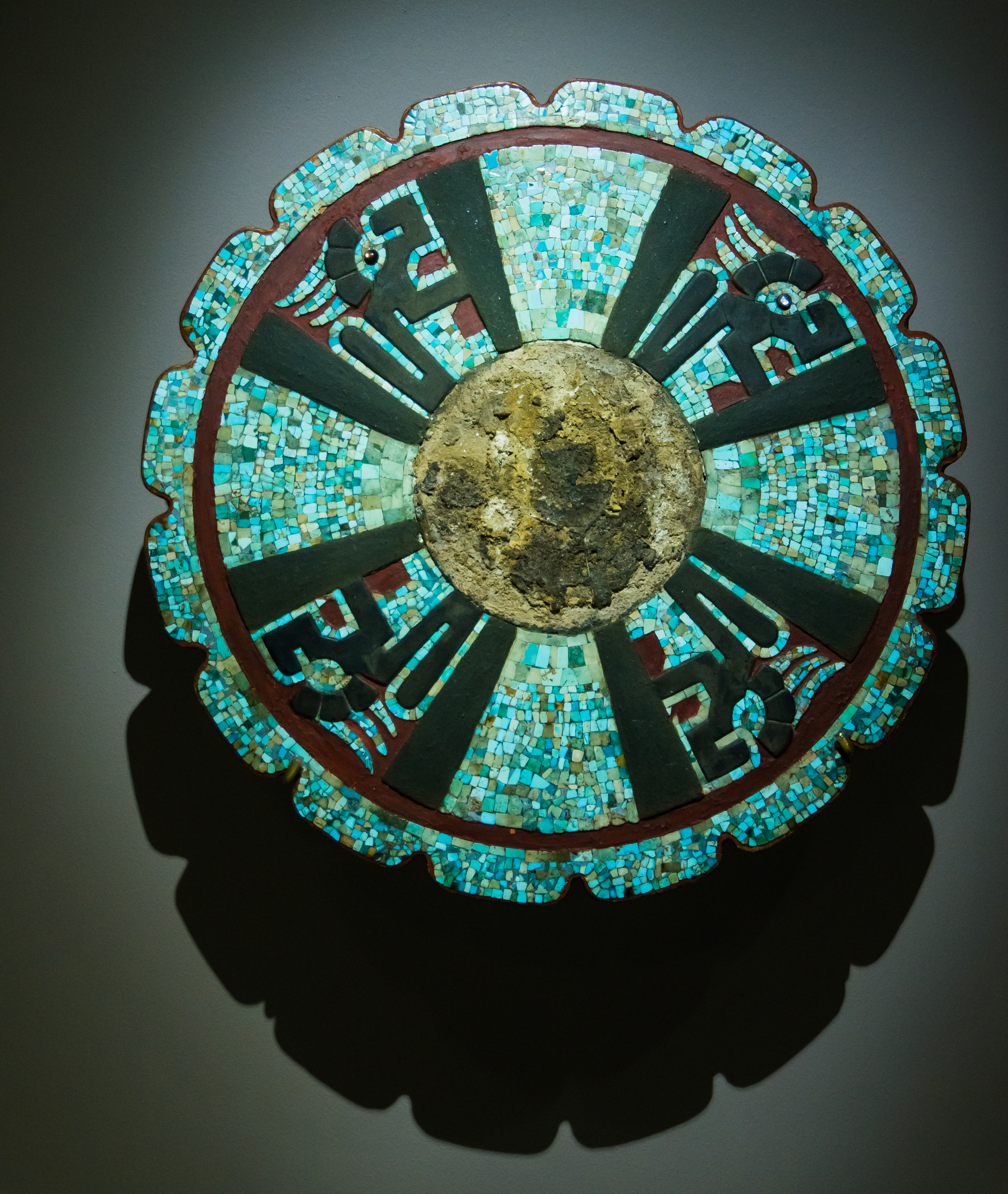
Disco recubierto de turquesa
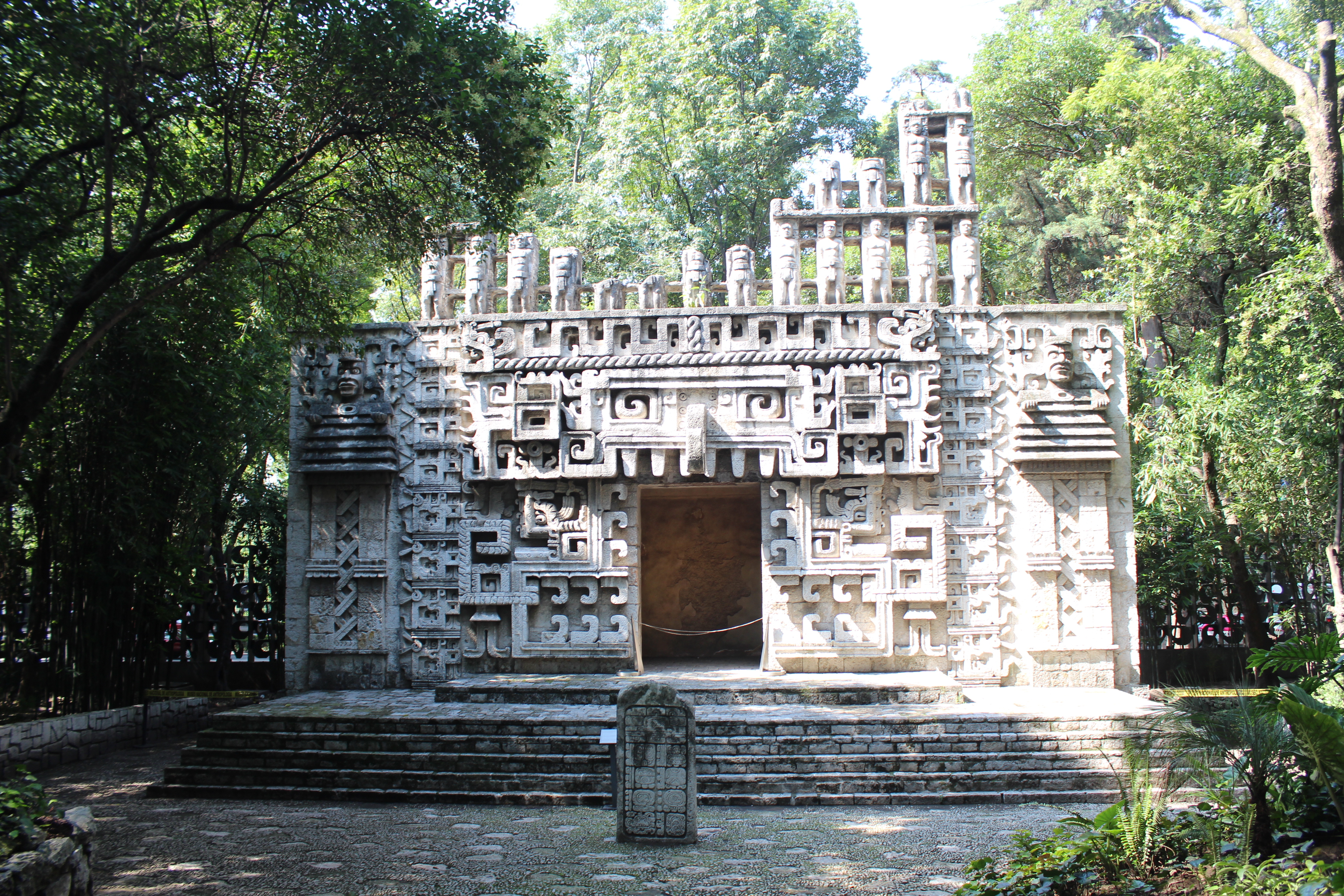
Reproducción de la estructura de Hochob

### Sala 10: Culturas de Occidente
El Occidente de Mesoamérica estuvo formado por los actuales estados de
Guerrero, Michoacán, Nayarit, Colima, Jalisco, partes de Guanajuato y el sur
de Sinaloa.
Durante el periodo Clásico fue importante la tradición cultural de las Tumbas de
Tiro, propia de Colima, Nayarit y Jalisco. Las Tumbas de Tiro fueron recintos
funerarios, excavados en el tepetate con una o más cámaras a las cuales se
accedía por un tiro cilíndrico que podía tener una profundidad de 2 hasta 16
metros y un diámetro que podía alcanzar los dos metros. En ellas fueron
depositadas ricas ofrendas de objetos de barro. La calidad de las piezas
cerámicas ha llevado a las Tumbas de Tiro a convertirse en objeto sistemático
del saqueo.
El recorrido inicia con los ejemplos más tempranos de cerámica, como aquellos
de estilo Capacha y El Opeño. Luego, divididas en distintas temáticas: vida
cotidiana, fauna, flora, indumentaria entre otras, son expuestas figuras, vasijas
y otros objetos procedentes de Colima, Jalisco y Nayarit. Los artesanos de esta
región alcanzaron gran detalle en sus obras, las representaciones de animales,
plantas y frutos son totalmente naturalistas. De la región de Nayarit destacan
las maquetas de casas que muestran las actividades cotidianas de la
población. Se cuenta con una sección dedicada a la cultura Chupícuaro de la
región del Bajío.
También del periodo Clásico, pero de la región de Guerrero, se exponen piezas
de la tradición Mezcala, que se caracterizó, principalmente, por la elaboración
de máscaras de piedra verde, cuyos rasgos son muy esquemáticos.
El Posclásico está representado por piezas de la cultura tarasca, habitantes de
la zona lacustre de Michoacán, que llegaron a principios del periodo y que
fundaron un enorme estado conquistador en sitios como Tzitzuntzan, Pátzcuaro
e Ihuatzio. La cerámica y los objetos de metal, especialmente de cobre, son los
más importantes. Descuella, asimismo, la escultura de un chacmool y un trono
en forma de coyote del sitio de Ihuatzio.

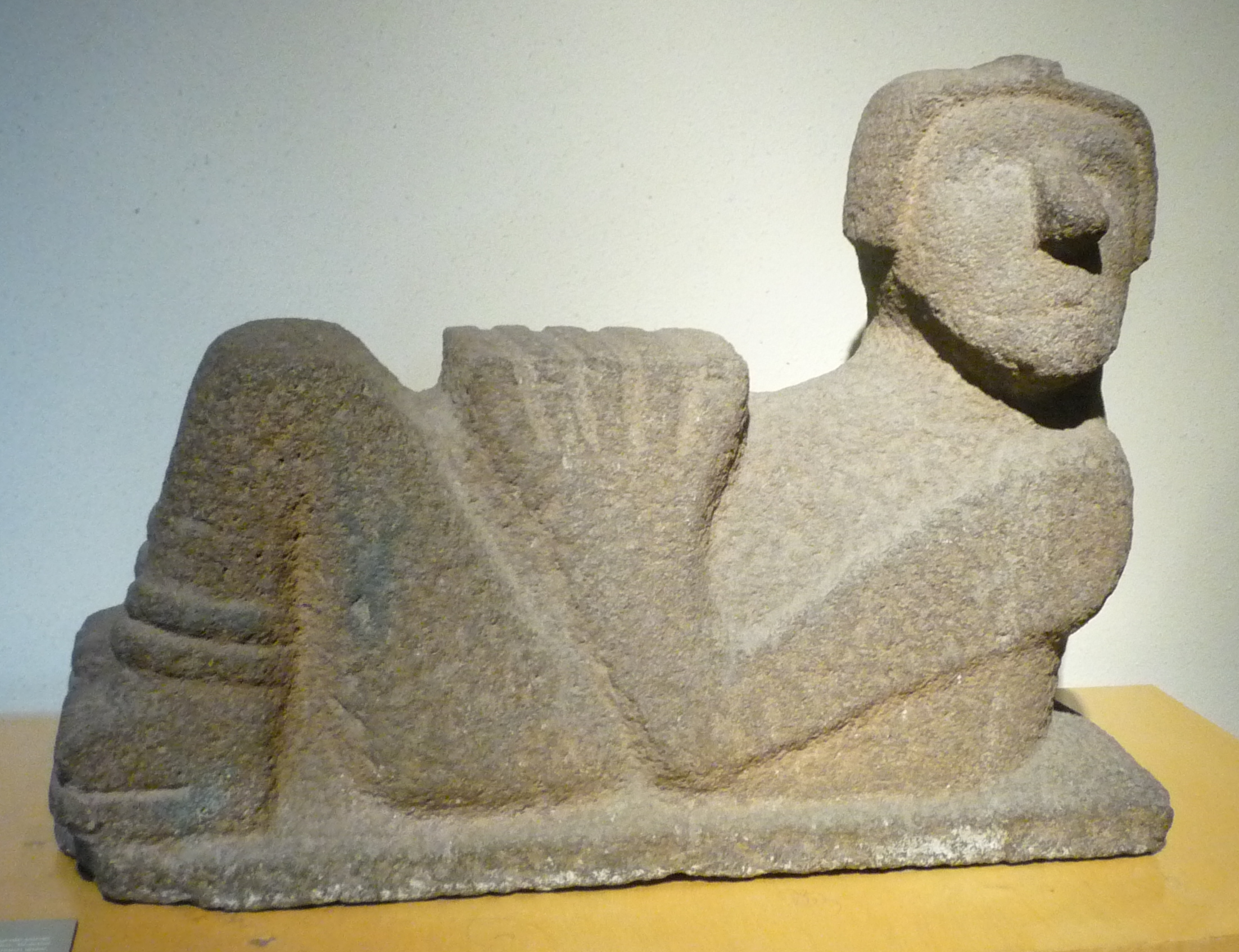
Chac mool tarasco
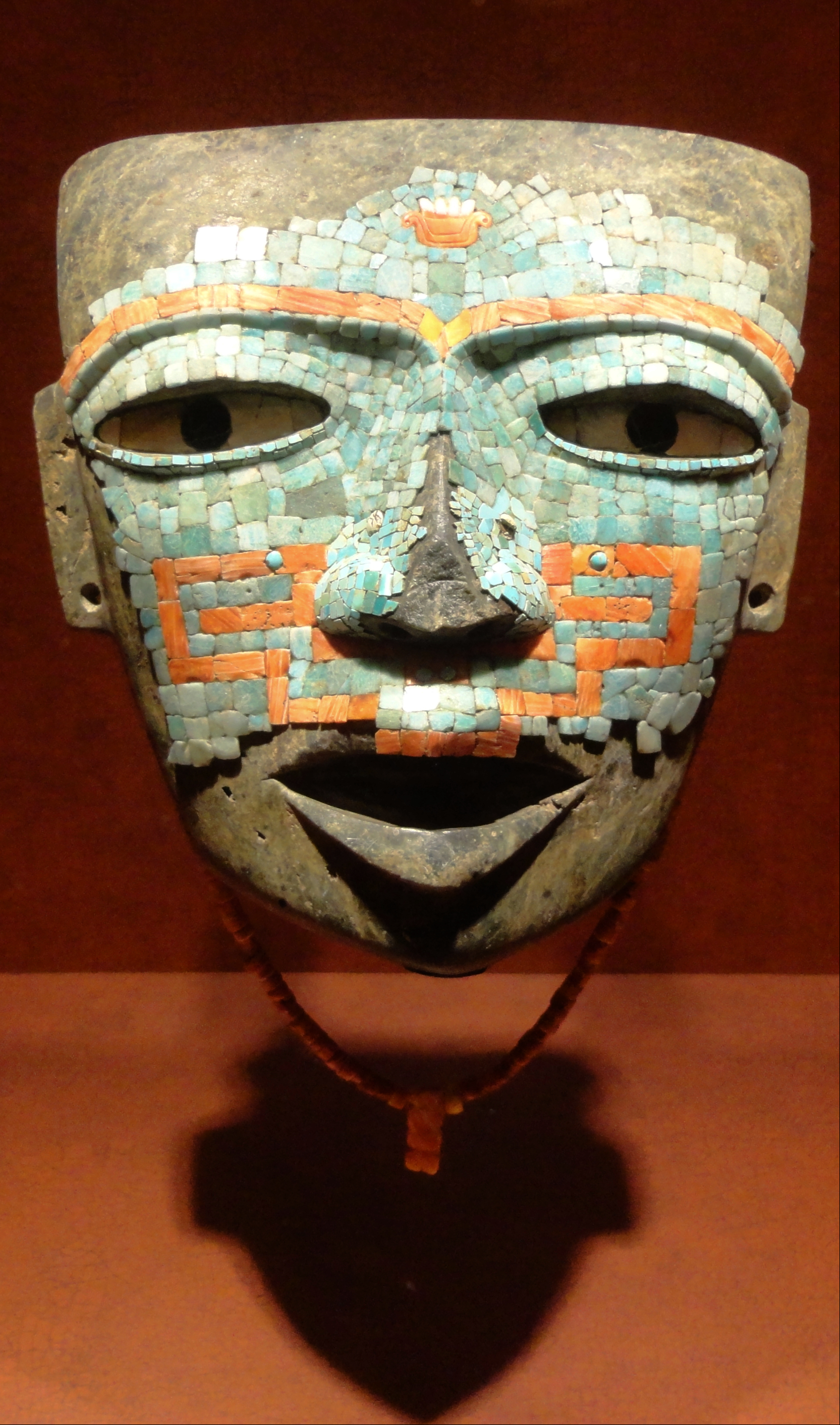
Máscara de Malinaltepec
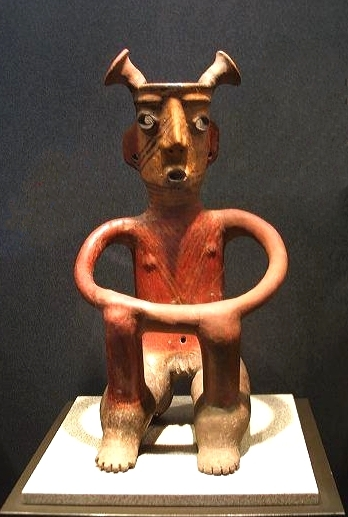
Figura de estilo Zacateca, cultura de tumbas de tiro
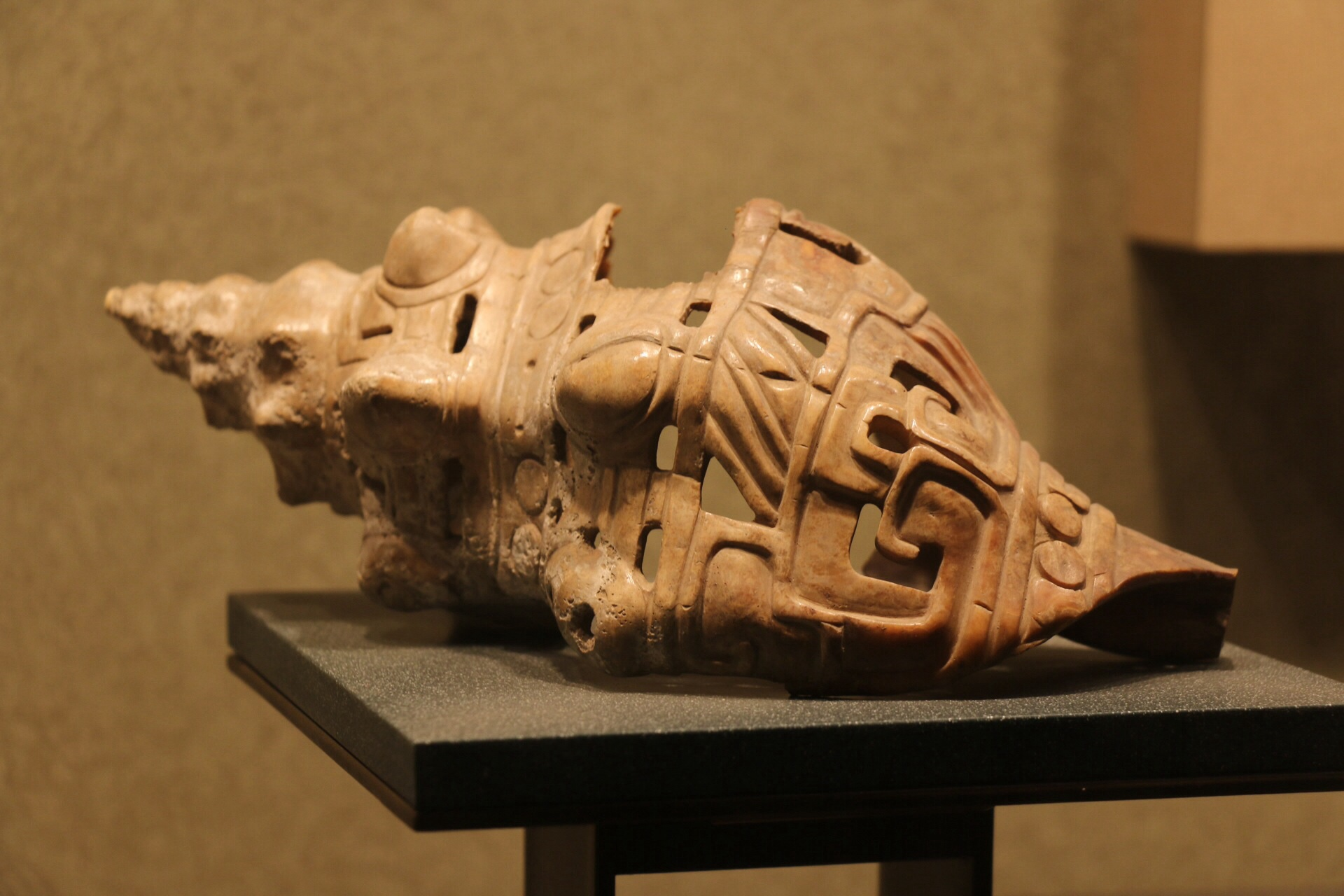
Caracol cortado

### Sala 11:Norte

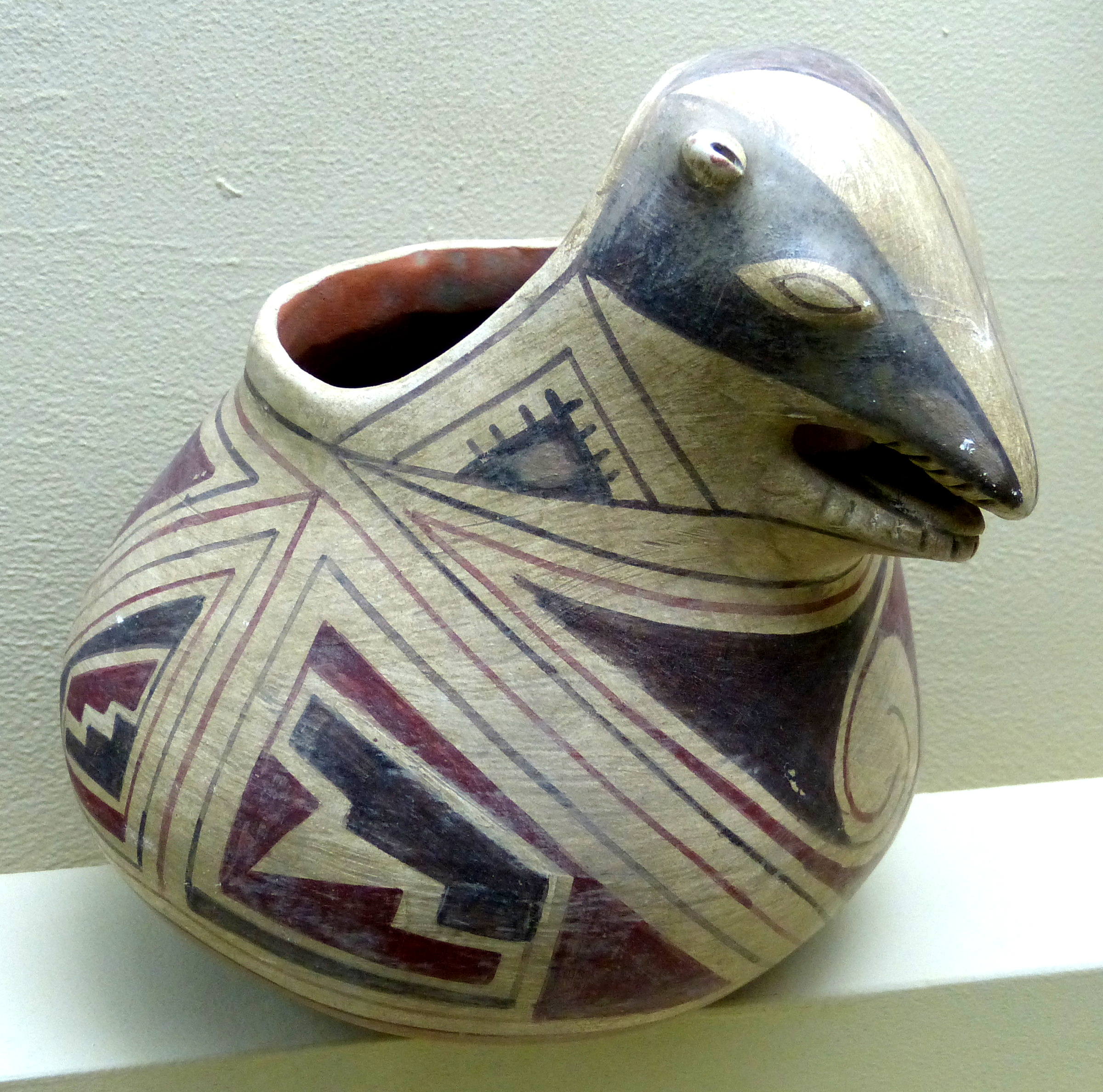
Cerámica de Paquimé

El espacio geográfico que abarca la Sala de las Culturas del Norte de México
va desde la parte norte del Altiplano Central y parte del Bajío, es decir el estado
de Querétaro y parte de Guanajuato; todos los estados del centro norte, es
decir San Luis Potosí, Aguascalientes, Zacatecas y Durango; así como todos
los del norte Sonora, Chihuahua, Coahuila, Nuevo León, norte de Tamaulipas y
la península de Baja California, es decir que dicho espacio cubre unas dos
terceras partes del territorio nacional. Entre dichas colecciones se encuentra
una de lo que hoy es el suroeste de los Estados Unidos y que hasta 1847 era el
lejano noroeste de la República Mexicana.
Cronológicamente, la sala abarca desde unos 2 mil años a. C. hasta la época
de la Conquista. Por tanto, las colecciones expuestas en dicha sala presentan
una gran variedad, ya que proceden de un espacio geográfico muy amplio y de
periodos históricos muy distantes entre sí.
La primera sección está dedicada a los cazadores-recolectores quienes, pese a
ser las sociedades menos representadas en las colecciones de la sala, son las
que ocuparon mayores territorios de lo que hoy es el norte de México, y por
periodos de tiempo más dilatados. En esta sección destacan materiales
procedentes de la Cueva de la Candelaria en Coahuila, de donde viene la
colección de textiles prehispánicos más importante del norte de México, que
son del 1205 d. C., aprox. También hay objetos de la península de Baja
California (2000 a. C. – 1400 d. C., aprox.) y una reproducción de pinturas
rupestres del estilo gran mural de dicha región, fechadas hacia el 2000 a. C.
La segunda sección está dedicada a las sociedades sedentarias de tradición
mesoamericana que colonizaron lo que hoy son los estados de Guanajuato,
Querétaro y San Luis Potosí en las primeras centurias de nuestra era. En las
colecciones del Bajío se puede ver una clara influencia de las tradiciones
Chupícuaro y teotihuacana, así como en los objetos de la Sierra Gorda
queretana y de Río Verde, San Luis Potosí; se nota una clara influencia
huasteca del Clásico (200-900 d. C.).
La tercera sección está dedicada a las sociedades prehispánicas más
desarrolladas de lo que actualmente son los estados de Zacatecas y Durango,
en donde destaca la cultura Chalchihuites, que significó el avance más norteño
de las sociedades agrícolas mesoamericanas. La rama zacatecana de esta
tradición es más temprana fechándose alrededor del 300 y 950 d. C. y la rama
duranguense es más tardía de entre 900 y 1350 d. C., aproximadamente.
La siguiente sección está dedicada a Paquimé y a la cultura Casas Grandes
que fue la tradición más desarrollada de lo que ahora es Chihuahua y que
mezcló diversos elementos mesoamericanos y de las culturas prehispánicas
del suroeste de los EE. UU. Su época de mayor desarrollo fue
aproximadamente entre el 1100 y el 1400 d. C.
En la última sección se expone la colección de la región del actual suroeste de
los EE. UU. perteneciente a las tres tradiciones culturales principales de dicha
región: mogollón, hohokam y anazasi. La temporalidad de esta colección es
muy variada y va del 200 al 1600 d. C. aprox. Sin embargo es importante resaltar que estas tradiciones culturales son un antecedente fundamental de la
cultura Casas Grandes.

### Sala 12: Pueblos Originarios

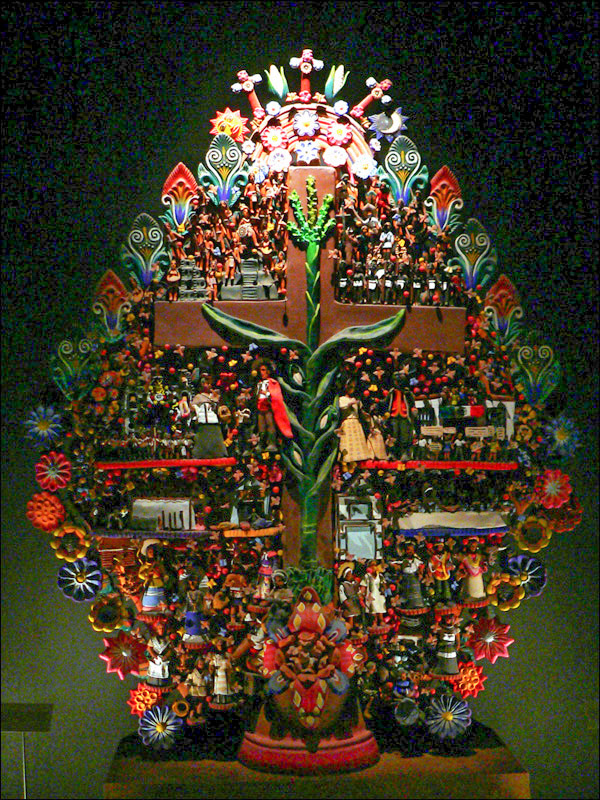
Árbol de la Vida.

Esta sala expone los actuales pueblos indígenas de México, abarcando aspectos desde su cosmovisión, religión, economía, ceremonias, danzas, rituales, así como culto a los ancestros, organización social y vida cotidiana.
Expone el transcurso de la vida cotidiana de habitantes indígenas de diversas culturas de nuestro país, a través de la visión y utensilios de diversas actividades como agricultores, chinamperos, recolectores, cazadores, constructores, artesanos, entre otros.

### Sala 13: Gran Nayar

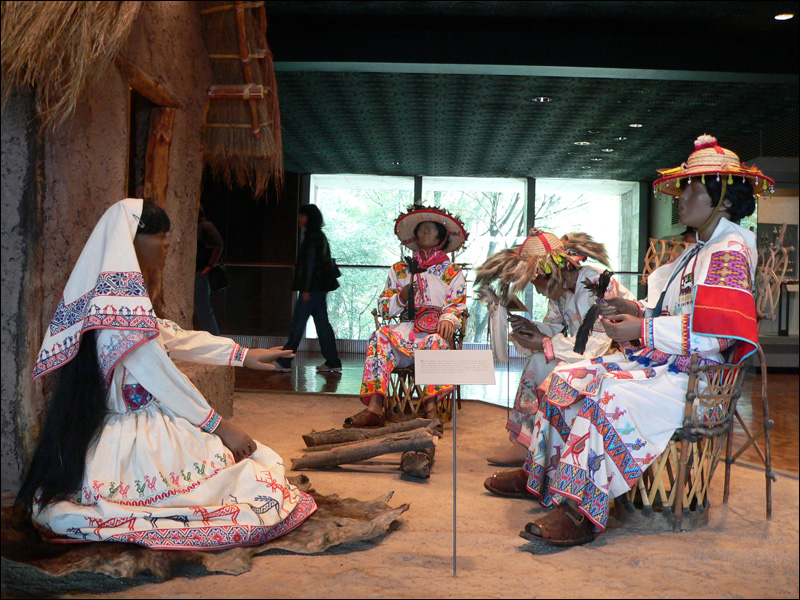
Representación de la vida cotidiana

Esta sala exhibe a las culturas de los Coras (nayarite), Huicholes (wixaritari),Tepehuanes del sur (o'dam), Nahuas (mexicaneros) y Mestizos, predominantes en los territorios del gran Nayar, y una región serrana que comprende territorios de los estados: Nayarit, Jalisco y Zacatecas. Las culturas aquí presentadas se distinguen por plasmar artísticamente su cosmovisón en objetos como , cuadros de estambre y objetos de poder.
El recorrido de esta sala comienza en San Blas donde, según la mitología, los dioses emergieron del mar. Para los nayares, el origen de todos los seres vivos se encuentra "abajo en el poniente", es decir, el Océano Pacífico. Sin embargo, como el mundo estaba oscuro y «no se veía bien», los antepasados decidieron salir del mar y emprender la búsqueda del Amaneces.

### Sala 14: Puréecherio

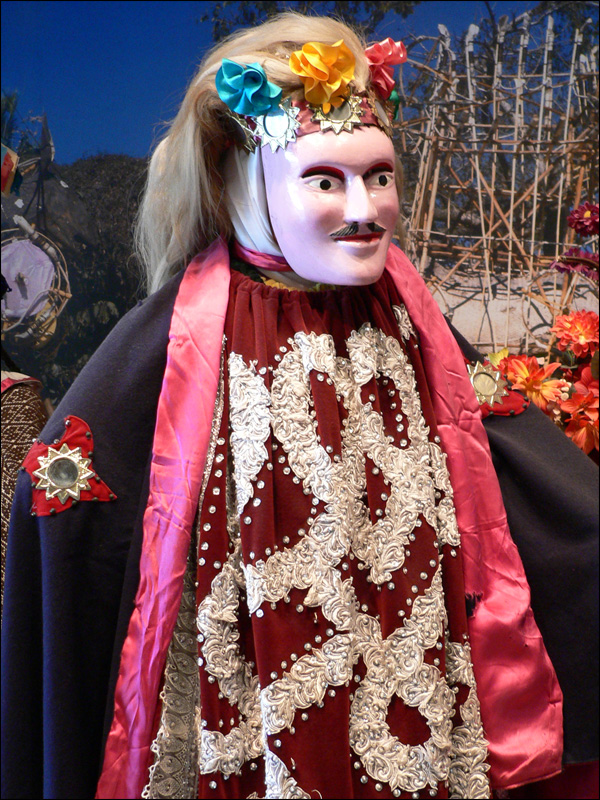
Máscara tradicional

La palabra «puréecherio» comprende la tierra, la familia, los ancestros, los poblados, la comunidad, la tradición y "el costumbre", siendo este último todo aquello que es propio de los purépechas. Esta sala exhibe a los purepechas, etnia que sigue practicando actividades ancestrales tales como la pesca y las celebraciones caza agricultura vida cotidiana entre otras
.

### Sala 15: Otopame
Esta sala se encuentra dedicada a los pueblos otopames y a las diversas islas culturales de los pueblos otomí-mazahua. Los grupos otopames son descendientes de aquellos que han contribuido de manera significativa al desenvolvimiento social y económico de los diferentes momentos históricos por los que ha atravesado México. Se han asentado en regiones como el Valle de Toluca-Ixtlahuaca, en el Estado de México, el Valle del Mezquital, la sierra de Hidalgo-Puebla, las sierra de las Cruces, las llanuras de Guanajuato, Ixtenco en Tlaxcala, las tierras veracruzanas y michoacanas. Los pueblos otopames, son herederos de las grandes culturas mesoamericanas que se desarrollaron en el Altiplano Central y que posteriormente se diseminaron por la cordillera de la Sierra Madre Oriental.
Entre las figuras exhibidas destacan piezas de cerámica, palma y papel amate, así como códices, máscaras, pinturas, textiles y otros objetos de gran valor identitario. Más de 60 por ciento de las piezas fueron adquiridas en las comunidades, el resto forma parte de las colecciones del Museo Nacional de Antropología que provenían del antiguo Museo Nacional de Arqueología, Historia y Etnología. Entre las obras más antiguas se encuentran unas máscaras del siglo XIX. Se incluyen también los característicos tenangos, bordados que en tiempos recientes han sido reconocidos por diseñadores de arte y coleccionistas del mundo como obras plásticas. Estas piezas del arte indígena actual, en cuya elaboración intervienen dos artistas (un dibujante y un bordador), representan personajes de la comunidad, fiestas, rituales y elementos de la naturaleza.

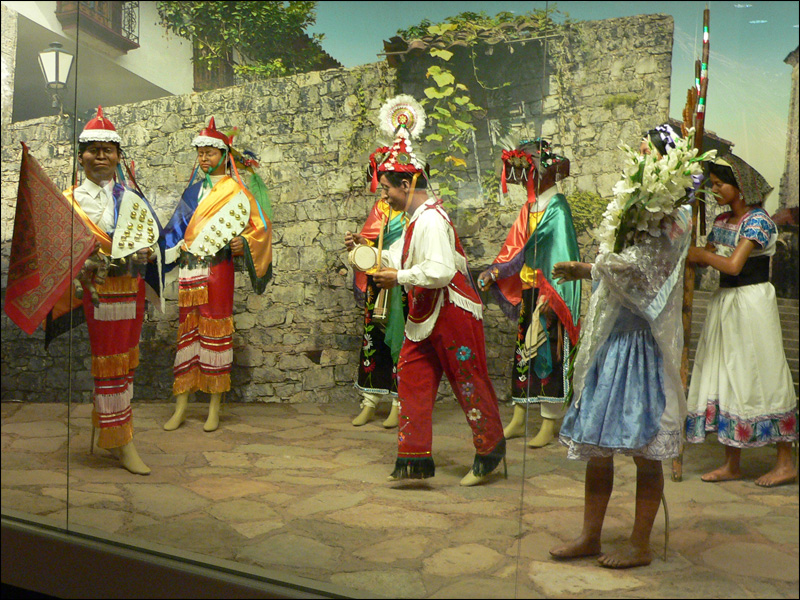
Festividad local con trajes típicos

### Sala 16: Sierra de Puebla
Esta sala exhibe a las culturas Totonacas, otomies, tepehuas y nahuas. Aquí se presentan ejemplos de las especialización artística en cestería, la plumaria, la joyería, los textiles y el papel.

### Sala 17: Oaxaca: Pueblos Originarios del sur
Los pueblos Indios del sur comprende un espacio que integra alrededor de 16 pueblos indígenas, entre ellos mixtecos y zapotecos. Esta sala exhibe la diversidad cultural de la región.

### Sala 18: Costa del Golfo: Huasteca y Totonacapan
Esta sala exhibe a las culturas Teenek y los totonacos, asentados desde el río La Antigua, al centro de Veracruz, hasta el Pánuco, en Tamaulipas. En esta sala se pueden ver textiles totonacos e instrumentos musicales huastecos.

### Sala 19: Pueblos mayas de la planicie y las selvas
En esta sala se exhiben los mayas de Yucatán y Quintana Roo, los Choles de Campeche con rituales asociados a la fertilidad agrícola, los Chontales de Tabasco con la pesca, y los lacandones de la selva chiapaneca, con sus rituales a los ancestros.
La región se ubica en un amplio territorio que abarca el centro de Tabasco, la Península de Yucatán, el noroeste de Chiapas y parte de Belice. En México viven pueblos hach winik o caribe (lacandón), el ch'ol, el chontal de Tabasco y el maya yucateco. Conviven con mestizos hablantes de español y migrantes guatemaltecos de origen maya que residen en las selvas de Quintana Roo y Campeche. Los mayas participan de la cultura tradicional tanto como la cultura nacional, buscando un lugar dentro de la corriente modernizadora del país.

### Sala 20: Pueblos mayas de las montañas
Los pueblos mayas abarcan los estados mexicanos de Campeche, Yucatán, Quintana Roo y una parte de Tabasco y Chiapas. Además, se encuentran en una vasta superficie de Guatemala y en una pequeña porción de Belice, El Salvador y Honduras. En este territorio todavía se conservan culturas propias del área, cuyo origen es prehispánico, pero sobre todo colonial y decimonónico. Las historias de los mayas varían de una región a otra, pero tiene en común la resistencia, manifiesta en el apego al uso de la lengua, al cultivo de la tierra, en la forma de concebir el mundo, en los rituales de comunicación con las divinidades y en el sostenimiento de la comunidad como base de la organización social.
En esta sala se abordan los pueblos indígenas de los altos de Chiapas: tseltales, tsotsiles tojolabales y mames, y se muestran sus prácticas religiosas, así como objetos relacionados con la música, textiles y el ámbar.

### Sala 21: El Noroeste: sierras, desiertos y valles
El noroeste es una extensa región que alberga uno de los más completos y diversos mosaicos ecológicos-culturales de México, la cual se divide en tres amplias subregiones: la sierra, el desierto y los valles. Estos abarcan los estados de Sinaloa, Chihuahua, Sonora y Baja California, territorios que desde tiempos prehispánicos fueron habitados por numerosos pueblos y naciones. Algunos de ellos se extinguieron o se adaptaron rápidamente a la cultura dominante, otros, como los rarámuri (taraumaras). O'ob(pimas), macurawe y warihó (gurijios), oodami (tepehuanes del norte), conca'ac (seris), o'otham (pápagos), akwa'ala (pai-pai), ko'lew (kiliwa), cohimi, k'umiai, cucapá, yoremes (yaquis y mayos) y mewséneme (kikapúes), lograron sobrevivir y han llegado hasta nuestros días conservando su identidad y su cultura tradicionales. En esta sala se muestran los rituales agrícolas, la cestería, la danza del venado, entre otros más aspectos, de pueblos como los seris, pápagos, cochimíes, yumanos, mayos, yaquis, tarahumaras, guarijíos, imas y tepehuas.

### Sala 22: Los Nahuas
Los nahuas constituyen el grupo indígena más extendido en la República Mexicana. Son un pueblo ligado a la tierra y sus frutos, que ha resuelto de diversas maneras su relación con la naturaleza. Constituidos por diversos pueblos, y distribuidos en 13 estados de México, los nahuas comparten la misma familia extralingüística con ciertas particularidades culturales.
Los nahuas habitan en los estados de Veracruz, Puebla, Guerrero, San Luis Potosí, Hidalgo, Morelos, México, Tlaxcala. Núcleos poco numerosos existen o existieron hasta hace unos años en Michoacán, Jalisco, Durango, Distrito Federal, Oaxaca, Guanajuato y la región fronteriza del sur de Veracruz y el occidente de Tabasco. Cada una de las áreas habitadas por los nahuas ha desarrollado una forma peculiar de vivir, vestirse, cultivar la tierra y relacionarse con el mundo; entre ellos son notables las diferencias, aunque también existen semejanzas y coincidencias. Lo que es innegable es que la cultura nahua tiene un impacto muy grande sobre la identidad de los mexicanos de muy amplias zonas del país. En esta sala podemos notar una gran colección de objetos característicos de los Nahuas, entre ellos se encuentra máscaras de tigre Macehualmej, rebozo Macehualmej, faja - soyate Macehualmej, caimán Macehualmej, entre otros.

## Exposiciones permanentes
El juego de pelota mesoamericano.
Una réplica del juego prehispánico de pelota, cuya cancha mide la mitad de la original, fue inaugurada en octubre de 2005 en el jardín de la Sala Tolteca.
El visitante puede recorrerla y formarse una imagen del área de una cancha real. Aunque originalmente se pretendía llevar a cabo juegos de pelota periódicamente, el hecho es que solo ha habido uno (el día de la inauguración) y no se tienen programados juegos en el futuro.
El juego de pelota mesoamericano, conocido también como "Pok Ta Pok" o "Ulama", fue un juego ritual cuya práctica se extendió a lo largo de los tres mil años de historia precolombina mesoamericana.

## Exposiciones temporales

### Últimas exposiciones

#### Xochipilli, el señor de las flores
Con la exposición Xochipilli, el Señor de las Flores, se busca transmitir las ideas más representativas de la cosmovisión mexica, al tiempo que se brinda una nueva propuesta de lectura de la pieza, invitando al público a realizar una interpretación y un disfrute propios.
La escultura de la deidad es expuesta a través de diversas lecturas que reúnen tanto a la poética náhuatl compilada en los Cantares mexicanos, como el estudio de la flora de la Cuenca de México. Una visión distinta apoyada en recursos como proyecciones multimedia, áreas táctiles que permiten un acercamiento único a la talla en piedra andesita, e incluso olfatear el aroma del cempasúchil, el jazmín, la magnolia y el nardo.
La exposición Xochipilli, el Señor de las Flores se exhibe en la Sala A1.

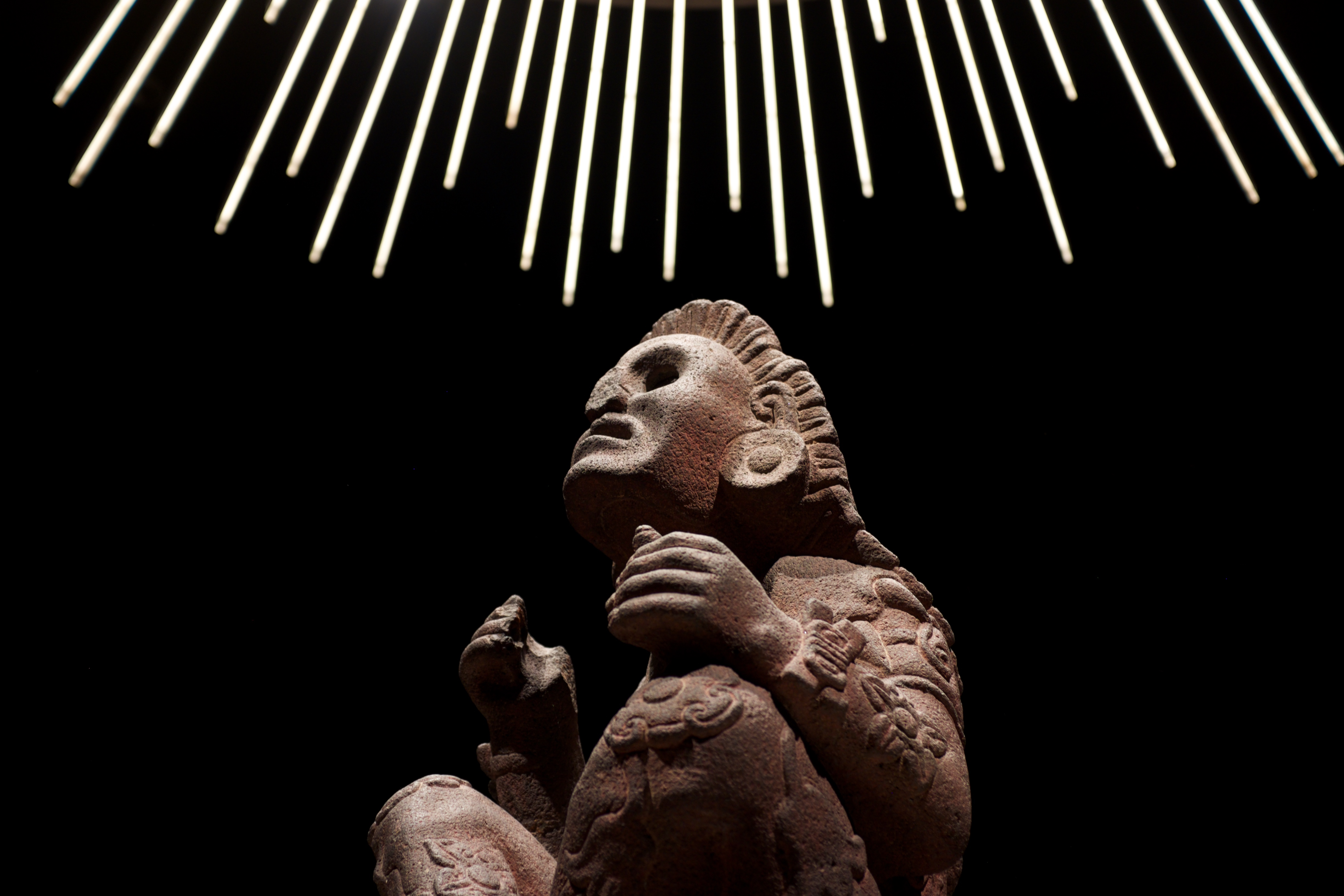
Vista frontal de Xochipilli en exposición temporal.
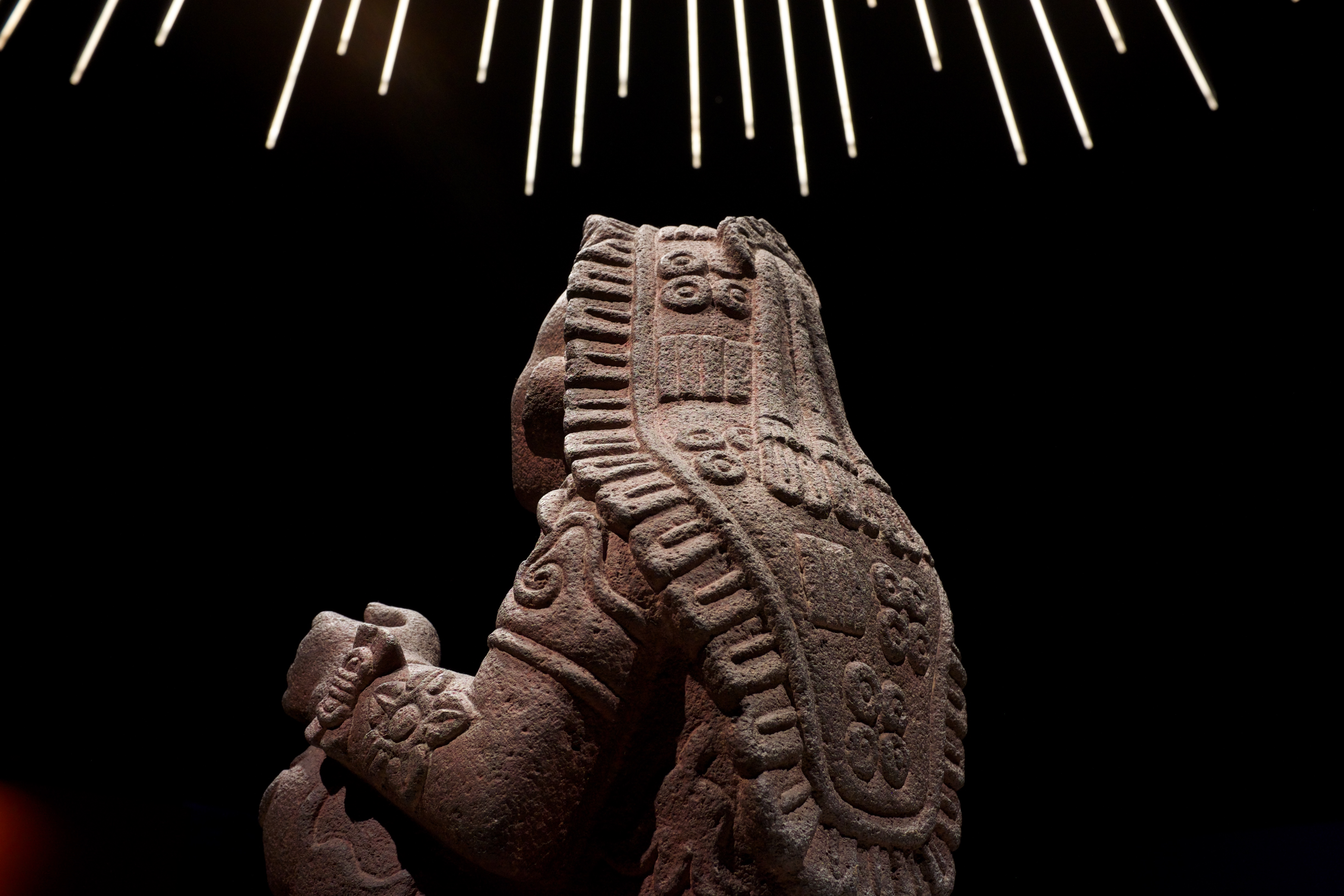
Vista trasera de Xochipilli en exposición temporal

La Ciudad Perdida
En esta exposición se exhiben más de 80 piezas inéditas que proceden tanto de las excavaciones del sitio de Malpaís Prieto, auspiciadas por el Centro de Estudios Mexicanos y Centroamericanos (CEMCA), como del acervo del Museo Nacional de Antropología.
La exposición La Ciudad Perdida. Raíces de los soberanos tarascos inicia con una presentación del Malpaís de Zacapu y del peculiar entorno volcánico sobre el cual se edificó la ciudad. Además, esboza en sus diferentes secciones algunas de las facetas de esta sociedad que antecedió a la formación del estado tarasco: su urbanismo, la vida cotidiana y ritual de sus habitantes, así como los objetos de cerámica, piedra y metal que los artesanos especializados de la zona elaboraron.
Los pobladores de Malpaís Prieto abandonaron el lugar en los albores del siglo XV y si bien desconocemos las razones de su partida, en la Relación de Michoacán se narra que estos uacúsechas llegaron a la región de Pátzcuaro y, unidos con poblaciones ya instaladas en las riberas del lago, dieron paso al inicio y consolidación del imperio tarasco. La exposición cierra con la presentación de algunos objetos emblemáticos de la cultura tarasca en el momento de su apogeo, entre ellos algunas insignias de sus gobernantes.
La exposición La Ciudad Perdida. Raíces de los soberanos tarascos se exhibe en la Media Luna del Museo Nacional de Antropología y estará abierta al público del 27 de abril al 29 de julio de 2018 en un horario de martes a domingo de 9:00 a 19:00 horas. La entrada es gratuita.

## Cursos
Son organizados por el Departamento de Promoción Cultural del Museo.